# Victor Hugo
Vous lisez un « bon article » labellisé en 2008.
Pour les articles homonymes, voir Hugo, Famille Hugo et Victor Hugo.
Victor Hugo, né le 7 ventôse an X (26 février 1802) à Besançon et mort le 22 mai 1885 à Paris, est un poète, dramaturge, romancier et dessinateur français associé au romantisme. Il est considéré comme l'un des écrivains de la langue française et de la littérature mondiale les plus importants. Hugo est aussi une personnalité politique et un intellectuel engagé qui a un rôle idéologique majeur et occupe une place marquante dans l'histoire des lettres françaises au XIXe siècle.
Au théâtre, Victor Hugo s'impose comme un des chefs de file du romantisme français en présentant sa conception du drame romantique dans les préfaces qui introduisent Cromwell en 1827, puis Hernani en 1830, qui sont de véritables manifestes, puis par ses autres œuvres dramatiques, en particulier Lucrèce Borgia en 1833 et Ruy Blas en 1838.
Son œuvre poétique comprend plusieurs recueils de poèmes lyriques, dont les plus célèbres sont Odes et Ballades paru en 1828, Les Feuilles d'automne en 1831 et Les Contemplations en 1856. Victor Hugo est aussi un poète engagé contre Napoléon III dans Les Châtiments, paru en 1853, et un poète épique dans La Légende des siècles, publié de 1859 à 1883.
Comme romancier, il rencontre un grand succès populaire, d'abord avec Notre-Dame de Paris en 1831, et plus encore avec Les Misérables en 1862.
Son œuvre multiple comprend aussi des écrits et discours politiques, des récits de voyages, des recueils de notes et de mémoires, des commentaires littéraires, une correspondance abondante, près de quatre mille dessins dont la plupart réalisés à l'encre, ainsi que la conception de décors intérieurs et une contribution à la photographie.
Très impliqué dans le débat public, Victor Hugo est parlementaire sous la monarchie de Juillet et sous la Deuxième et Troisième République. Il s'exile pendant près de vingt ans à Jersey et Guernesey sous le Second Empire, dont il est l'un des grands opposants. Attaché à la paix et à la liberté et sensible à la misère humaine, il s'exprime en faveur de nombreuses avancées sociales, s'oppose à la peine de mort et à l'esclavage. Il soutient aussi l'idée d'une Europe unifiée.
Son engagement résolument républicain dans la deuxième partie de sa vie et son immense œuvre littéraire font de lui un personnage emblématique, que la Troisième République honore par des funérailles nationales et le transfert de sa dépouille au Panthéon de Paris le 1er juin 1885, dix jours après sa mort. Pendant les deux jours où son cercueil est exposé au public, plus de deux millions de personnes se déplacent pour lui rendre hommage.
Ayant fortement contribué au renouvellement de la poésie et du théâtre et ayant marqué son époque par ses prises de position politiques et sociales, Victor Hugo, dont la vie et l'œuvre font l'objet de multiples commentaires, est encore célébré aujourd'hui en France et à l'étranger.

## Biographie

### Enfance et jeunesse
Victor-Marie Hugo est le fils du général d'Empire Joseph Léopold Sigisbert Hugo, créé comte, selon la tradition familiale, par Joseph Bonaparte, roi d'Espagne, capitaine en garnison dans le Doubs au moment de la naissance de son fils, et de Sophie Trébuchet, issue de la bourgeoisie nantaise.

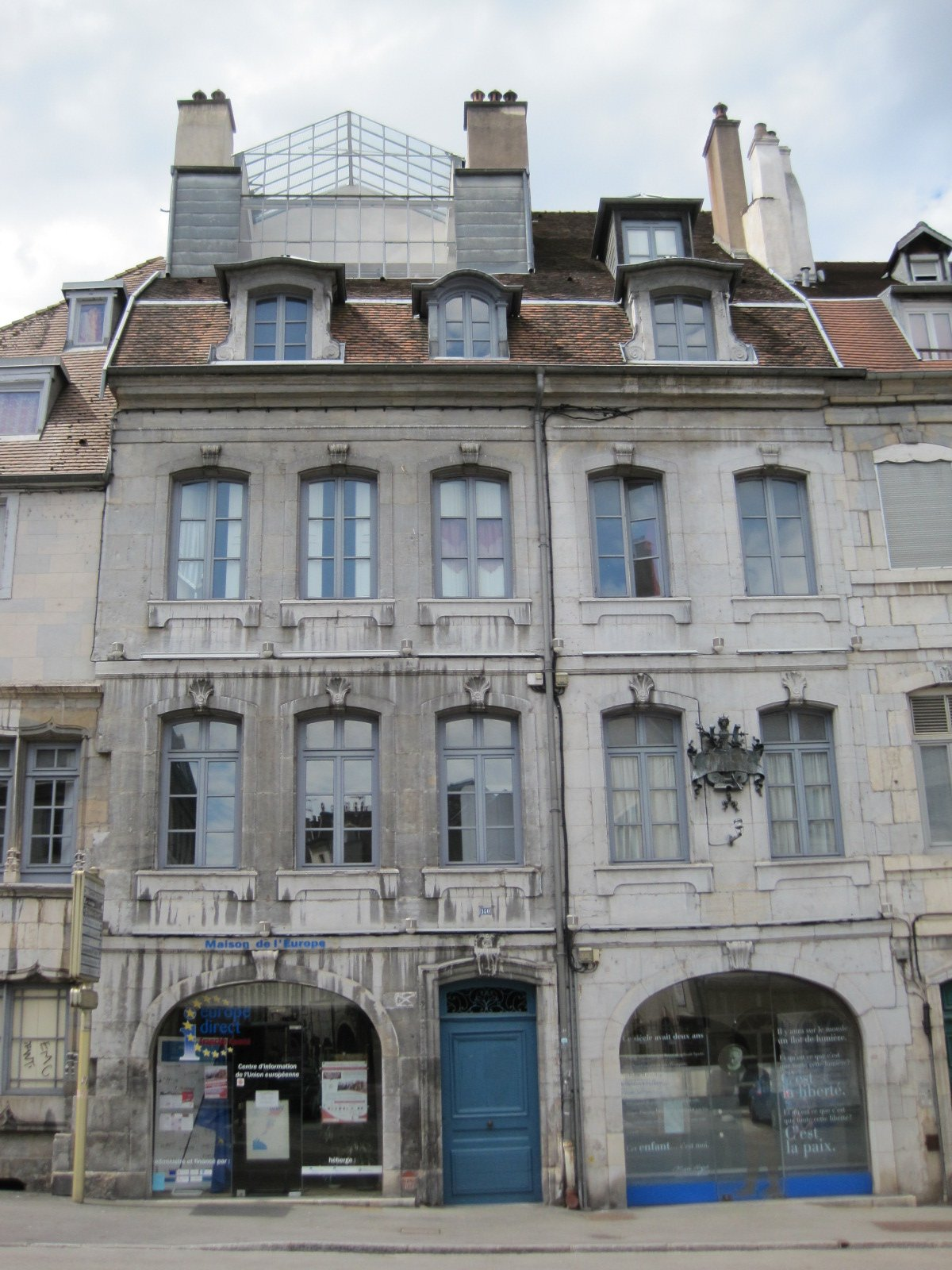
Maison natale de Victor Hugo à Besançon.

Il naît le 7 ventôse an X (26 février 1802) (selon le calendrier républicain alors en vigueur), à Besançon, au 1er étage du 140 Grande Rue, renommée depuis place Victor-Hugo. À peine né, il est déjà le centre de l'attention. Enfant fragile, il est l'objet de tous les soins de sa mère, comme il le racontera plus tard dans son poème autobiographique Ce siècle avait deux ans.
Dernier d'une famille de trois garçons après Abel Joseph et Eugène, il passe son enfance à Paris, au 8 rue des Feuillantines, dans un logement loué dans l'ancien couvent des Feuillantines, vendu comme bien national à la Révolution. Ce séjour dans un jardin sauvage, vestige du parc de l'ancien monastère, lui laissera des souvenirs heureux.
De fréquents séjours à Naples et en Espagne, à la suite des affectations militaires de son père, marqueront ses premières années. Ainsi, en 1811, alors que Madame Hugo rejoint son mari, la famille fait halte à Hernani, ville du Pays basque espagnol. La même année, il est, avec ses frères, pensionnaire dans une institution religieuse de Madrid, le Real Colegio de San Antonio Abad (Escuelas Pías de San Antón (es)). En 1812, il s'installe à Paris avec sa mère qui s'est séparée de son mari, car elle entretient une liaison avec le général d'Empire Victor Fanneau de la Horie, parrain et précepteur de Victor Hugo, duquel il tient son prénom.
En septembre 1815, il entre avec son frère Eugène à la pension Cordier, située dans la cour du Dragon à Paris. D'après Adèle Foucher, son amie d'enfance qui deviendra plus tard son épouse, c'est vers cet âge qu'il commence à versifier. Autodidacte, c'est par tâtonnement qu'il apprend la rime et la mesure. Il est encouragé par sa mère à qui il lit ses œuvres, ainsi qu’à son frère Eugène. Ses écrits sont relus et corrigés par un jeune maître d'études de la pension Cordier qui s’est pris d'amitié pour les deux frères. Sa vocation est précoce et ses ambitions sont immenses. Âgé de quatorze ans à peine, Victor note dans un journal : « Je veux être Chateaubriand ou rien ».

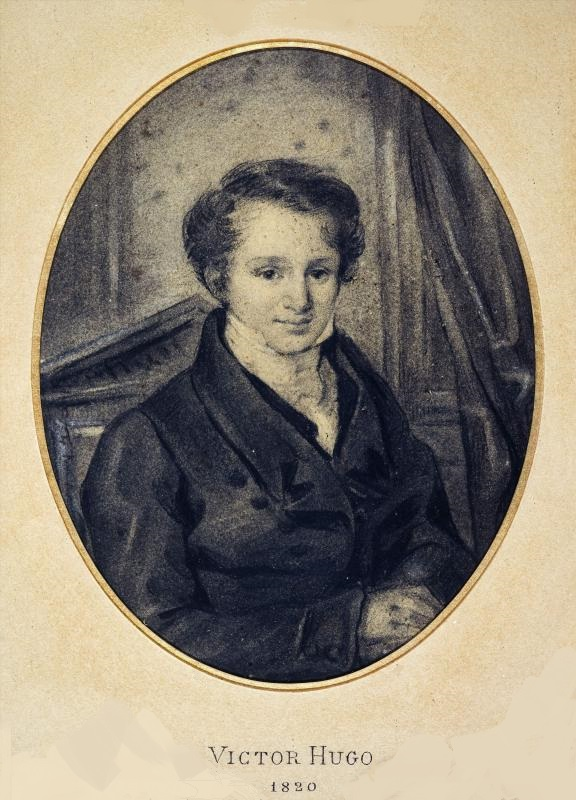
Victor Hugo portraituré par Adèle Foucher en 1820.

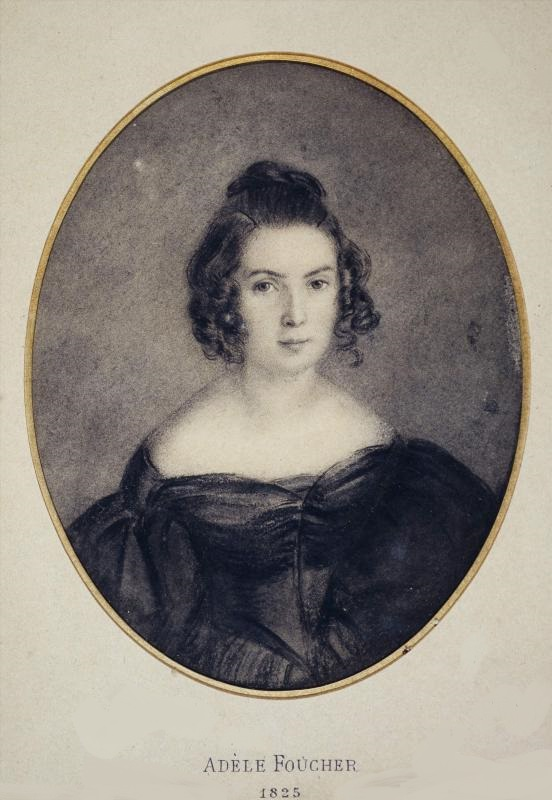
Autoportrait d'Adèle Foucher en 1825.

En 1817, Victor Hugo a quinze ans lorsqu'il participe à un concours de poésie organisé par l'Académie française, sur le thème Bonheur que procure l’étude dans toutes les situations de la vie. Selon le récit qu'en fait Adèle Foucher, le jury est à deux doigts de lui décerner le prix, mais le titre de son poème (Trois Lustres à peine) suggère trop son jeune âge et l’Académie croit à un canular : il reçoit seulement une mention. Il concourt sans succès les années suivantes mais gagne, à des concours organisés par l'Académie des Jeux floraux de Toulouse, en 1819, un Lys d'or pour La statue de Henri IV et une Amaranthe d'or pour Les Vierges de Verdun,, ainsi qu’une Amaranthe d'or en 1820 pour Moïse sur le Nil,. Ayant remporté trois prix, il devient Maître-ès-jeux floraux de 1820, suivi par Chateaubriand l'année suivante.
Encouragé par ses succès, Victor Hugo délaisse les mathématiques, pour lesquelles il a des aptitudes (il suit les cours des classes préparatoires au lycée Louis-le-Grand), et embrasse la carrière littéraire. Avec ses frères Abel et Eugène, il fonde en 1819 une revue ultraroyaliste, Le Conservateur littéraire, qui attire déjà l’attention sur son talent. Son premier recueil de poèmes, Odes, paraît en 1821 : il a alors dix-neuf ans. Les mille cinq cents exemplaires s’écoulent en quatre mois. Le roi Louis XVIII, qui en possède un exemplaire, lui octroie une pension annuelle de mille francs, ce qui lui permet de vivre de sa passion et d’envisager d’épouser son amie d’enfance Adèle Foucher.

### Jeune écrivain

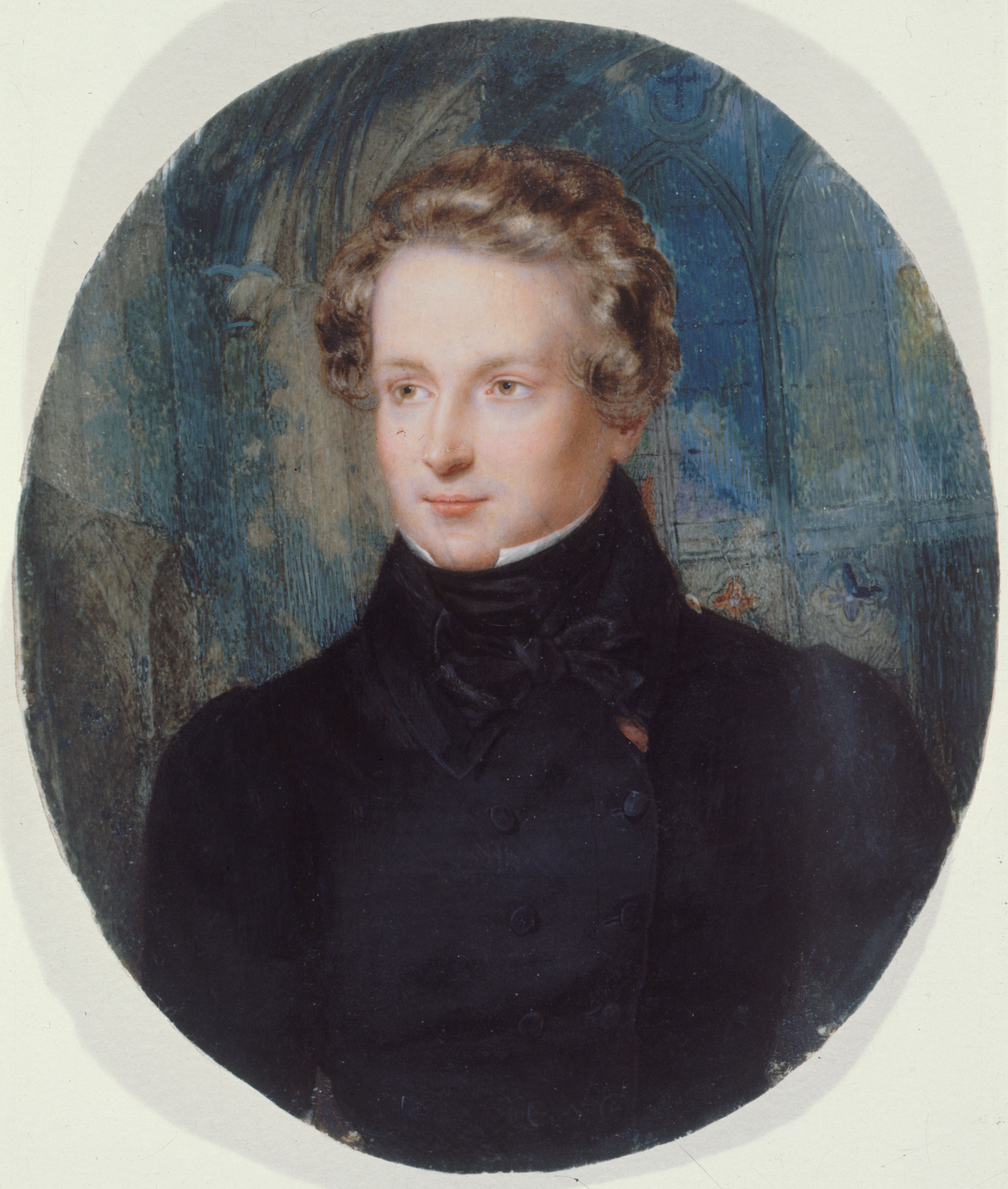
Portrait de Victor Hugo sur fond de Notre-Dame de Reims.
Toile de Jean Alaux, 1822, maison de Victor Hugo.

La mort de sa mère le 27 juin 1821 l’affecte profondément. En effet, les années de séparation d'avec son père l’avaient rapproché de celle-ci. Le 12 octobre 1822, il épouse Adèle Foucher en l'église Saint-Sulpice de Paris. De leur mariage naîtront cinq enfants. Le premier, Léopold, en 1823, ne vit que quelques mois. Suivront Léopoldine en 1824, Charles en 1826, François-Victor en 1828 et Adèle en 1830.
Hugo publie son premier roman, Han d'Islande, en 1823 (une première version avait déjà vu le jour en 1820). Le livre reçoit un accueil mitigé, mais vaut à son auteur une nouvelle pension de deux mille francs. Une critique de Charles Nodier, bien argumentée, est l’occasion d’une rencontre entre les deux hommes et de la naissance d’une amitié. À la bibliothèque de l'Arsenal, berceau du romantisme, il participe aux réunions du Cénacle, qui auront une grande influence sur son développement. Son amitié avec Nodier dure jusqu’à 1827-1830, époque où celui-ci commence à être très critique envers ses œuvres. Durant cette période, Victor Hugo renoue avec son père, qui lui inspirera les poèmes Odes à mon père et Après la bataille. Celui-ci meurt en 1828.
Dans cette période, il s'intéresse à la peinture et découvre l'atelier de Paul Huet avec enthousiasme : « C'est un jeune homme du plus beau talent. Vous partagerez la satisfaction de Delacroix et la mienne », écrit-il.
Jusqu'en mars 1824, le couple habite chez les parents d'Adèle. Ils déménagent pour le 90 rue de Vaugirard, appartement où leur fille Léopoldine naît, en août 1824. L'arrivée de leur fils Charles, en novembre 1826, fait déménager la famille l'année suivante dans une maison au 11 rue Notre-Dame-des-Champs.
Sa pièce Cromwell, publiée en 1827, fait éclat. Dans la préface de ce drame, Victor Hugo s’oppose aux conventions classiques, en particulier à l'unité de temps et à l'unité de lieu, et jette les premières bases de son drame romantique.
Le couple reçoit beaucoup et se lie avec Sainte-Beuve, Lamartine, Mérimée, Musset, Delacroix. François–Victor naît en octobre 1828. En mai 1830, la famille déménage pour la rue Jean-Goujon où Adèle, leur dernier enfant, naît en juillet. Ils y habiteront jusqu'en octobre 1832.
Adèle Foucher, délaissée dans le tourbillon qui a entouré la rédaction, les répétitions, les représentations et le triomphe d'Hernani, se rapproche du meilleur ami et confident du couple, Sainte-Beuve, puis entretient une relation amoureuse avec lui, qui se développe durant l'année 1831. Entre les deux hommes, les relations courtoises se maintiennent pourtant, avant que leur amitié ne se transforme en haine (Hugo songe même à le provoquer en duel) quand Adèle avoue son infidélité à son mari. Leur liaison dure jusqu'en 1837, date à laquelle Sainte-Beuve quitte Paris pour Lausanne.
De 1826 à 1837, la famille séjourne fréquemment au château des Roches à Bièvres, propriété de Bertin l'Aîné, directeur du Journal des débats. Au cours de ces séjours, Hugo rencontre Berlioz, Chateaubriand, Liszt, Meyerbeer, et rédige des recueils de poésie, dont Les Feuilles d'automne. Il publie, en 1829, le recueil de poèmes Les Orientales et Le Dernier Jour d'un condamné, court roman dans lequel Victor Hugo présente son dégoût de la peine de mort, sujet qu'il abordera à nouveau dans Claude Gueux en 1834. Le roman Notre Dame de Paris paraît en 1831.

### Années «théâtre»

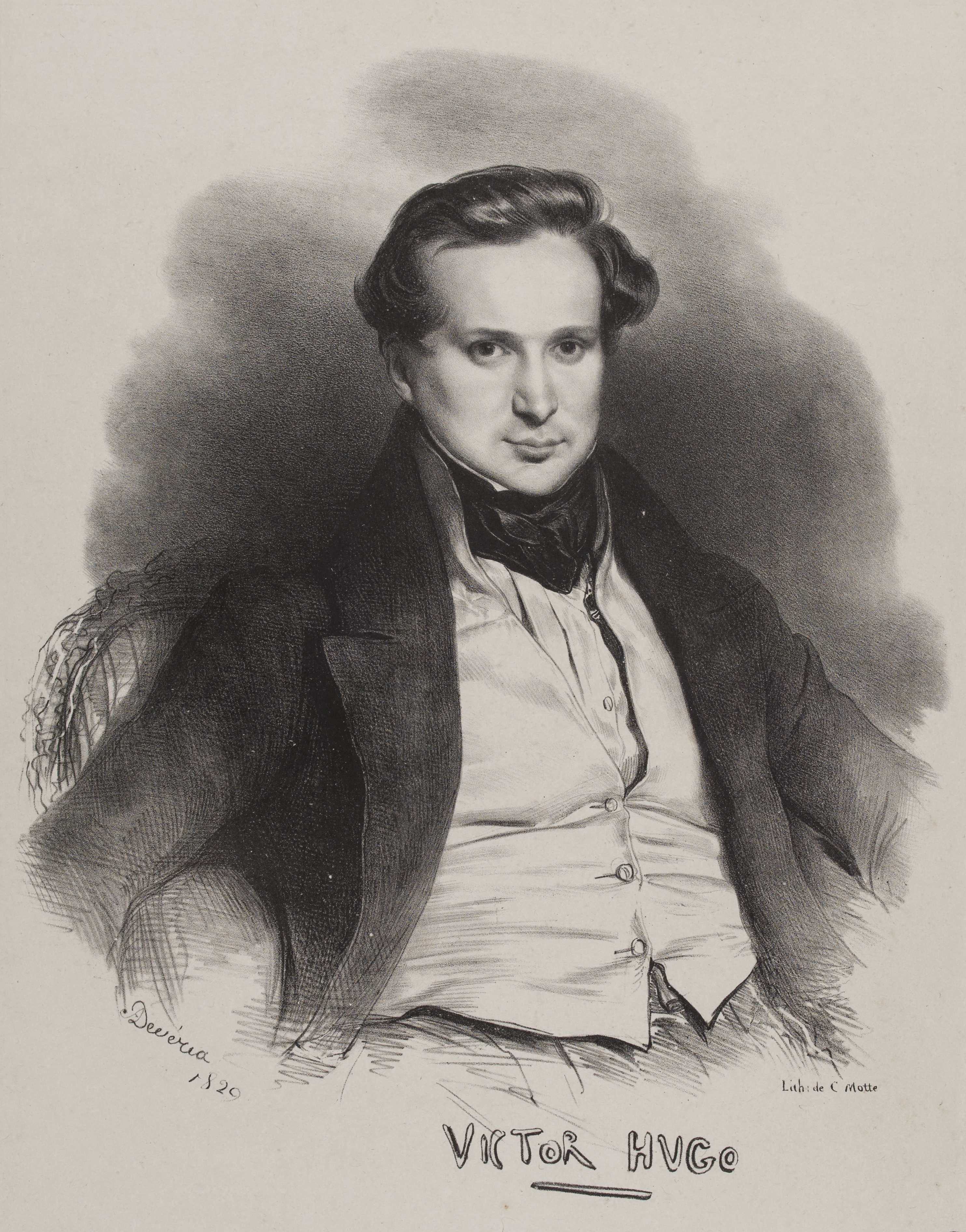
Victor Hugo en 1829.
Lithographie d'Achille Devéria, musée Carnavalet.

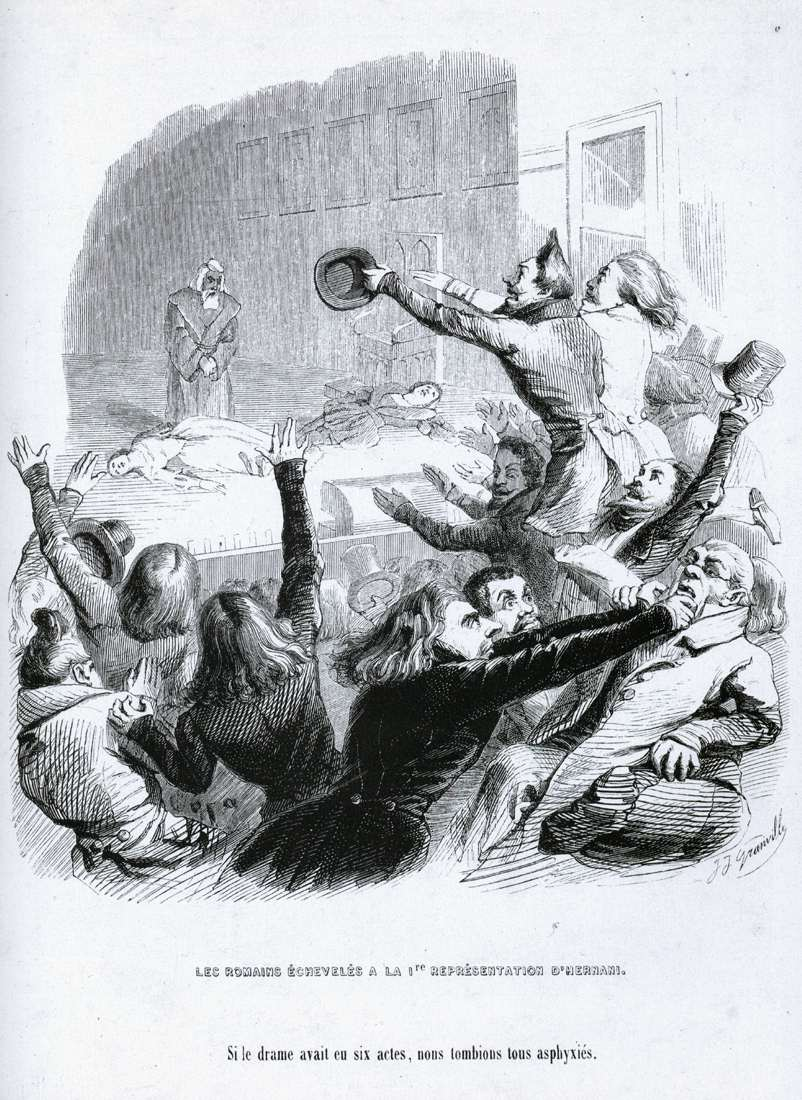
La bataille d'Hernani. Caricature de Grandville, 1836.

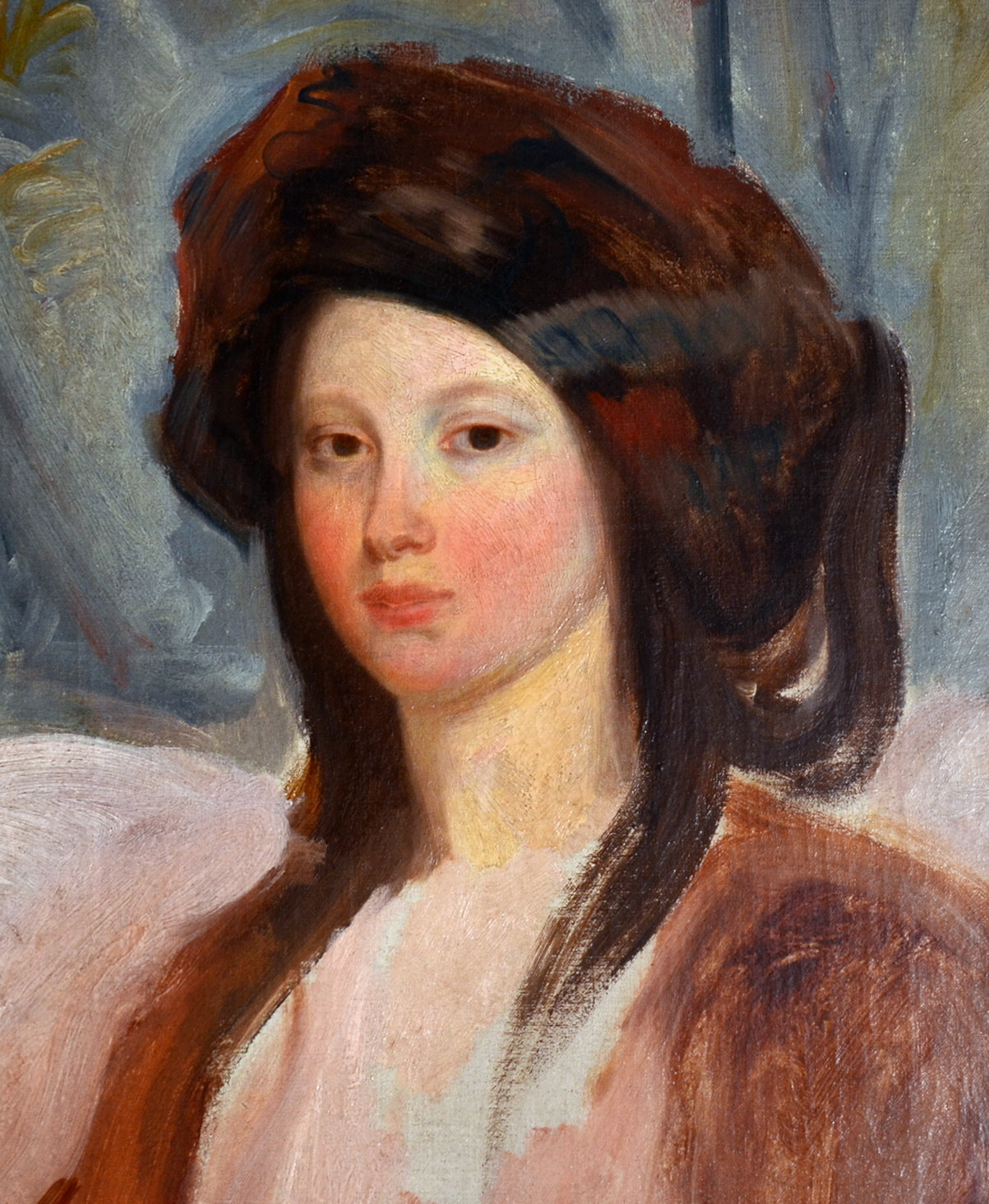
Portrait de Juliette Drouet peint vers 1827 par Charles-Émile Callande de Champmartin.

De 1830 à 1843, Victor Hugo se consacre presque exclusivement au théâtre. Il continue cependant d'écrire des poèmes pendant cette période et publie plusieurs recueils : Les Feuilles d'automne (1831), Les Chants du crépuscule (1835), Les Voix intérieures (1837), Les Rayons et les Ombres (1840).
Déjà en 1828, il avait monté une œuvre de jeunesse Amy Robsart. L'année 1830 est celle de la création d’Hernani, qui est l'occasion d'un affrontement littéraire fondateur entre anciens et modernes. Ces derniers, au premier rang desquels Théophile Gautier, s'enthousiasment pour cette œuvre romantique. Le 25 février 1830, la pièce est jouée au Théâtre-Français. Dès les premiers vers, les querelles se font entendre dans le parterre. Rapidement les romantiques et les anciens se battent et se défendent. Ce combat qui restera dans l'histoire de la littérature sous le nom de « bataille d'Hernani », souligne le triomphe de la pièce.
Marion de Lorme, interdite une première fois en 1829, est montée en 1831 au théâtre de la Porte-Saint-Martin, puis, en 1832, Le roi s'amuse au Théâtre-Français. La pièce sera dans un premier temps interdite, fait dont Hugo s'indignera dans la préface de l'édition originale de 1832.
En 1833, il rencontre l'actrice Juliette Drouet, qui devient sa maîtresse et le restera pendant cinquante ans, jusqu'à sa mort. Il écrira pour elle de nombreux poèmes. Tous deux passent ensemble chaque anniversaire de leur première nuit d'amour et remplissent, à cette occasion, année après année, un cahier commun qu'ils nomment tendrement le Livre de l'anniversaire,,. Il aura cependant de nombreuses autres maîtresses, parmi lesquelles Léonie d'Aunet avec qui il entretiendra une liaison de 1844 à 1851, et l'actrice Alice Ozy en 1847, alors même que son fils Charles en était l'amant.
Lucrèce Borgia et Marie Tudor sont montées au Théâtre de la porte Saint-Martin en 1833, Angelo, tyran de Padoue au Théâtre-Français en 1835. Ne trouvant pas de salle pour jouer ses nouveaux drames, Victor Hugo décide, avec Alexandre Dumas, de créer une salle consacrée au drame romantique. Anténor Joly, directeur de théâtre puis de journal, reçoit, par arrêté ministériel, le privilège autorisant la création du théâtre de la Renaissance en 1836, où sera donné, en 1838, Ruy Blas.
Victor Hugo accède à l'Académie française le 7 janvier 1841, après trois tentatives infructueuses essentiellement dues à certains académiciens menés entre autres par Étienne de Jouy, opposés au romantisme et le combattant férocement. Il y prend le fauteuil (no 14) de Népomucène Lemercier, l'un de ces opposants.
Puis, en 1843, est montée la pièce Les Burgraves, qui ne recueille pas le succès escompté. Lors de la création de toutes ces pièces, Victor Hugo se heurte aux difficultés matérielles et humaines. Ses pièces sont régulièrement sifflées par un public peu sensible au drame romantique, même si elles reçoivent aussi de la part de ses admirateurs de vigoureux applaudissements.
Le 4 septembre 1843, sa fille Léopoldine se noie tragiquement dans la Seine, à Villequier, avec son mari Charles Vacquerie, dans le naufrage de leur barque. Hugo était alors dans les Pyrénées, avec sa maîtresse Juliette Drouet, et il apprend ce drame par les journaux à Rochefort. L'écrivain est terriblement affecté par cette mort, qui lui inspirera plusieurs poèmes des Contemplations, notamment, Demain, dès l'aube… À partir de cette date et jusqu'à son exil, Victor Hugo ne produit plus rien, ni théâtre, ni roman, ni poème. Certains voient dans la mort de Léopoldine et l'échec des Burgraves une raison de sa désaffection pour la création littéraire. D'autres y voient plutôt l'attrait pour la politique, qui lui offre une autre tribune. De 1848 à décembre 1851, Victor Hugo habite au 37 rue Louise-Émilie-de-La-Tour-d'Auvergne,.

### Action politique
Élevé par sa mère, Sophie Trébuchet, dans l'esprit du royalisme, Victor Hugo se laisse peu à peu convaincre de l'intérêt de la république (« J'ai grandi », écrit-il dans le poème Écrit en 1846 en réponse au reproche d'un ami de sa mère).
Victor Hugo devient ainsi confident de Louis-Philippe en 1844, puis pair de France en 1845. Son premier discours en 1846 est pour défendre le sort de la Pologne écartelée entre plusieurs pays, puis en 1847, il défend le droit au retour des bannis, dont celui de Jérôme Napoléon Bonaparte.
Il réclame la diminution du temps de travail des enfants, de 16 heures à 10 heures, mais sa proposition est contrée par le baron Louis Jacques Thénard dont il se vengera en formant le nom des Thénardier, ses personnages les plus détestables des Misérables.
Le 25 février 1848, il est nommé maire du 8e arrondissement de Paris. Après un premier échec, il est élu le 4 juin député de la deuxième République et siège parmi les conservateurs. Le 20 juin, il prononce son premier discours à l'Assemblée. Lors des émeutes ouvrières de juin 1848, il devient, comme soixante autres, commissaire chargé par l’Assemblée Constituante de rétablir l’ordre. Il commande des troupes face aux barricades, dans l'arrondissement parisien dont il se trouve être le maire. Il désapprouvera plus tard la répression sanglante à laquelle il a participé. Il fonde le journal L'Événement en août 1848. Il est déçu par les autorités issues de la révolution de février et les lois répressives, que vote l'assemblée constituante contre la presse les 9 et 11 août, le révulsent et lui font dire : « Les hommes qui tiennent le pays depuis février ont d’abord pris l’anarchie pour la liberté ; maintenant ils prennent la liberté pour l’anarchie ». Il soutient la candidature de Louis-Napoléon Bonaparte, élu président de la République en décembre 1848. Après la dissolution de l'Assemblée nationale, il est élu le 13 mai 1849 à l'Assemblée législative et prononce son Discours sur la misère le 9 juillet 1849. Il rompt avec Louis-Napoléon Bonaparte, lorsque celui-ci soutient le retour du pape à Rome, et il se bat progressivement contre ses anciens amis politiques, dont il réprouve la politique réactionnaire.

### Exil
Lors du coup d'État du 2 décembre 1851 de Louis-Napoléon Bonaparte, Victor Hugo tente sans succès d'organiser une résistance. Devenu un opposant du pouvoir, il part le 11 décembre pour Bruxelles, début d'un exil qui durera dix-neuf ans. Un mois plus tard, le décret de proscription du 9 janvier 1852 ordonne l'expulsion du territoire français, pour cause de sûreté générale, de soixante-six anciens représentants à l’Assemblée législative, dont Victor Hugo. D'abord contraint, l'exil deviendra volontaire en 1859, Victor Hugo refusant de rentrer en France malgré l'amnistie dont il bénéficie.

#### Bruxelles

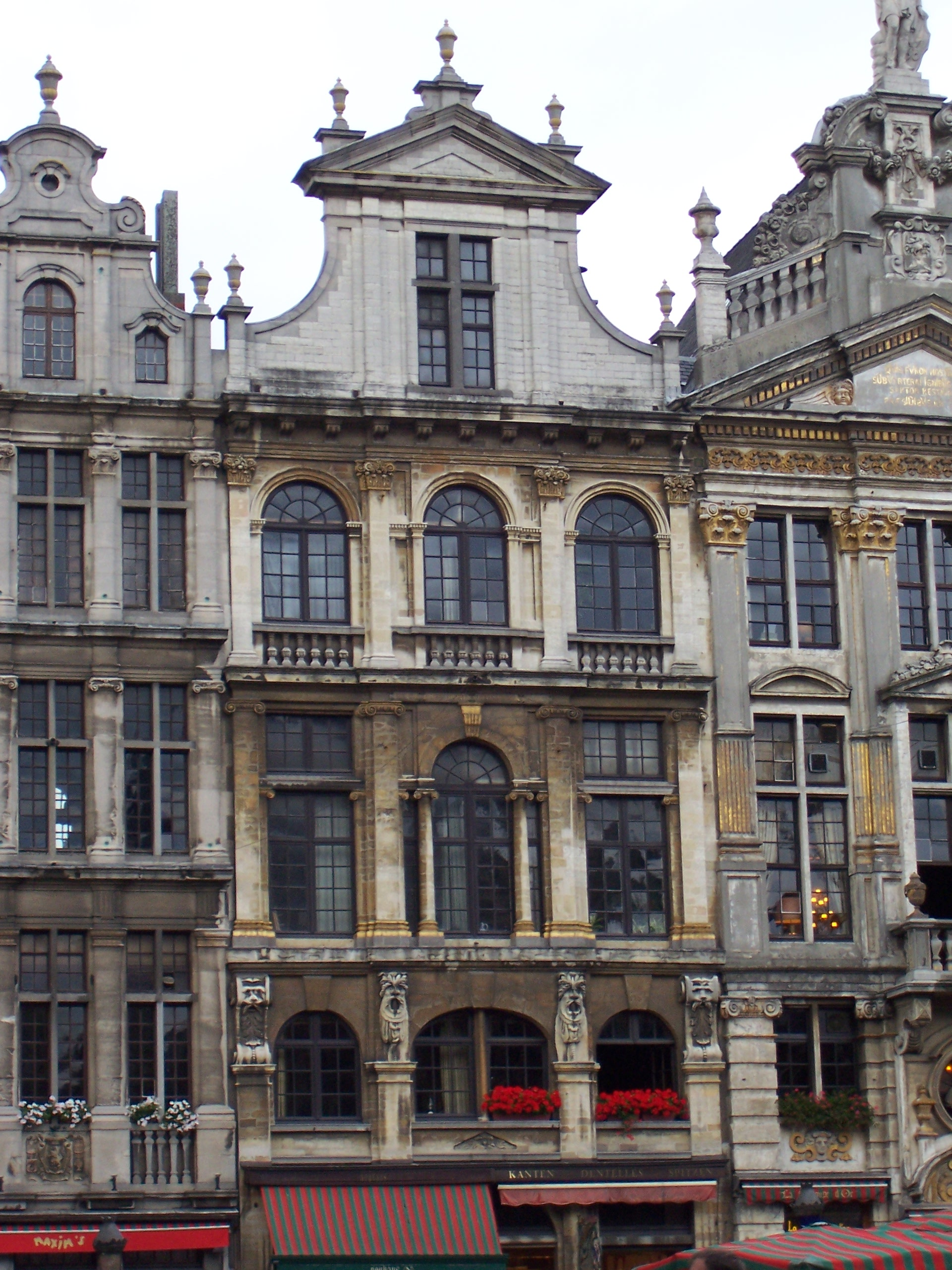
La maison du Pigeon, sur la Grand-Place de Bruxelles, où réside Victor Hugo de février à juillet 1852.

Victor Hugo arrive à Bruxelles le 12 décembre 1851 et y reste huit mois. Il loge successivement à l’hôtel de la Porte Verte, puis dans une chambre de la maison du Moulin à vent, sur la Grand-Place de Bruxelles, et enfin dans un appartement de la maison du Pigeon, également sur la Grand-Place, où il demeure jusqu'à la fin de son séjour,. Parti seul pour Bruxelles, il y est rejoint le lendemain de son arrivée par Juliette Drouet, qui apporte avec elle la malle à manuscrits, matériel précieux pour l'écrivain,. Elle s'installe dans un logement séparé où elle recopie ses manuscrits,. Victor Hugo commence l'écriture d'un récit des évènements du 2 décembre 1851, qui ne sera terminé et publié qu'après son retour d'exil, sous le titre Histoire d'un crime. Pour l'heure, il laisse de côté ce projet et écrit Napoléon le Petit, pamphlet contre Louis-Napoléon Bonaparte. Achevé en juillet 1852 et publié à Bruxelles le mois suivant, l'ouvrage est diffusé clandestinement en France, malgré la surveillance des autorités. La publication de ce livre contraint cependant Victor Hugo à quitter le territoire belge. En recherche d'une nouvelle destination, il décide en avril 1852 de s'exiler à Jersey, île anglo-normande située entre la France et l'Angleterre, et placée sous la protection de celle-ci. En juin 1852, Adèle Foucher, restée à Paris pour assurer les questions matérielles, met en vente le mobilier de l'appartement parisien en vue du départ de la famille pour Jersey,.

#### Jersey
Victor Hugo quitte Bruxelles le 1er août 1852 et débarque à Jersey le 5 août, accueilli par son épouse Adèle Foucher, leur fille Adèle Hugo et Auguste Vacquerie, arrivés avant lui. Le 16 août, la famille Hugo s'installe dans une maison nommée « Marine Terrace », située dans le sud de l'île, en bord de mer, et y réside jusqu'à la fin de l'exil à Jersey, qui dure trois ans,. Juliette Drouet, arrivée en même temps que Victor Hugo, y loge dans des habitations séparées. En novembre 1852, Victor Hugo commence la rédaction des Châtiments, recueil de poèmes satiriques critiquant le Second Empire et Napoléon III. Interdit en France, le recueil est publié à Bruxelles en novembre 1853,. Victor Hugo écrit également plusieurs poèmes pour Les Contemplations, recueil poétique commencé avant l'exil, qui sera publié en 1856.

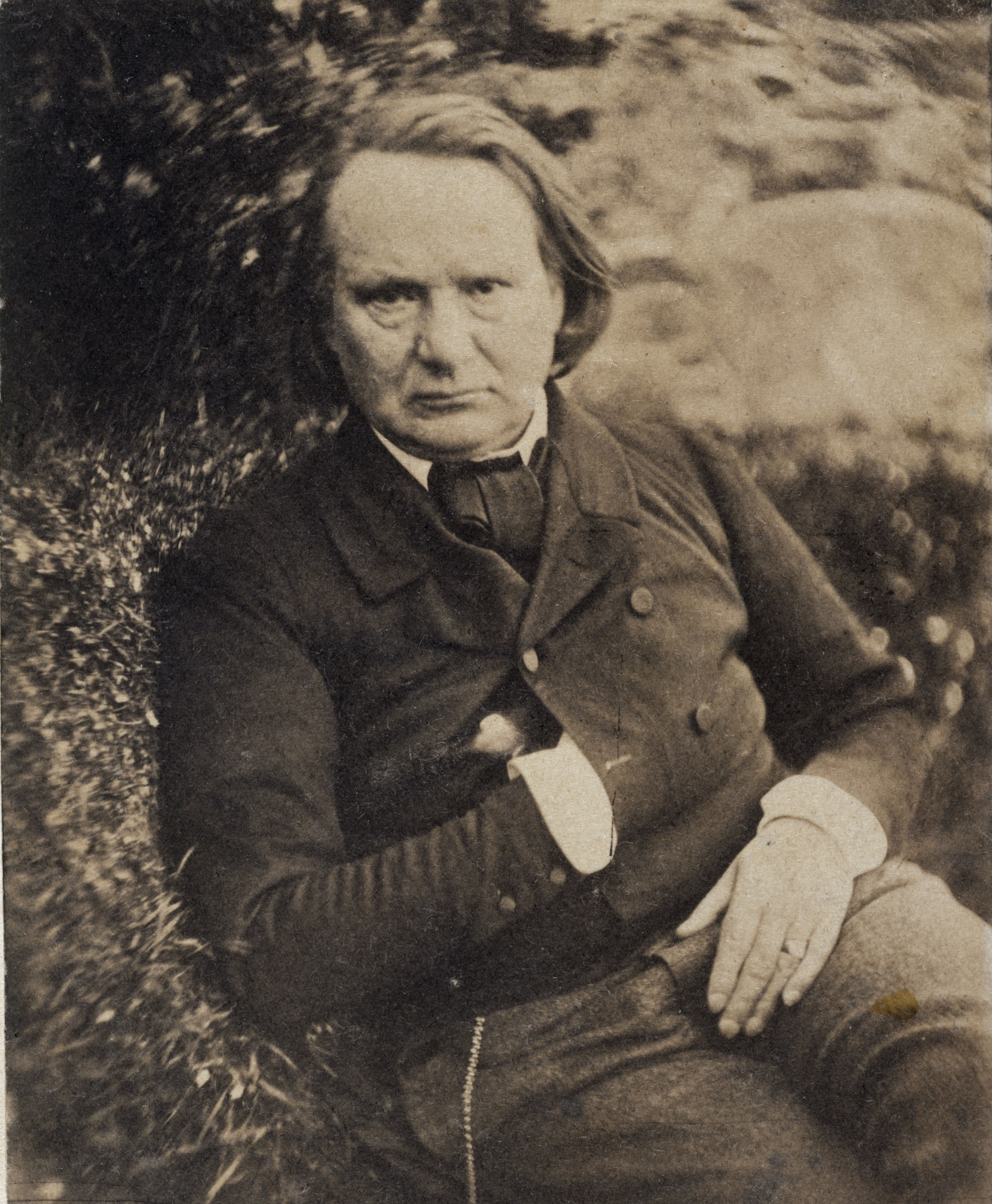
Victor Hugo à Jersey, photographié par Charles Hugo vers 1853.

L'exil à Jersey donne l'occasion à Victor Hugo d'explorer de nouvelles voies artistiques. En novembre 1852, son fils Charles installe un atelier de photographie à « Marine Terrace ». Charles Hugo et Auguste Vacquerie prennent plus de trois cents photographies à Jersey, témoignage de la vie des proscrits,. S'il ne les réalise pas lui-même, Victor Hugo participe souvent à leur mise en scène,, et prévoit d'en utiliser pour illustrer ses livres et même d'en publier un recueil, projets qui ne pourront pas se concrétiser. Il utilise des photographies ou s'en inspire pour exécuter ses dessins, dont la production est d'une grande diversité pendant cette période, avec l'expérimentation de nouvelles techniques graphiques, comme les pochoirs. En septembre 1853, Delphine de Girardin initie les membres de la famille Hugo à la pratique des « tables parlantes », qui permettent de « communiquer » avec l'esprit de personnes décédées. Victor Hugo prend part à ces séances, qui dureront jusqu'à la fin de l'exil à Jersey,,. Les échanges issus de ces séances, retranscrits dans Le livre des tables, influencent son œuvre littéraire et graphique,.
Victor Hugo poursuit son combat contre la peine de mort en s'opposant à l'exécution de John Tapner, condamné à mort à Guernesey pour meurtre et finalement exécuté le 10 février 1854. Le lendemain, il écrit une lettre à Lord Palmerston, ministre de l'Intérieur anglais, pour exprimer son indignation,. Marqué par cet évènement, il réalise Le Pendu, série de dessins emblématiques de sa lutte contre la peine capitale.
En octobre 1855, trois proscrits français sont expulsés de Jersey par les autorités britanniques, après avoir publié dans leur journal L'Homme, un texte s'opposant à la visite officielle de la reine Victoria à Napoléon III. Le 17 octobre 1855, Victor Hugo publie avec d'autres proscrits une déclaration de soutien à leurs compagnons d'exil, ce qui amène les autorités à ordonner également leur expulsion de Jersey. Le 31 octobre 1855, Victor Hugo s’embarque pour l'île voisine de Guernesey,,.

#### Guernesey

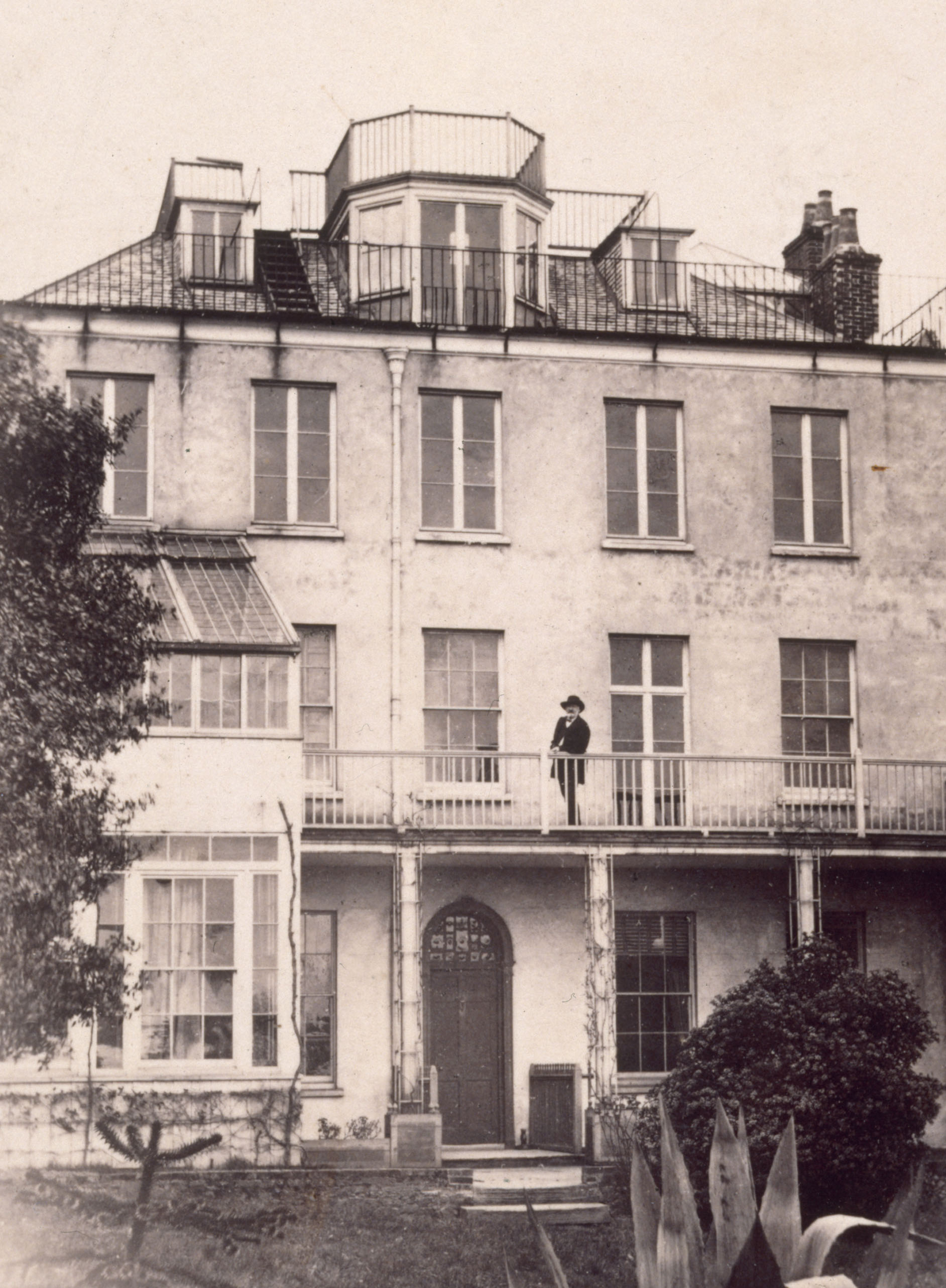
« Hauteville House », maison de Victor Hugo en exil à Guernesey.

Victor Hugo loge d'abord à l'hôtel de l'Europe puis, à partir du 9 novembre, dans une maison située 20 rue Hauteville où il reste pendant un an et qu'il achètera dix ans plus tard avec Juliette Drouet, qui y logera,. Il achève Les Contemplations, qui paraît en avril 1856 à Bruxelles et à Paris,. Grâce au succès de ce recueil de poèmes,, il achète, dans la même rue, le 16 mai 1856, « Hauteville House », qui sera sa résidence pendant près de quinze ans, jusqu'à la fin de son exil. La famille y emménage le 5 novembre 1856. Passionné de brocante et de décoration, Victor Hugo se consacre pendant trois ans à l'aménagement de « Hauteville House », qu'il personnalise entièrement, concevant et réalisant lui-même les décors intérieurs, composés à partir de meubles et objets collectés sur l'île. Pendant cette période, il aménage en même temps « La Fallue », première maison de Juliette Drouet à Guernesey, située à proximité de « Hauteville House ».

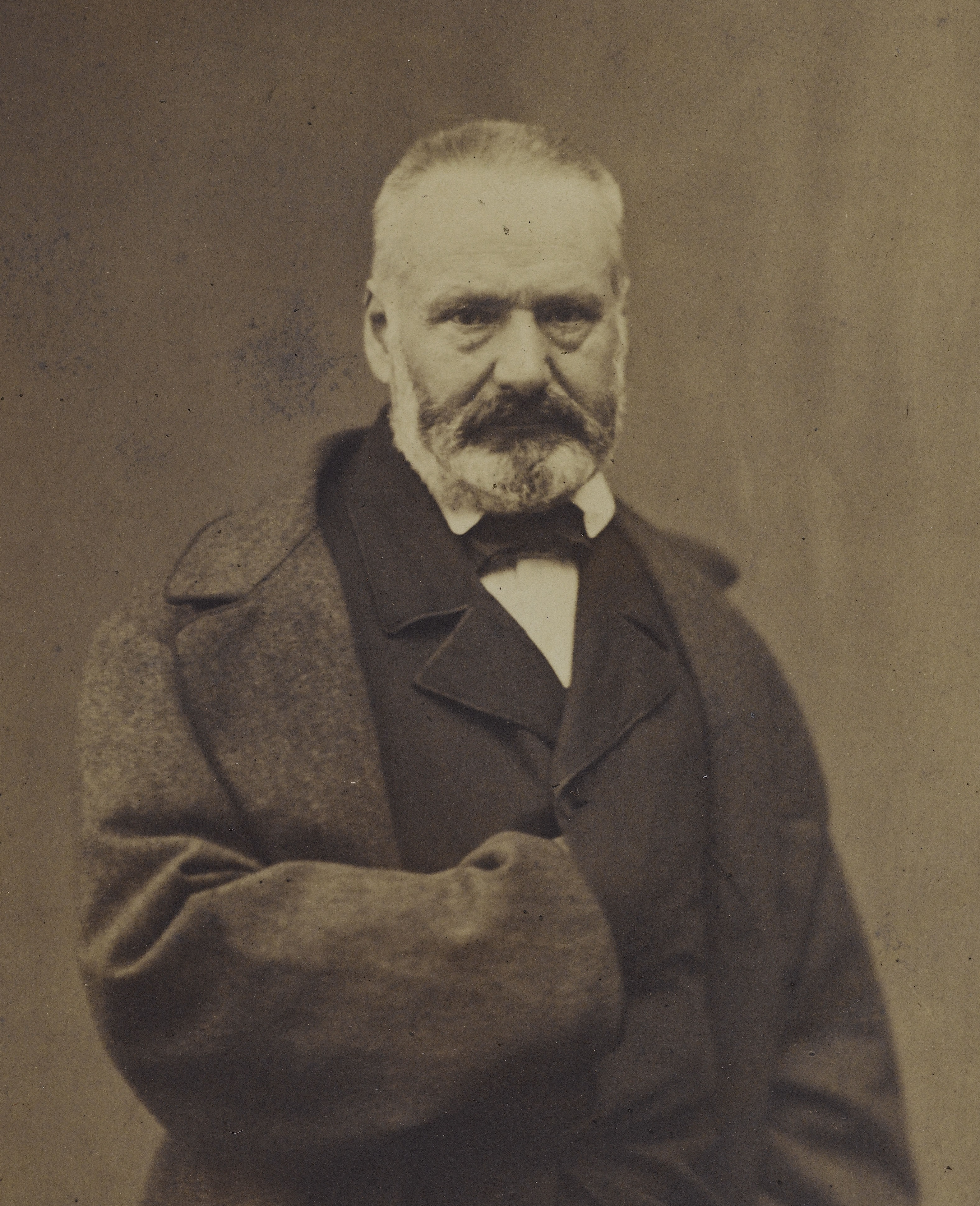
Portrait photographique de Victor Hugo pris en 1861 à Bruxelles, maison de Victor Hugo.

Le 16 août 1859, Napoléon III décrète une amnistie générale pour tous les condamnés. Le 18 août, Victor Hugo annonce son refus de rentrer en France, déclarant : « Fidèle à l’engagement que j’ai pris vis-à-vis de ma conscience, je partagerai jusqu’au bout l’exil de la liberté. Quand la liberté rentrera, je rentrerai. ». En septembre 1859, il publie la première série de La Légende des siècles. Poursuivant son combat contre la peine de mort, il lance un appel en décembre 1859 en faveur de John Brown, militant antiesclavagiste, condamné à mort aux États-Unis,. En 1860 et 1861, il se consacre principalement à la rédaction de son roman Les Misérables, qui est publié en 1862 et qui connaît un immense succès. En 1863, il écrit l'essai William Shakespeare, publié l'année suivante.
Victor Hugo dénonce le sac du Palais d'Été de Pékin (octobre 1860) par les troupes franco-britanniques dans une lettre au capitaine Butler du 25 novembre 1861,,.
À partir de 1861, Victor Hugo reprend ses habitudes de voyages annuels avec Juliette Drouet, dont le dernier remonte à dix-huit ans. Chaque année jusqu'à la fin de son exil en 1870, ils passent plusieurs mois sur le continent, principalement en Belgique, au Luxembourg et dans la vallée du Rhin. Ces séjours sont des moments de création intense pour Victor Hugo, aussi bien pour ses romans et ses poèmes que pour ses dessins. Il visite des monuments et collecte toute sorte d'objets qui lui servent pour concevoir des décors et alimenter ses carnets. En 1864, il achète avec Juliette Drouet la maison située 20 rue Hauteville, où il avait habité huit ans auparavant et où cette dernière habite désormais. Il réalise les décors de la maison à partir de mobilier, panneaux et objets récupérés à Guernesey ou lors de ses voyages avec Juliette,.
La famille de Victor Hugo, d'abord rassemblée à « Hauteville House », s'éloigne progressivement de Guernesey. Adèle Foucher fait de fréquents séjours à Bruxelles et à Paris, où elle veille aux intérêts littéraires et financiers de son mari. En 1863, elle publie Victor Hugo raconté par un témoin de sa vie, un livre de souvenirs. Adèle Hugo fait également des séjours de plusieurs mois à Paris avec sa mère, puis part en 1863 à Halifax, au Canada, pour rejoindre un officier anglais qu'elle espère épouser. Charles Hugo effectue de fréquents séjours en France et en Belgique à partir de 1860, puis se marie en 1865 à Bruxelles, où il s'installe. François-Victor Hugo s'installe à son tour à Bruxelles en 1865 après le décès de sa fiancée. En avril 1868, le premier fils de Charles Hugo meurt à l'âge d'un an. Son deuxième fils, Georges Victor-Hugo, naît en août 1868, puis sa fille, Jeanne Hugo, en septembre 1869. Adèle Foucher meurt à Bruxelles le 27 août 1868 et est enterrée à Villequier auprès de Léopoldine. Victor Hugo accompagne le cercueil jusqu’à la frontière française.
Vers la fin de l'exil, Victor Hugo publie de nouvelles œuvres : le recueil Les Chansons des rues et des bois en 1865, le roman Les Travailleurs de la mer, hommage à Guernesey et à ses habitants, en 1866, puis le roman L'Homme qui rit, en 1869. En même temps, il poursuit son combat politique et maintient sa volonté de rester en exil tant que dure le Second Empire. En 1869, il contribue au journal d'opposition Le Rappel, que fondent ses fils Charles Hugo et François-Victor Hugo avec Paul Meurice et Auguste Vacquerie,. Rêvant d'une Europe unifiée, il plante symboliquement le « chêne des États-Unis d’Europe » dans le jardin de « Hauteville House », le 14 juillet 1870. Alors que la défaite de la France dans la guerre franco-prussienne est proche, il quitte Guernesey pour Bruxelles le 15 août 1870, en vue d'un éventuel retour en France. Le 5 septembre 1870, lendemain de la proclamation de la République, il rentre en France où il est accueilli comme un héros,.

### Retour en France

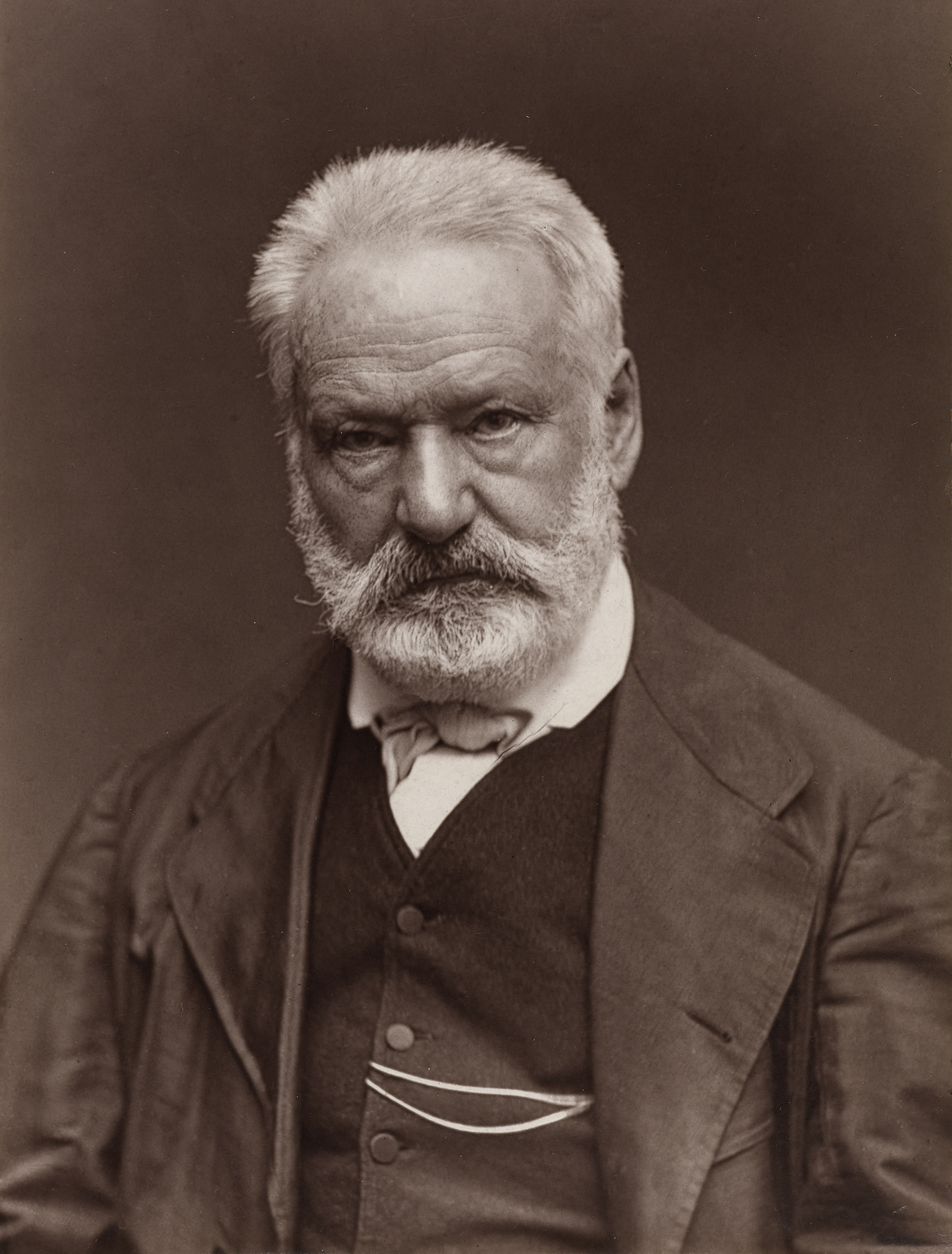
Portrait de Victor Hugo par Étienne Carjat, maison de Victor Hugo, 1873.

De retour en France, il pense alors fermement, selon ses notes de la fin août, que son pays va lui attribuer la dictature. Les Parisiens lui font un accueil triomphal. Il participe activement à la défense de la ville assiégée. Dans le même temps, il lui importe, au nom de l’intérêt du pays, de soutenir le gouvernement de la Défense nationale présidé par le général Trochu. Aussi, lorsque le 17 janvier 1871, Louis Blanc lui demande à nouveau d'intervenir pour exercer une pression sur le général, il répond : « Je vois plus de danger à renverser le gouvernement qu’à le maintenir ».
Élu à l'Assemblée nationale (siégeant alors à Bordeaux) le 8 février 1871, il en démissionne un mois plus tard pour protester contre l'invalidation de Garibaldi. Le 13 mars, son fils Charles meurt brusquement d'une apoplexie. Ses obsèques ont lieu le 18 mars à Paris, le jour même du soulèvement qui marque le début de la Commune de Paris. Victor Hugo se rend ensuite à Bruxelles pour régler la succession de son fils et y reste pendant l'insurrection. Il désapprouve si vivement la répression contre la Commune qu'il est expulsé par les autorités belges. C'est le roi Léopold II qui signe l'arrêté royal qui décide son expulsion au motif qu'il s'est « rendu coupable d'avoir accueilli en sa demeure les vaincus de la Commune ». Il trouve refuge pendant trois mois et demi au Luxembourg (1er juin-23 septembre), séjournant successivement à Luxembourg ville, à Vianden (deux mois et demi), à Diekirch et à Mondorf, où il suit une cure thermale. Il y achève le recueil L'Année terrible. Il est largement battu à l'élection complémentaire du 2 juillet 1871. Sollicité par plusieurs comités républicains, il accepte de se porter candidat à l'élection complémentaire du 7 janvier 1872 et est encore une fois battu, en raison de sa position en faveur d'une amnistie des communards.

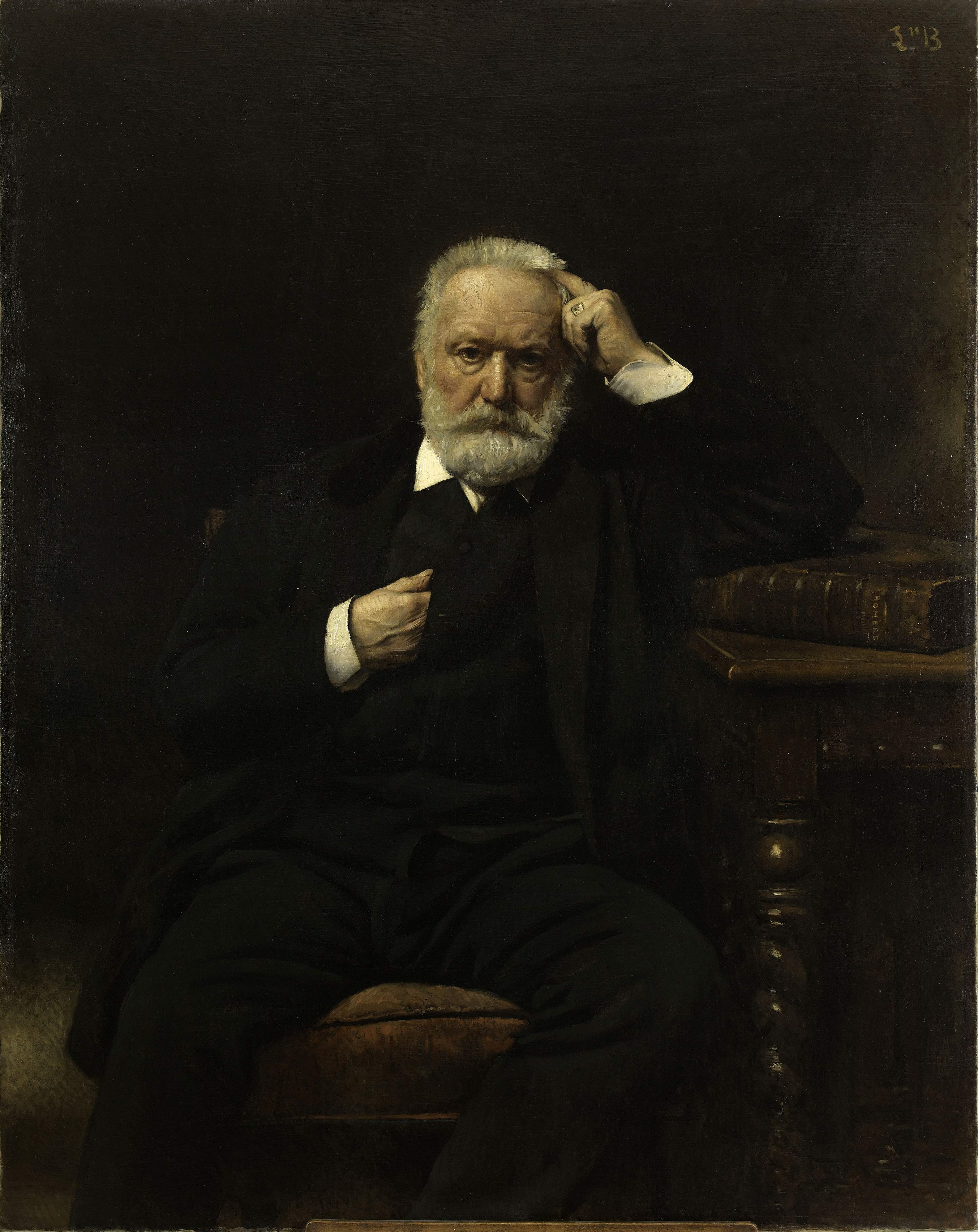
Portrait de Victor Hugo par Léon Bonnat, Château de Versailles, 1879.

La même année, Hugo retourne à Guernesey où il écrit le roman Quatrevingt-treize. En 1873, il est à Paris et se consacre à l'éducation de ses deux petits-enfants, Georges et Jeanne, qui lui inspirent le recueil de poèmes L'Art d'être grand-père. Il reçoit beaucoup de personnalités politiques et littéraires, comme les Goncourt, Lockroy, Clemenceau ou Gambetta.
Le 30 janvier 1876, il est élu sénateur et milite pour l'amnistie des communards. Il s'oppose à Mac Mahon quand celui-ci dissout l'assemblée. Dans son discours d'ouverture du congrès littéraire international de 1878, il se positionne pour le respect de la propriété littéraire, mais aussi pour le fondement du domaine public. En juin 1878, Hugo est victime d'un malaise, peut-être une congestion cérébrale. Il part se reposer quatre mois à Guernesey dans sa demeure de Hauteville House, suivi de son « secrétaire bénévole » Richard Lesclide. Ce mauvais état de santé met pratiquement fin à son activité d'écriture. Toutefois, de très nombreux recueils, réunissant en fait des poèmes datant de ses années d'inspiration exceptionnelle (1850-1870), continuent à paraître régulièrement (La Pitié suprême en 1879, L'Âne, Les Quatre Vents de l'esprit en 1881, la dernière série de la Légende des siècles en septembre 1883), contribuant à la légende du vieil homme intarissable jusqu'à la mort. Durant cette période, nombre de ses pièces sont de nouveau jouées (Ruy Blas en 1872, Marion de Lorme et Marie Tudor en 1873, Le roi s'amuse en 1882).
Sous la Troisième République, le gouvernement Ferry promulgue la loi du 30 juillet 1881, dite de « réparation nationale », qui alloue une pension ou rente viagère aux citoyens français victimes du coup d'État du 2 décembre 1851 et de la loi de sûreté générale. La Commission générale chargée d'examiner les dossiers, présidée par le ministre de l'Intérieur, est composée de représentants du ministère, de conseillers d'État, et comprend huit parlementaires, tous d'anciennes victimes : quatre sénateurs (Victor Hugo, Jean Massé, Elzéar Pin, Victor Schœlcher) et quatre députés (Louis Greppo, Noël Madier de Montjau, Martin Nadaud et Alexandre Dethou).

### Mort et funérailles
Jusqu'à sa mort en 1885, il est une des figures emblématiques de la république, en même temps qu'une référence littéraire incontestée. Le vendredi 15 mai 1885, il est victime d'une congestion pulmonaire. Il meurt le 22 mai 1885, jour de la fête de Juliette Drouet, dans son hôtel particulier « La Princesse de Lusignan », qui était situé au 50 avenue Victor-Hugo, à la place de l'actuel no 124. Trois jours avant sa mort, il écrit cette dernière pensée : « Aimer, c’est agir », et selon la légende, ses derniers mots sont : « C'est ici le combat du jour et de la nuit… Je vois de la lumière noire ».
Conformément à ses dernières volontés, c'est dans le « corbillard des pauvres » qu'a lieu la cérémonie. Le décret du 26 mai 1885, voté par 415 voix sur 418, lui accorde des obsèques nationales et sécularise à nouveau le Panthéon pour y déposer son corps, le 1er juin 1885. Avant d'y être transféré, son cercueil est exposé dans la nuit du 31 mai au 1er juin sous l'Arc de triomphe, voilé obliquement par un crêpe noir. Des cuirassiers à cheval veillent toute la nuit le catafalque surmonté des initiales VH, selon l'ordonnancement de Charles Garnier. Le jour du transfert, le cortège vers le Panthéon s'étire sur plusieurs kilomètres, avec près de deux millions de personnes et deux mille délégations venues lui rendre un dernier hommage,. Il est alors l'écrivain français le plus populaire de son temps et est déjà considéré depuis plusieurs décennies comme l'un des monuments de la littérature française.

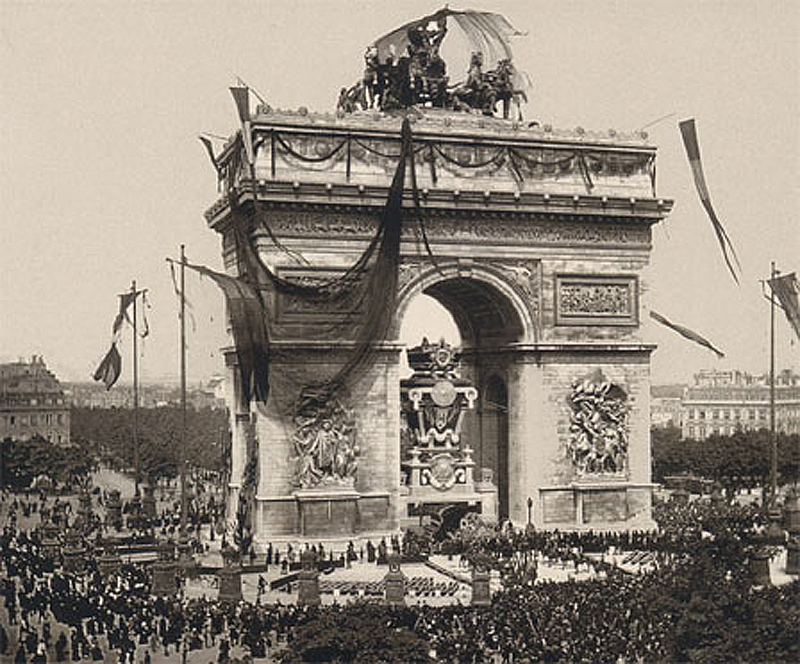
Le catafalque sous l'Arc de Triomphe de Paris.
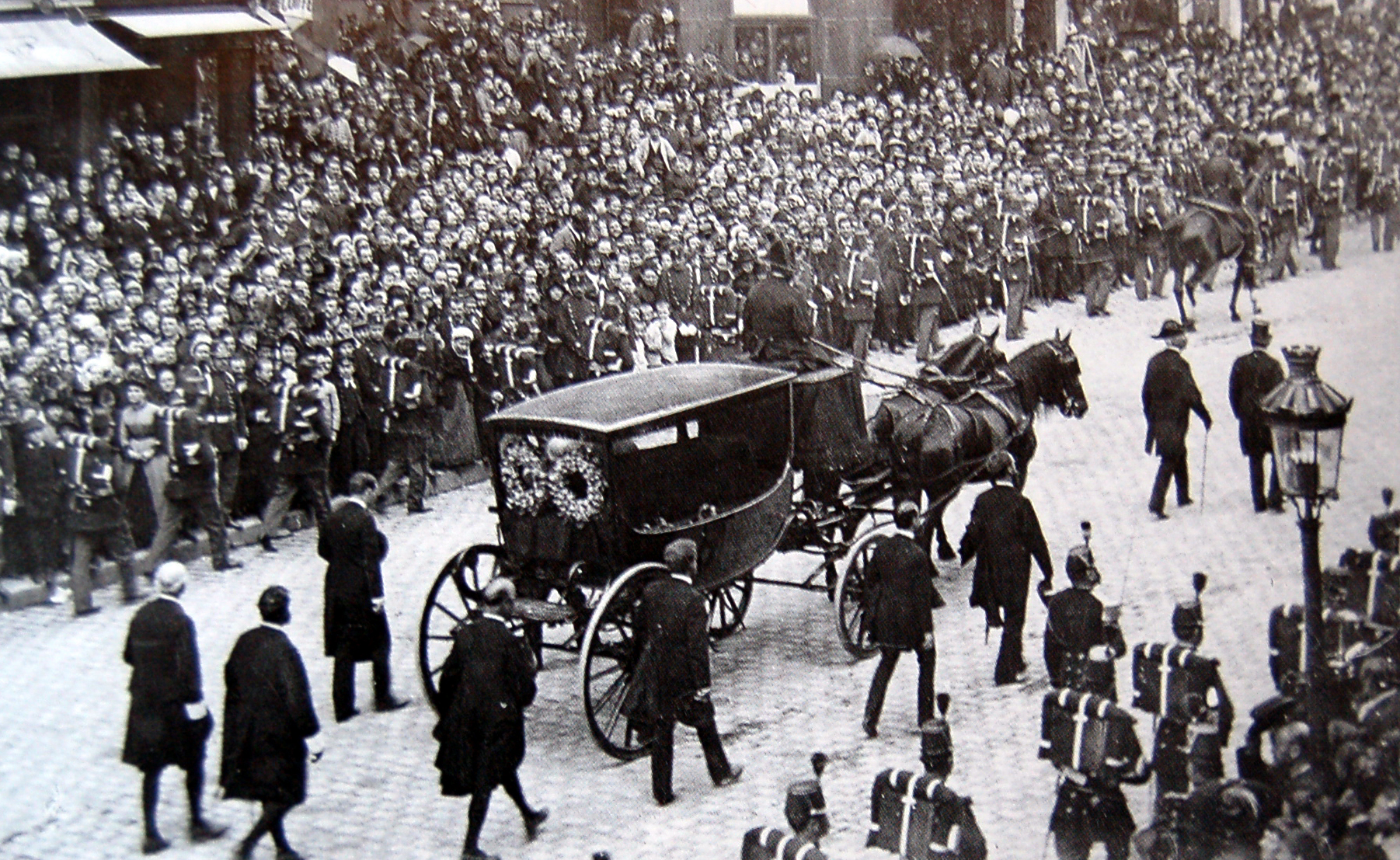
La foule aux funérailles de Victor Hugo.
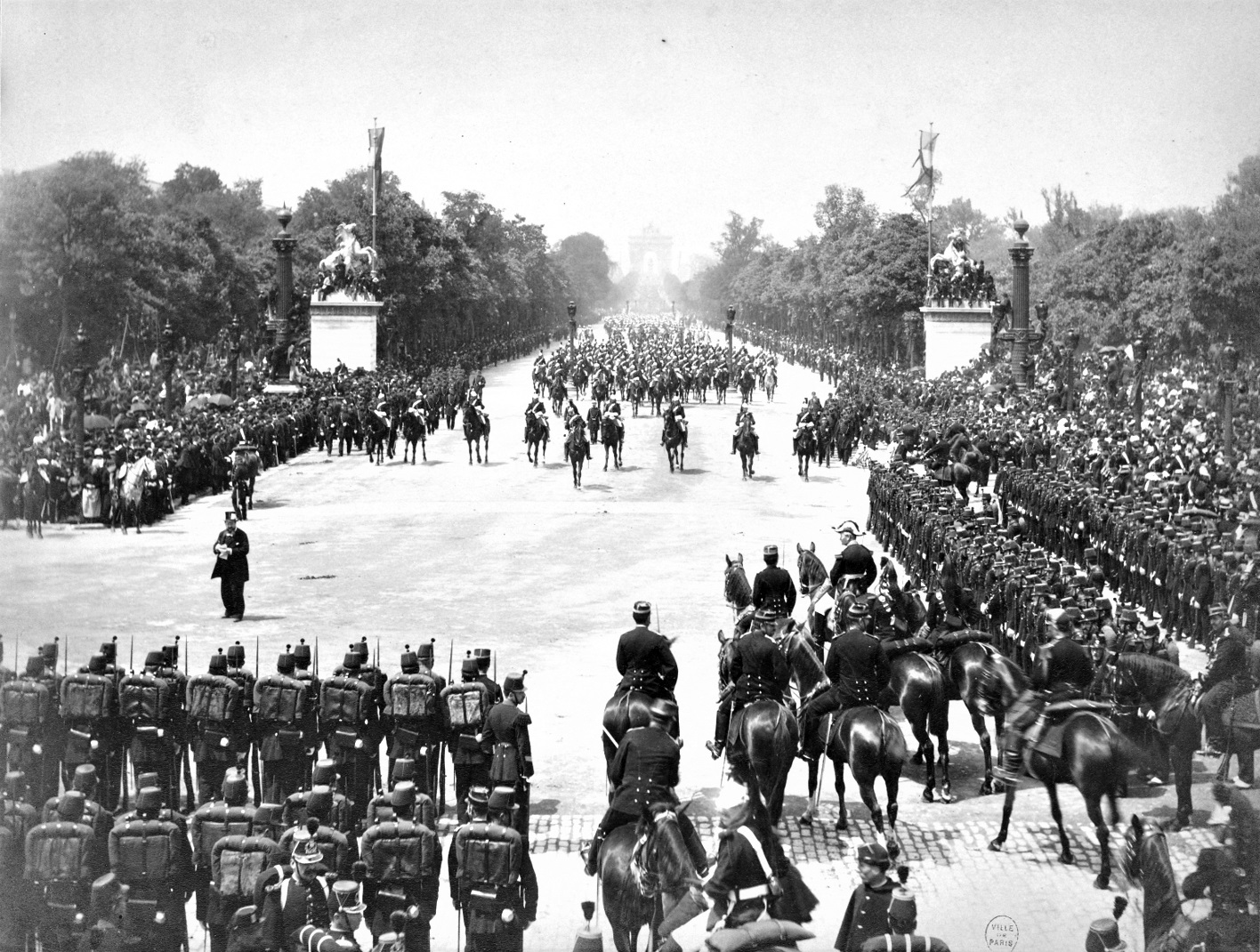
Passage du cortège sur les Champs-Élysées.
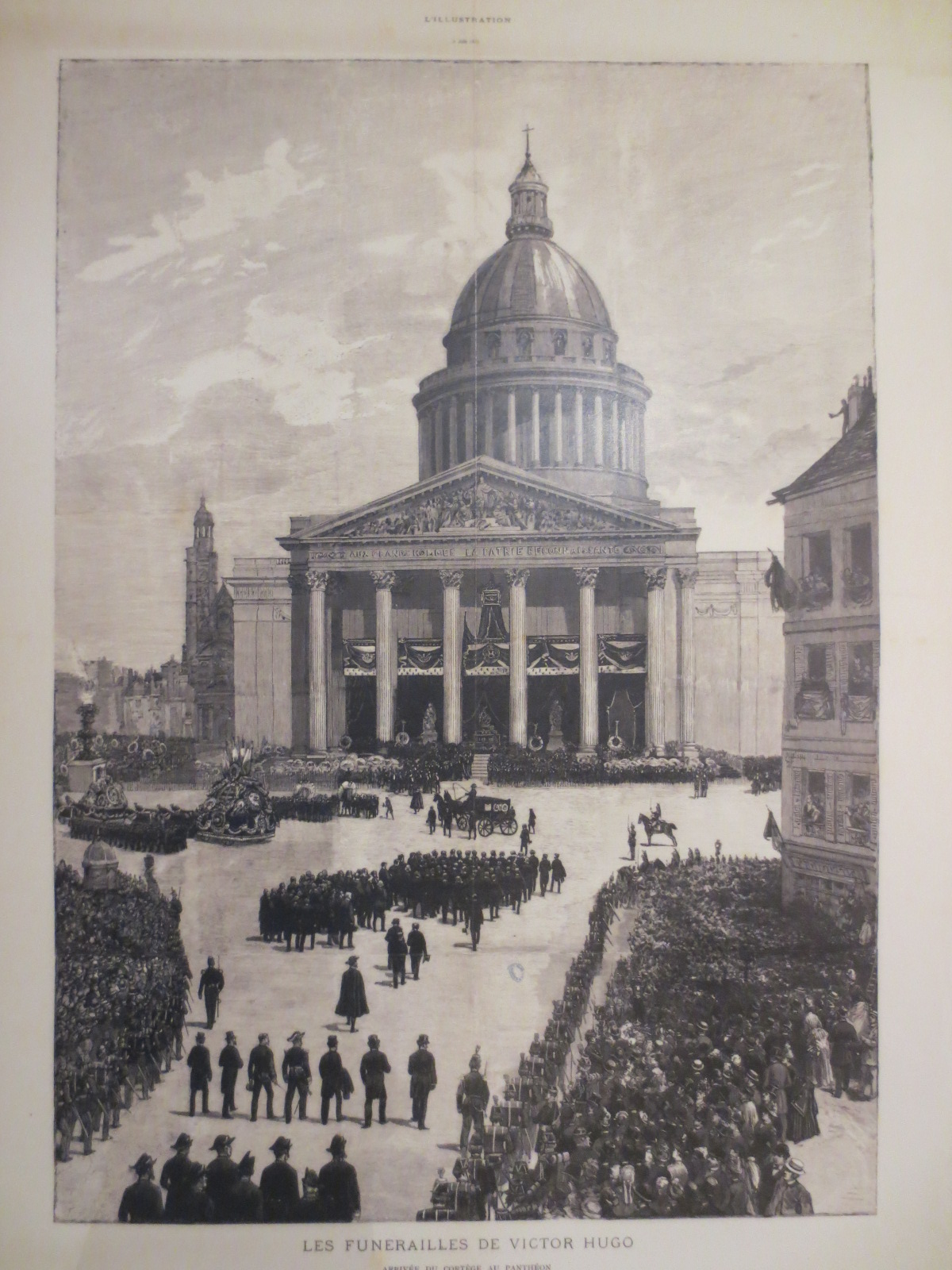
Arrivée du cortège funèbre au Panthéon.
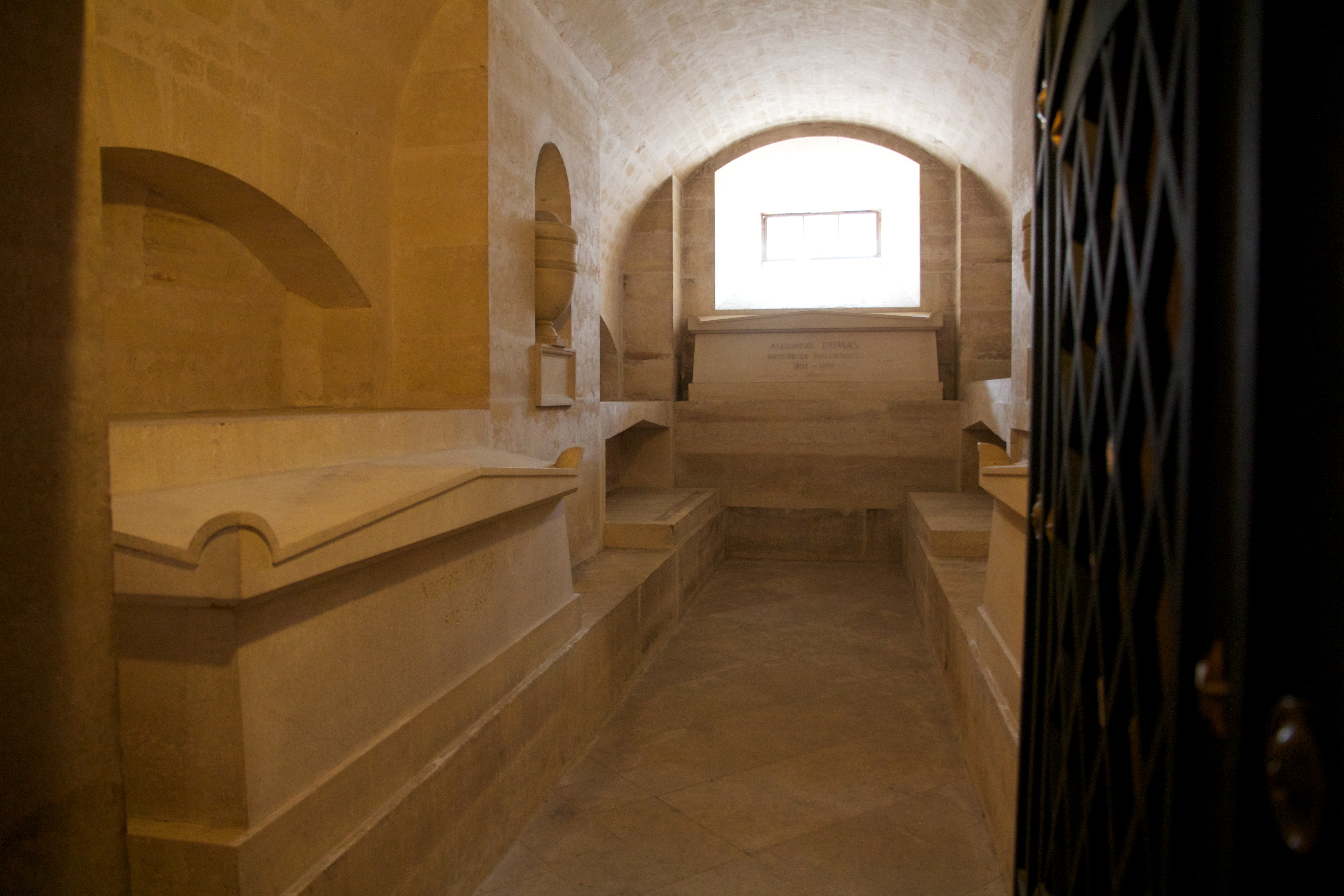
Le tombeau de Victor Hugo au Panthéon.

## L'œuvre littéraire

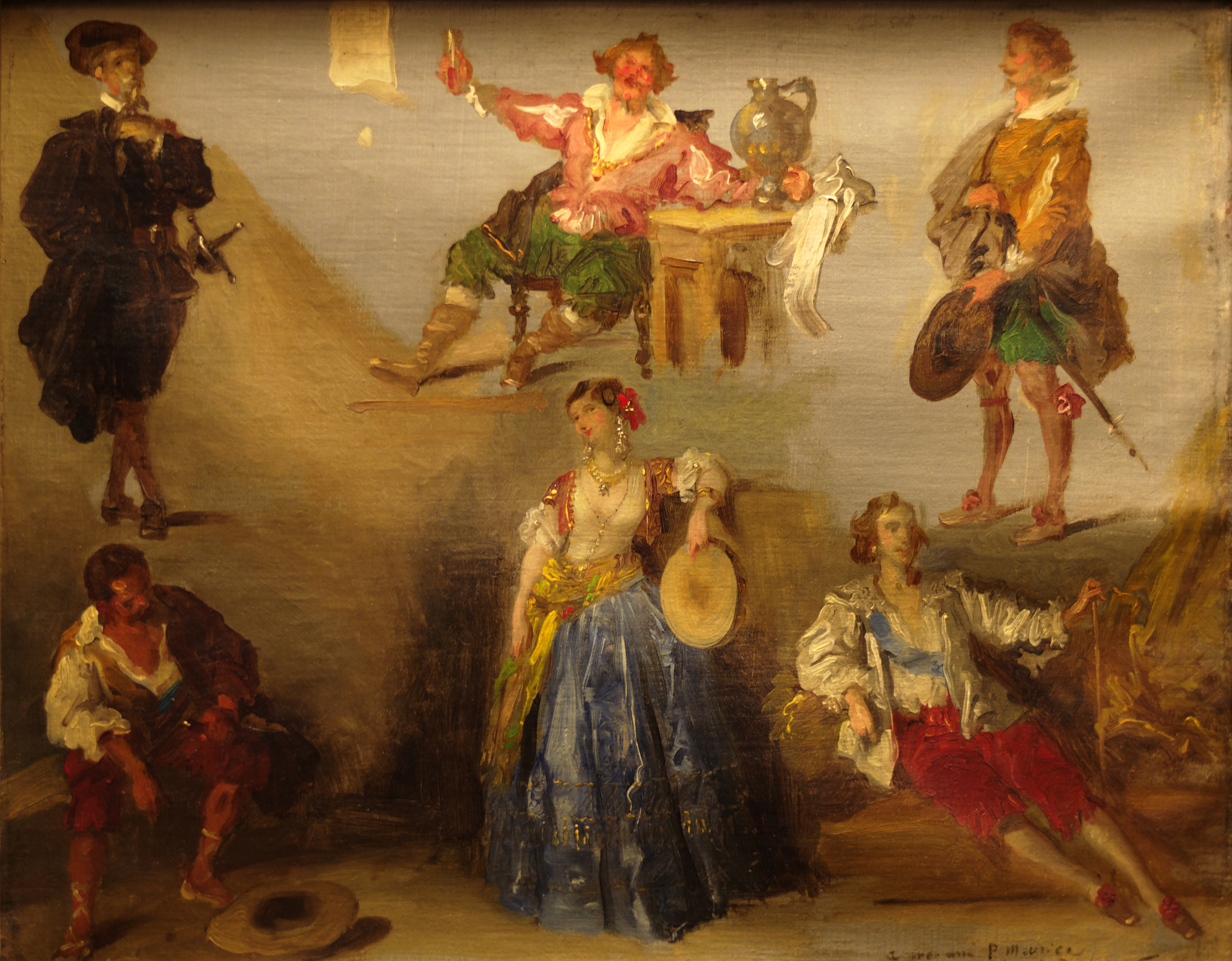
Six personnages de Victor Hugo, huile sur toile de Louis Boulanger, Musée des beaux-arts de Dijon, 1853. De haut en bas et de gauche à droite : Don Ruy Gomez, Don César de Bazan, Don Salluste, Hernani, la Esmeralda, Saverny.

L'ensemble des écrits de Victor Hugo, triés et organisés par ses exécuteurs testamentaires Paul Meurice et Auguste Vacquerie, a fait l'objet de plusieurs éditions complètes, représentant presque quarante millions de caractères réunis en une cinquantaine de volumes.

« L'ensemble de mon œuvre fera un jour un tout indivisible […] Un livre multiple résumant un siècle, voilà ce que je laisserai derrière moi »

Victor Hugo a pratiqué tous les genres : roman, poésie, théâtre, essai, etc. — avec une passion du Verbe, un sens de l'épique et une imagination féconde. Écrivain et homme politique, Victor Hugo n'a jamais cherché à opérer une distinction entre son activité d'écrivain et son engagement. Ainsi mélange-t-il intimement, dans ses œuvres de fiction, développement romanesque et réflexion politique.
Ses écrits témoignent de ses intérêts multiples qui allaient de la science à la philosophie, de la Terre à l’univers entier ; ils illustrent sa passion pour l'histoire tout autant que sa foi en l’avenir ; ils s'inspirent de tout ce que Hugo voyait, entendait, vivait, de tout ce qu'il disait dans sa vie quotidienne.

### Théâtre

#### Renouvellement du genre
Le théâtre de Victor Hugo se situe dans un renouveau du genre théâtral initié par Madame de Staël, Benjamin Constant, François Guizot, Stendhal et Chateaubriand. Dans sa pièce Cromwell, qu'il sait être injouable à son époque, (pièce de 6 414 vers et aux innombrables personnages), il donne libre cours à son idée du nouveau théâtre. Il publie conjointement une préface destinée à défendre sa pièce et où il expose ses idées sur le drame romantique : un théâtre « tout-en-un », à la fois drame historique, comédie, mélodrame et tragédie. Il se revendique dans la lignée de Shakespeare, jetant un pont entre Molière et Corneille. Il y expose sa théorie du grotesque qui se décline sous plusieurs formes : du ridicule au fantastique en passant par le monstrueux ou l'horrible. Victor Hugo écrit « Le beau n'a qu'un type, le laid en a mille ». Anne Ubersfeld parle à ce sujet de l'aspect carnavalesque du théâtre hugolien et de l'abandon de l'idéal du beau. Selon Victor Hugo, le grotesque doit côtoyer le sublime, car ce sont les deux aspects de la vie.

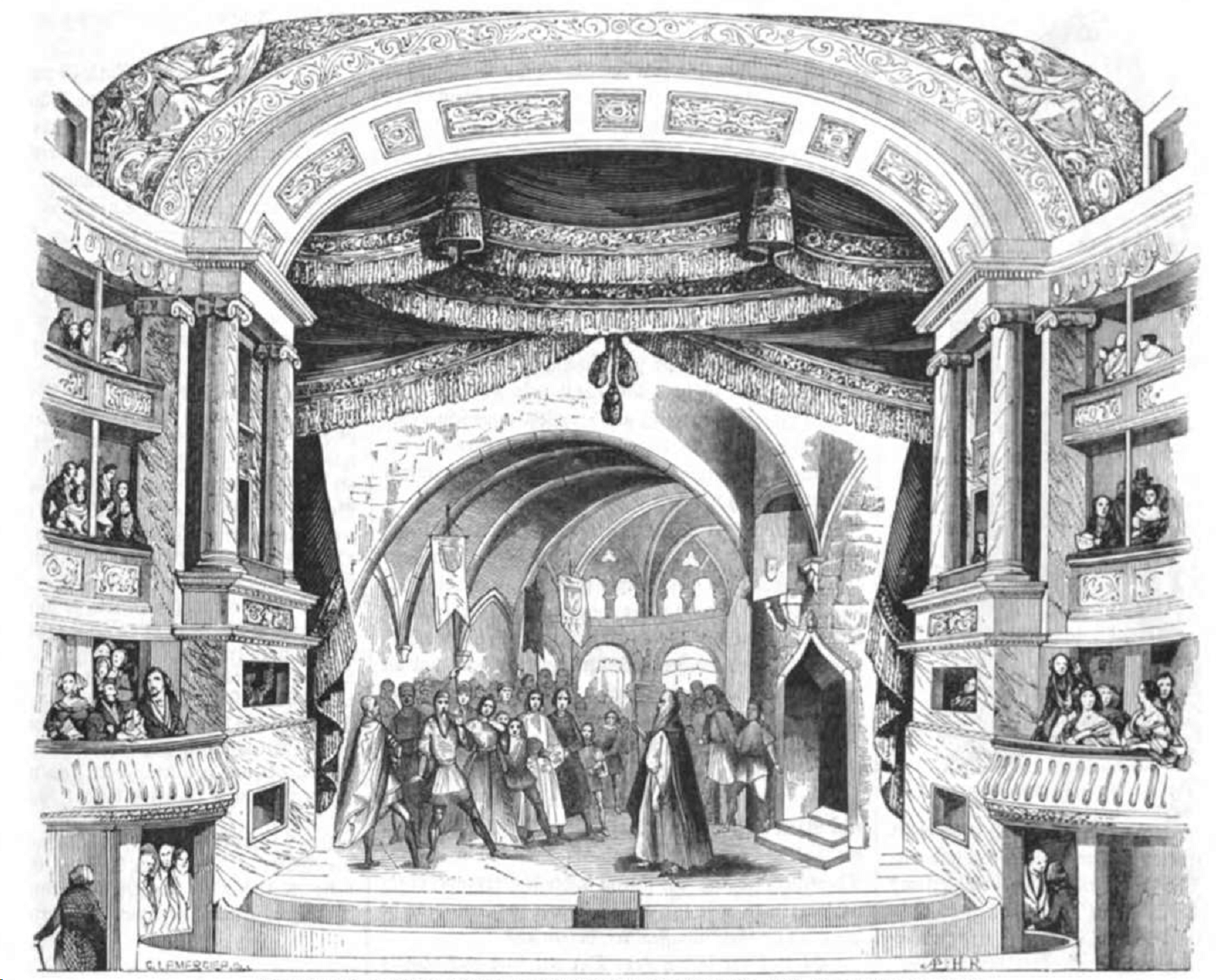
Les Burgraves, scène du 2e acte.

Lors de la création de ses autres pièces, Victor Hugo est prêt à de nombreuses concessions pour apprivoiser le public et le mener vers son idée du théâtre. Pour lui, le romantisme est le libéralisme en littérature. Ses dernières pièces, écrites durant l'exil et jamais jouées de son vivant, sont d'ailleurs réunies dans un recueil au nom évocateur Théâtre en liberté. Le théâtre doit s'adresser à tous : l'amateur de passion, celui de l'action ou celui de la morale,. Le théâtre a ainsi pour mission d'instruire, d'offrir une tribune pour le débat d'idées et de présenter « les plaies de l'humanité avec une idée consolante ».
Victor Hugo choisit de situer ses pièces principalement dans les XVIe et XVIIe siècles, se documente beaucoup avant de commencer à écrire, présente souvent une pièce à trois pôles : le maître, la femme, le laid où se confrontent et se mélangent deux mondes : celui du pouvoir et celui des serviteurs, où les rôles s'inversent (Ruy Blas, serviteur, joue le rôle d'un grand d'Espagne), où le héros se révèle faible et où le monstre a une facette attachante.
Victor Hugo préfère écrire avec l'alexandrin auquel il donne cependant, quand il le souhaite, une forme plus libre et rares sont ses pièces en prose (Lucrèce Borgia, Marie Tudor).

#### Controverses

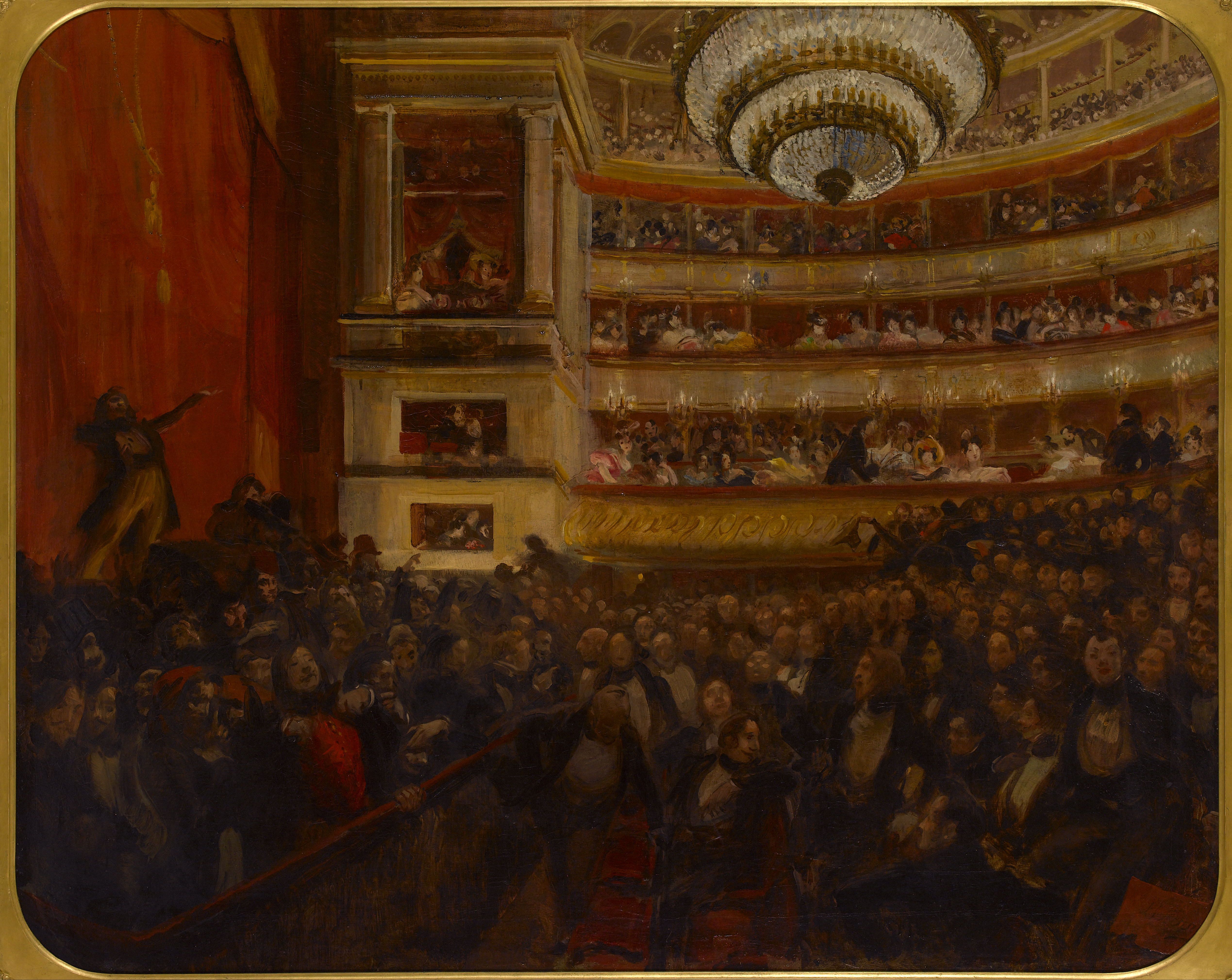
La Première d'Hernani. Avant la bataille. Gravure de Albert Besnard, représentant la bataille d'Hernani, maison de Victor Hugo.

Victor Hugo, s'il possède d'ardents défenseurs de son théâtre comme Théophile Gautier, Gérard de Nerval, Hector Berlioz, Pétrus Borel, etc., a aussi rencontré de nombreuses difficultés dans la présentation de ses pièces.
La première est une opposition politique. Sa remise en question des représentants du pouvoir ne plaît pas, Marion de Lorme est interdite, Le roi s'amuse l'est aussi après sa première représentation. Les ultras attaquent Ruy Blas.
La seconde est la contrainte économique : il n'existe à Paris que deux théâtres susceptibles de représenter le drame, le Théâtre-Français et le théâtre de la Porte-Saint-Martin. Ces deux théâtres subventionnés ont un budget limité et sont tributaires des subsides de l'État. Leurs directeurs hésitent à prendre des risques. Victor Hugo se plaindra du manque de liberté qu'ils offrent. C'est une des raisons qui lui font entreprendre l'aventure du théâtre de la Renaissance.
La troisième et la plus importante est une opposition du milieu artistique lui-même. Les artistes et les critiques de son époque sont pour beaucoup hostiles à la transgression des codes culturels que représente le théâtre de Victor Hugo. Ils approuvent les grandes pensées qui élèvent l'âme, mais s'insurgent contre tout ce qui relève du grotesque, du vulgaire, du populaire ou du trivial. Ils ne supportent pas tout ce qui est excessif, lui reprochent son matérialisme et son absence de morale. Ils critiquent vigoureusement chaque pièce présentée et sont souvent à l'origine de leur arrêt prématuré. Le roi s'amuse ne fut représenté qu'une seule fois, Hernani, pourtant forte de cinquante représentations à succès ne fut pas reprise en 1833, Marie Tudor n'est joué que quarante-deux fois, Les Burgraves sont un échec et sont retirés de l'affiche après trente-trois représentations. Ruy Blas est un succès financier, mais est boudé par la critique. Balzac envoya à Madame Hanska un commentaire au vitriol : « Ruy Blas est une énorme bêtise, une infamie en vers. Jamais l’odieux et l’absurde n’ont dansé de sarabande plus dévergondée. Il a retranché ces deux horribles vers : ... Affreuse compagnonne/Dont la barbe fleurit et dont le nez trognonne. Mais ils ont été dits pendant deux représentations. Je n’y suis pas encore allé : je n’irai probablement pas. À la quatrième représentation, où le public est arrivé, on a sifflé d'importance ».

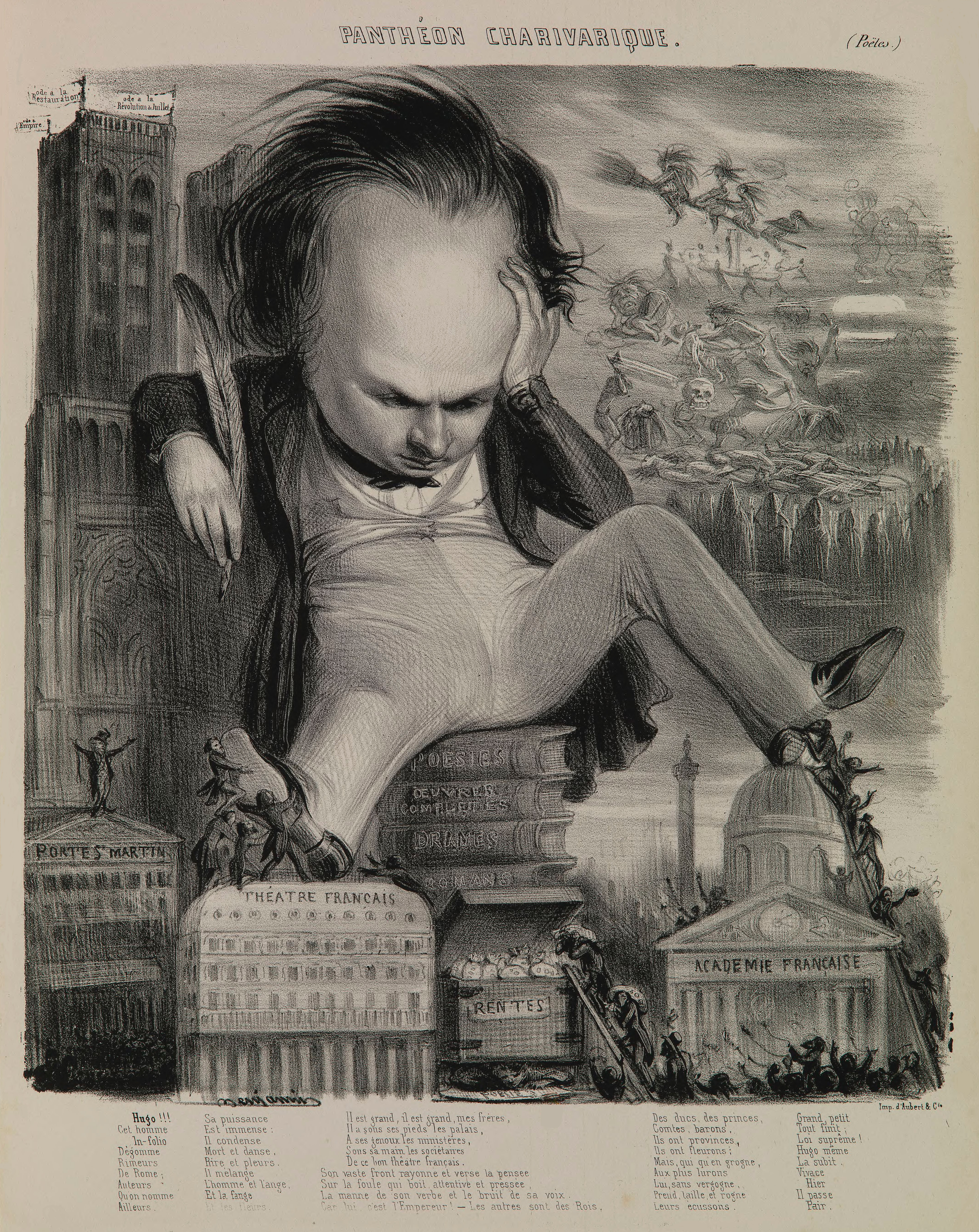
Victor Hugo, assis sur les conventions (l'Académie française et le Théâtre français).

Seule Lucrèce Borgia peut être considérée comme un plein succès[réf. souhaitée].

#### Postérité
Le théâtre de Victor Hugo a été peu joué dans la première moitié du XXe siècle,. Il est remis au goût du jour par Jean Vilar en 1954 qui monte successivement Ruy Blas et Marie Tudor. D'autres metteurs en scène suivent qui font revivre Lucrèce Borgia (Bernard Jenny), Les Burgraves et Hernani (Antoine Vitez), Marie Tudor (Daniel Mesguich), les pièces du Théâtre en liberté (L'Intervention, Mangeront-ils ?, Mille francs de récompense…) sont montées dans les années 1960 et continuent à l'être. On peut lire aujourd'hui l'ensemble de ce Théâtre en liberté dans l'édition qu'en a procurée Arnaud Laster. Naugrette souligne aussi les difficultés d'interprétation du théâtre hugolien, comment n'être ni grandiloquent, ni prosaïque, mais sans fausse pudeur, comment présenter le grotesque sans glisser vers la caricature et comment gérer l'immensité de l'espace scénique et rappelle le conseil de Jean Vilar : « jouer sans pudeur en faisant confiance au texte de Victor Hugo ».

### Poésie

#### Vers de jeunesse
À vingt ans, Hugo publie les Odes et Ballades, recueil qui laisse déjà entrevoir, chez le jeune écrivain, les thèmes hugoliens récurrents : le monde contemporain, l'Histoire, la religion et le rôle du poète, notamment. Par la suite, il se fait de moins en moins classique, de plus en plus romantique, et Hugo séduit le jeune lecteur de son temps au fil des éditions successives des Odes (quatre éditions entre 1822 et 1828).
En 1828, Hugo réunit sous le titre Odes et Ballades toute sa production poétique antérieure. Fresques historiques, évocation de l'enfance ; la forme est encore convenue, sans doute, mais le jeune romantique prend déjà des libertés avec le mètre et la tradition poétique. Cet ensemble permet en outre de percevoir les prémices d'une évolution qui durera toute sa vie : le chrétien convaincu s'y montre peu à peu plus tolérant, son monarchisme qui se fait moins rigide et accorde une place importante à la toute récente épopée napoléonienne ; de plus, loin d'esquiver son double héritage paternel (napoléonien) et maternel (royaliste), le poète s'y confronte et s'applique à mettre en scène les contraires (ce que l'on appelle l'antithèse hugolienne) pour mieux les dépasser :

« Les siècles, tour à tour, ces gigantesques frères, 

Différents par leur sort, semblables en leurs vœux, 

Trouvent un but pareil par des routes contraires. »

— Odes et Ballades

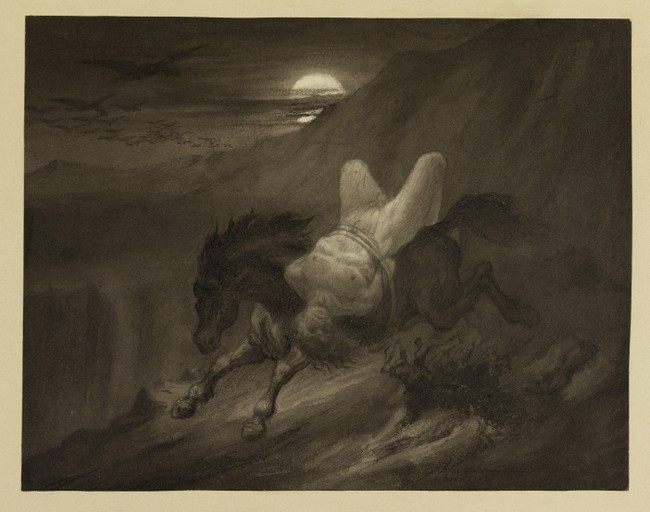
Victor Masson, Mazeppa, illustration pour Les Orientales (vers 1868), maison de Victor Hugo.

Puis Hugo s'éloigne dans son œuvre des préoccupations politiques immédiates auxquelles il préfère — un temps — l'art pour l'art. Il se lance dans Les Orientales (l'Orient est un thème en vogue) en 1829 (l'année du Dernier jour d'un condamné).
Le succès est important, sa renommée de poète romantique assurée et surtout, son style s'affirme nettement tandis qu'il met en scène la guerre d'indépendance de la Grèce (le choix de présenter l'exemple de ces peuples qui se débarrassent de leurs rois n'est pas innocent dans le contexte politique français) qui inspira également Lord Byron ou Delacroix.

#### Première maturité
Dès Les Feuilles d'automne (1831), Les Chants du crépuscule (1835) Les Voix intérieures (1837), jusqu'au recueil Les Rayons et les Ombres (1840), se dessinent les thèmes majeurs d'une poésie encore lyrique — le poète est une « âme aux mille voix » qui s'adresse à la femme, à Dieu, aux amis, à la Nature et enfin (avec Les Chants du crépuscule) aux puissants qui sont comptables des injustices de ce monde.
Ces poésies touchent le public parce qu'elles abordent avec une apparente simplicité des thèmes familiers ; pourtant, Hugo ne peut résister à son goût pour l'épique et le grand. Ainsi, on peut lire, dès le début des Feuilles d'automne, les vers :

« Ce siècle avait deux ans ! Rome remplaçait Sparte,

Déjà Napoléon perçait sous Bonaparte,

Et du premier consul, déjà, par maint endroit,

Le front de l’empereur brisait le masque étroit. »

#### Créativité et puissance littéraire
À partir de l'exil commence une période de création littéraire qui est considérée comme la plus riche, la plus originale et la plus puissante de l'œuvre de Victor Hugo. C'est alors que naîtront certains de ses plus grands poèmes.
1856 est l'année des Contemplations. Hugo déclare : « Qu'est-ce que Les Contemplations ? [...] Les Mémoires d'une âme. » À son éditeur Hetzel, il écrivait le 31 mai 1855 : « Il faut frapper un grand coup et je prends mon parti. Comme Napoléon (Ier), je fais donner ma réserve. Je vide mes légions sur le champ de bataille. Ce que je gardais à part moi, je le donne, pour que les Contemplations soient mon œuvre de poésie la plus complète. Mon premier volume aura 4 500 vers, le second 5 000, près de 10 000 vers en tout. Les Châtiments n’en avaient que 7 000. Je n’ai encore bâti sur mon sable que des Giseh ; il est temps de construire Chéops ; les Contemplations seront ma grande Pyramide. »
Le succès est phénoménal. Le recueil sort le 23 avril 1856, tiré à 3 000 exemplaires. Dès le lendemain, Paul Meurice demande à Hugo l’autorisation de procéder à un nouveau tirage, ce qui se fait le 20 mai, à nouveau à 3 000. Entre-temps les premiers droits d’auteur permettent à Hugo d’acheter sa maison de Hauteville-House à Guernesey.
Apothéose lyrique, marquée par l'exil à Guernesey et la mort (cf. Pauca Meae) de la fille adorée : exil affectif, exil politique : Hugo part à la découverte solitaire du moi et de l'univers. Le poète, tout comme dans Les Châtiments, se fait même prophète, voix de l'au-delà, voyant des secrets de la vie après la mort et qui tente de percer les secrets des desseins divins. Mais, dans le même temps, les Contemplations, au lyrisme amoureux et sensuel, contient certains des plus célèbres poèmes inspirés par Juliette Drouet. On y trouve également Demain, dès l’aube et les vers où il se représente en révolutionnaire de la littérature : « […] sur l’Académie, aïeule et douairière, / […] je fis souffler un vent révolutionnaire. / Je mis un bonnet rouge au vieux dictionnaire. » Les Contemplations : œuvre multiforme donc comme il convient aux « mémoires d'une âme ».

#### Place à part dans son siècle
Tantôt lyrique, tantôt épique, Hugo est présent sur tous les fronts et dans tous les genres : il a profondément ému ses contemporains, exaspéré les puissants et inspiré les plus grands poètes.
Victor Hugo était convaincu que « l’élargissement de la civilisation » européenne au reste du monde amenait la littérature à s’adresser à tous les hommes et que donc « les conditions, jadis étroites, de goût et de langue » n’avaient plus de raison d’être. « En France, explique-t-il à l’éditeur italien des Misérables, certains critiques m’ont reproché, à ma grande joie, d’être en dehors de ce qu’ils appellent le goût français ; je voudrais que cet éloge fût mérité ».
Ainsi que le rappelle Simone de Beauvoir : « Son 79e anniversaire fut célébré comme une fête nationale : 600 000 personnes défilèrent sous ses fenêtres, on lui avait dressé un arc de triomphe. L'avenue d'Eylau fut peu après baptisée avenue Victor-Hugo et il y eut un nouveau défilé en son honneur le 14 juillet. Même la bourgeoisie s'était ralliée […] ».

### Romans
Victor Hugo a laissé neuf romans. Le premier, Bug-Jargal, a été écrit à seize ans ; le dernier, Quatrevingt-treize, à soixante-douze. L'œuvre romanesque a traversé tous les âges de l'écrivain, toutes les modes et tous les courants littéraires de son temps, sans jamais se confondre totalement avec aucun ; en effet, allant au-delà de la parodie, Hugo utilise les techniques du roman populaire en les amplifiant et subvertit les genres en les dépassant : si Han d'Islande, en 1823, Bug-Jargal, publié en 1826, ou Notre-Dame de Paris, en 1831, ressemblent aux romans historiques en vogue au début du XIXe siècle ils en dépassent le cadre ; Hugo n'est pas Walter Scott et, chez lui, le roman se développe vers l'épopée et le grandiose.
Le Dernier Jour d'un condamné en 1829 et Claude Gueux en 1834 engagent une réflexion directement sociale, mais ils ne sont pas plus aisés à définir. Pour Hugo lui-même, il faut distinguer « romans de faits et romans d'analyse ». Ces deux derniers sont des romans à la fois historiques et sociaux, mais sont surtout des romans engagés dans un combat — l'abolition de la peine de mort — qui dépasse de loin le cadre de la fiction.

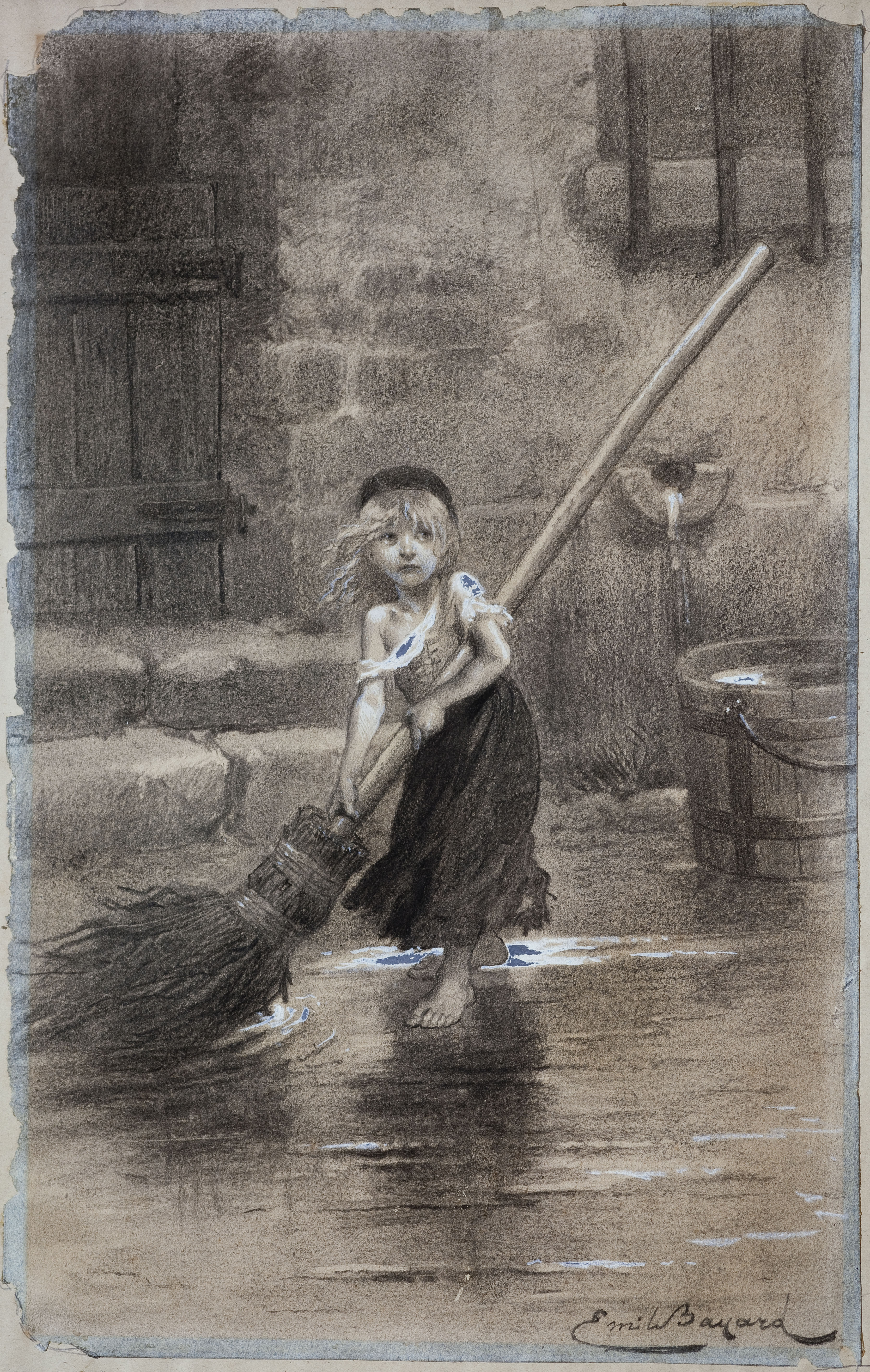
Cosette, illustration pour Les Misérables par Émile Bayard.

On peut en dire autant des Misérables, qui paraît en 1862, en pleine période réaliste, mais qui lui emprunte peu de caractéristiques.
Dans une lettre à Lamartine, Victor Hugo explique : « Oui, autant qu’il est permis à l’homme de vouloir, je veux détruire la fatalité humaine ; je condamne l’esclavage, je chasse la misère, j’enseigne l’ignorance, je traite la maladie, j’éclaire la nuit, je hais la haine. Voilà ce que je suis, et voilà pourquoi j’ai fait Les Misérables. Dans ma pensée, Les Misérables ne sont autre chose qu’un livre ayant la fraternité pour base et le progrès pour cime ».
Ce succès populaire phénoménal suscita le sarcasme des Goncourt qui trouvèrent en particulier « amusant de gagner deux cent mille francs […] à s’apitoyer sur les misères du peuple ».
Il embarrasse encore aujourd'hui la critique, car il louvoie constamment entre mélodrame populaire, tableau réaliste et essai didactique.
De la même façon, dans Les Travailleurs de la mer (1866) et dans L'Homme qui rit (1869), Hugo se rapproche davantage de l'esthétique romantique du début du siècle, avec ses personnages difformes, ses monstres et sa Nature effrayante. C'est dans ce roman que Victor Hugo introduit dans la langue française le mot « pieuvre ».
Enfin, en 1874, Quatrevingt-treize signe la concrétisation romanesque d'un vieux thème hugolien : le rôle fondateur de la Révolution française dans la conscience littéraire, politique, sociale et morale du XIXe siècle. Il mêle alors la fiction et l'histoire, sans que l'écriture marque de frontière entre les narrations.
Le roman hugolien n'est pas un « divertissement » : pour lui l'art doit en même temps instruire et plaire et le roman est presque toujours au service du débat d'idées. Cette constante traverse les romans abolitionnistes de sa jeunesse, elle se poursuit, dans sa maturité, au travers de ses nombreuses digressions sur la misère matérielle et morale dans Les Misérables.
Poète ou romancier, Hugo demeure le dramaturge de la fatalité et ses héros sont, comme les héros de tragédie, aux prises avec les contraintes extérieures et une implacable fatalité ; tantôt imputable à la société (Jean Valjean, Claude Gueux, le héros du Dernier Jour d'un condamné), tantôt à l'Histoire (Quatrevingt-treize) ou bien à leur naissance (Quasimodo). Le goût de l'épopée, des hommes aux prises avec les forces de la Nature, de la Société, de la fatalité, n'a jamais quitté Hugo ; l'écrivain a toujours trouvé son public, sans jamais céder aux caprices de la mode, et personne ne s'étonne qu'il ait pu devenir un classique de son vivant.

### Textes politiques
Victor Hugo a rassemblé ses principaux discours et textes politiques dans le recueil Actes et paroles, publié en trois volumes en 1875 et 1876, intitulés respectivement Avant l'exil, qui couvre la période de 1841 à 1851, Pendant l'exil pour les années 1852 à 1870, Depuis l'exil, pour les années qui ont suivi son retour en France entre 1870 et 1876, auxquels s'ajoute un quatrième volume également Depuis l'exil pour la période de 1876 à 1885.
Opposant déterminé à Napoléon III, il a écrit deux ouvrages visant directement la personne de l'empereur : le pamphlet Napoléon le Petit, écrit et publié en 1852 à Bruxelles, quelques mois après son départ en exil, et Histoire d'un crime, un récit des événements du coup d'État du 2 décembre 1851, qu'il avait commencé à écrire en 1852 et qui n'a été publié que bien plus tard, après son retour d'exil, en 1877 et 1878.

### Carnets de voyages
Victor Hugo a beaucoup voyagé jusqu'en 1871. De ses voyages, il rapporte des carnets de dessins et des notes,. On peut ainsi citer le récit d'un voyage fait à Genève et dans les Alpes avec Charles Nodier. Il part aussi chaque année pour un voyage d'un mois avec Juliette Drouet découvrir une région de France ou d'Europe et en revient avec notes et dessins. De trois voyages sur le Rhin (1838, 1839, 1840), il rapporte un recueil de lettres, notes et dessins publié en 1842 et complété en 1845. Pendant les années 1860, il traverse plusieurs fois le Grand-Duché de Luxembourg comme touriste, alors qu'il se rend sur le Rhin allemand (1862, 1863, 1864, 1865). De retour à Paris en 1871, il cesse de voyager.

## Arts graphiques
Les créations picturales et graphiques de Victor Hugo, qui complètent son œuvre littéraire, sont restées assez longtemps méconnues du grand public. Ses nombreux dessins, dont seulement certains ont été publiés de son vivant, les décors intérieurs qu'il a conçus et son intérêt pour la photographie ont fait l'objet d'une mise en valeur après son décès, et plus encore ces dernières décennies.

### Dessins
Victor Hugo a réalisé près de quatre mille dessins. Exclusivement destinés à ses proches ou gardés en sa possession, ces dessins n'ont pas été exposés de son vivant, ni fait l'objet de publications, sauf rares exceptions. Il légua tous les dessins qu'il avait conservés, avec ses manuscrits, à la Bibliothèque nationale.
Réalisant déjà des dessins dans ses jeunes années, Victor Hugo produit divers croquis et caricatures dans les années 1830, prenant aussi l'habitude de dessiner des lieux ou monuments au crayon dans ses carnets de voyage. Inspiré par ses voyages sur les bords du Rhin avec Juliette Drouet entre 1838 et 1840, ses dessins prennent une nouvelle dimension, avec de nombreuses compositions à la mine de plomb représentant des burgs typiques de la vallée du Rhin,. En 1850, il installe un atelier chez Juliette Drouet et réalise de nombreux dessins de plus grand format, représentant des châteaux et paysages d'allure surnaturelle ou fantomatique, principalement des lavis à l'encre, parfois rehaussés de fusain, d'aquarelle ou de gouache,. Pendant les années d'exil dans les îles Anglo-Normandes de Jersey et Guernesey de 1852 à 1870, Victor Hugo, inspiré par la présence de la mer, réalise des dessins presque fantastiques,, dont beaucoup représentent des paysages marins, des tempêtes et des navires en perdition, avec l'utilisation de nouvelles techniques graphiques, telles que des pochoirs, des papiers découpés et des empreintes de dentelle,. La production graphique de Victor Hugo se poursuit lorsqu'il reprend ses voyages annuels avec Juliette Drouet, en Belgique et sur les bords du Rhin, à partir de 1861.

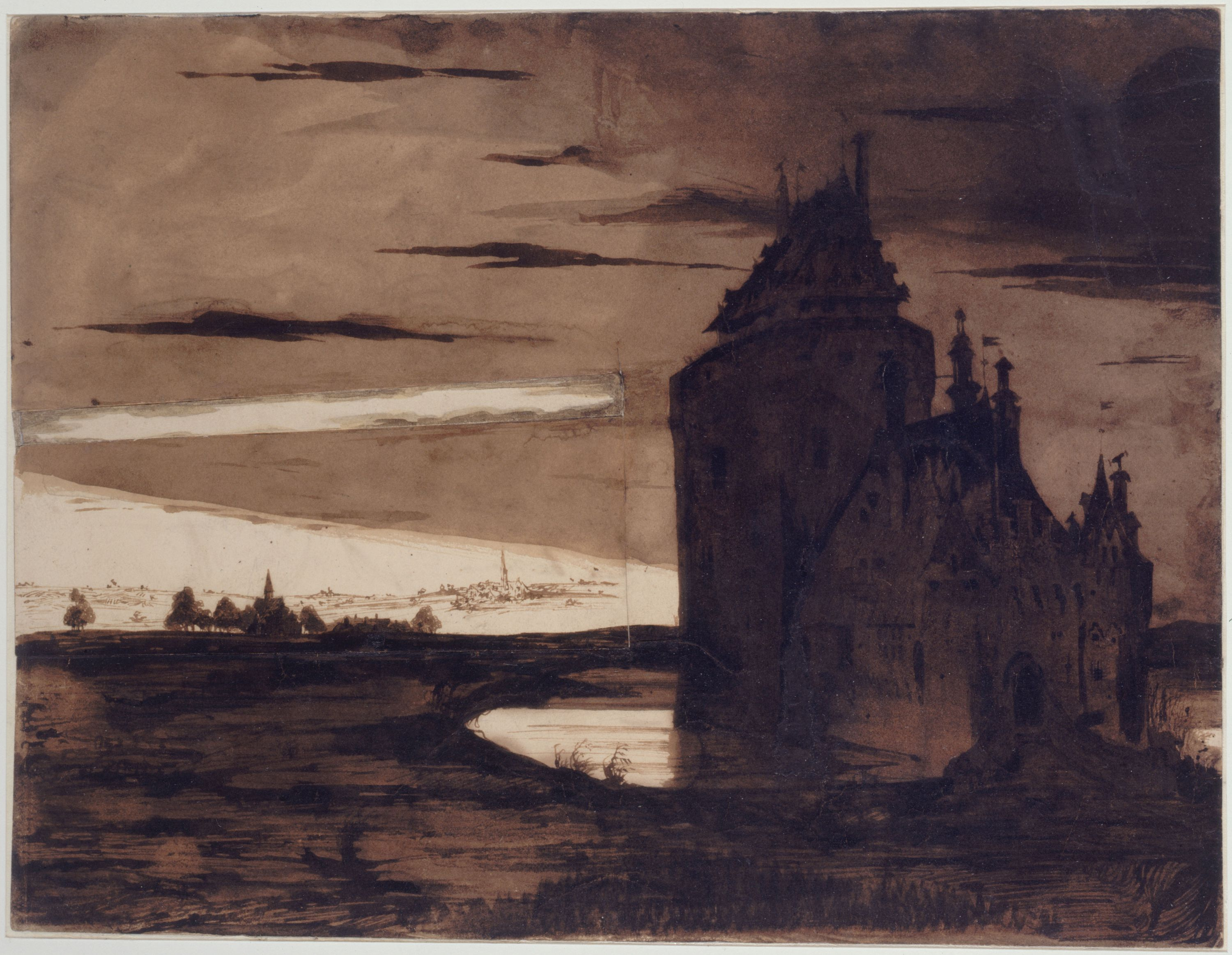
Souvenir de Turnhout (1837)
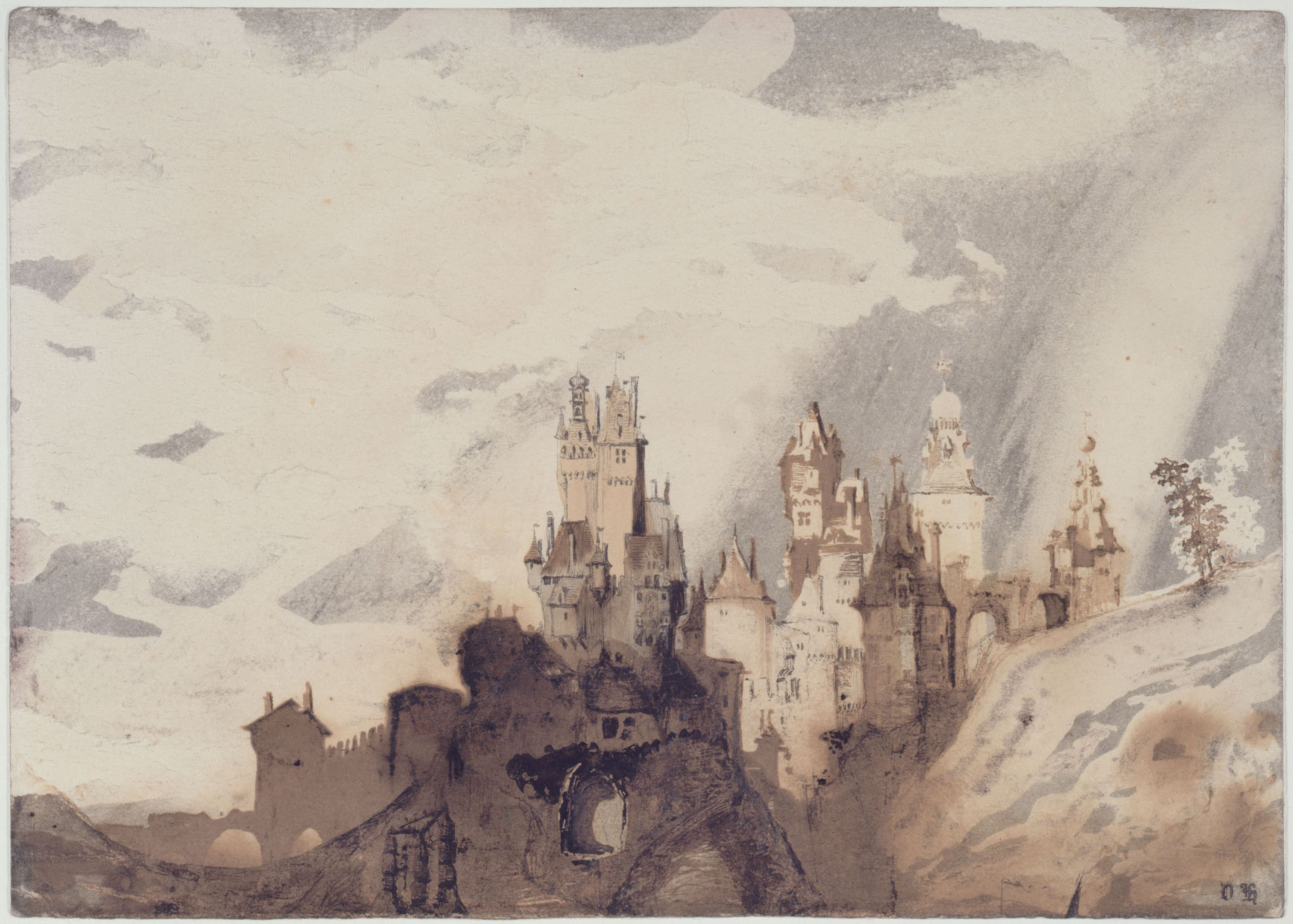
Le gai château (1847)
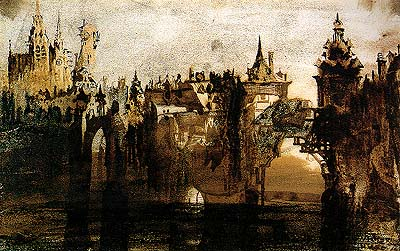
Ville avec le pont de Tumbledown (1847)
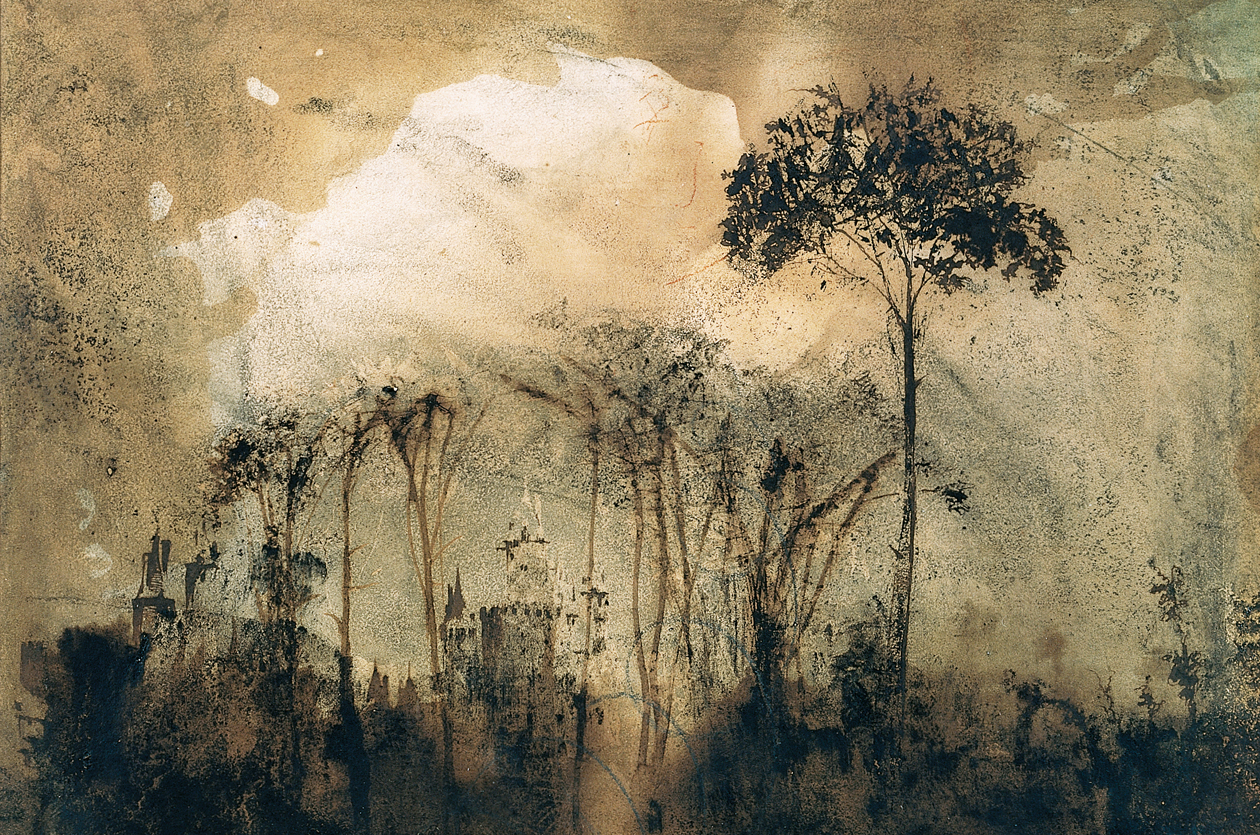
Château dans les arbres (1850)
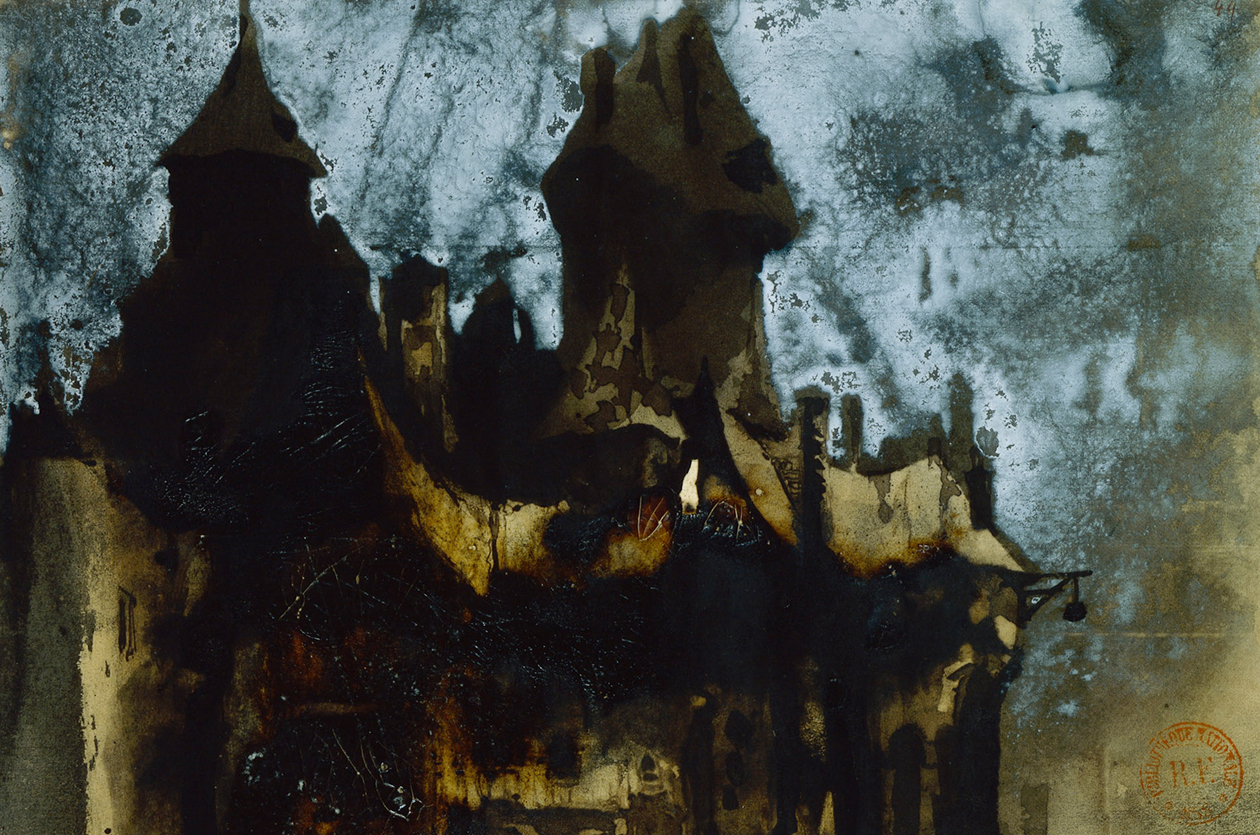
Burg entouré de maisons (1856)
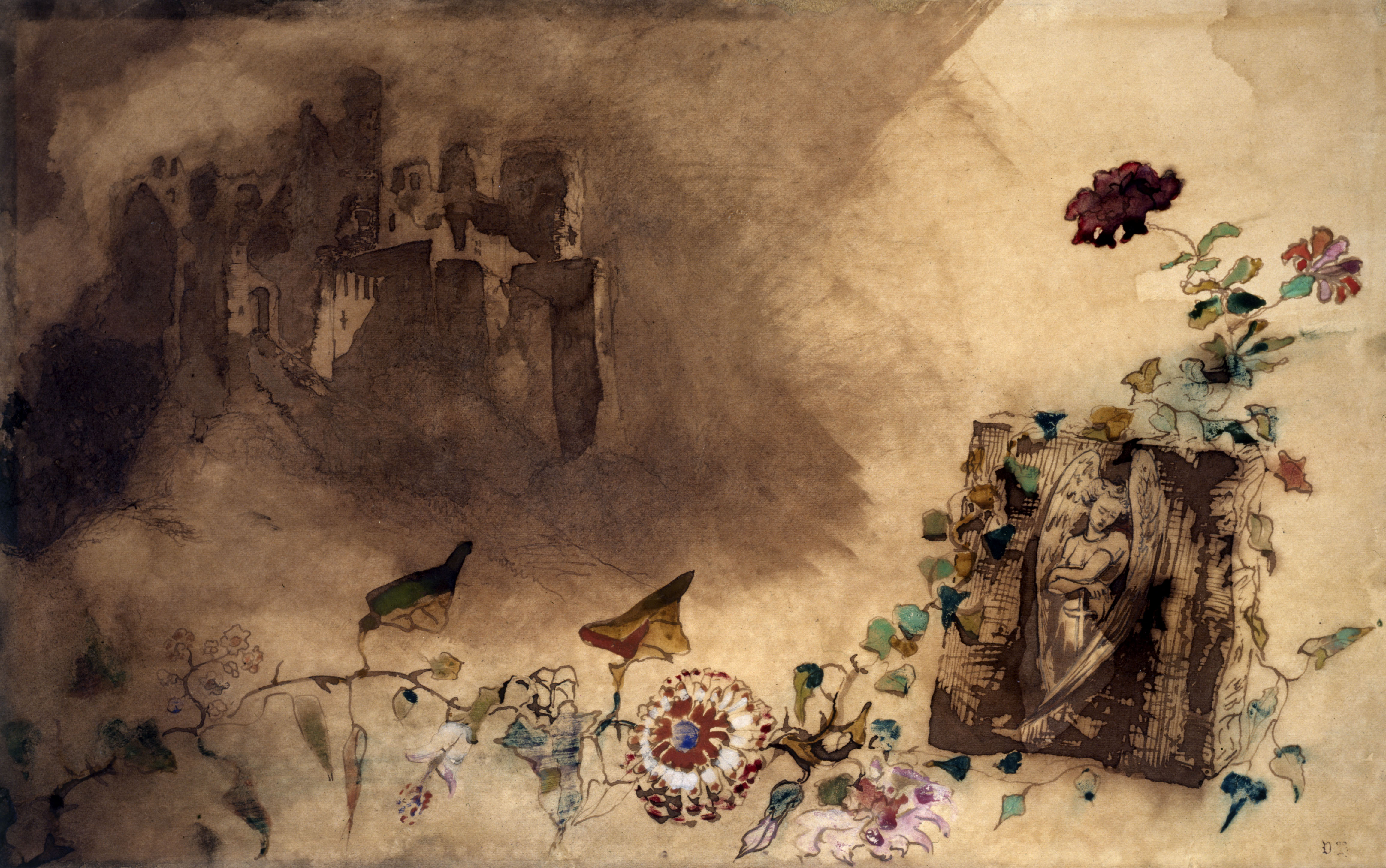
Le Burg à l'ange (1863)
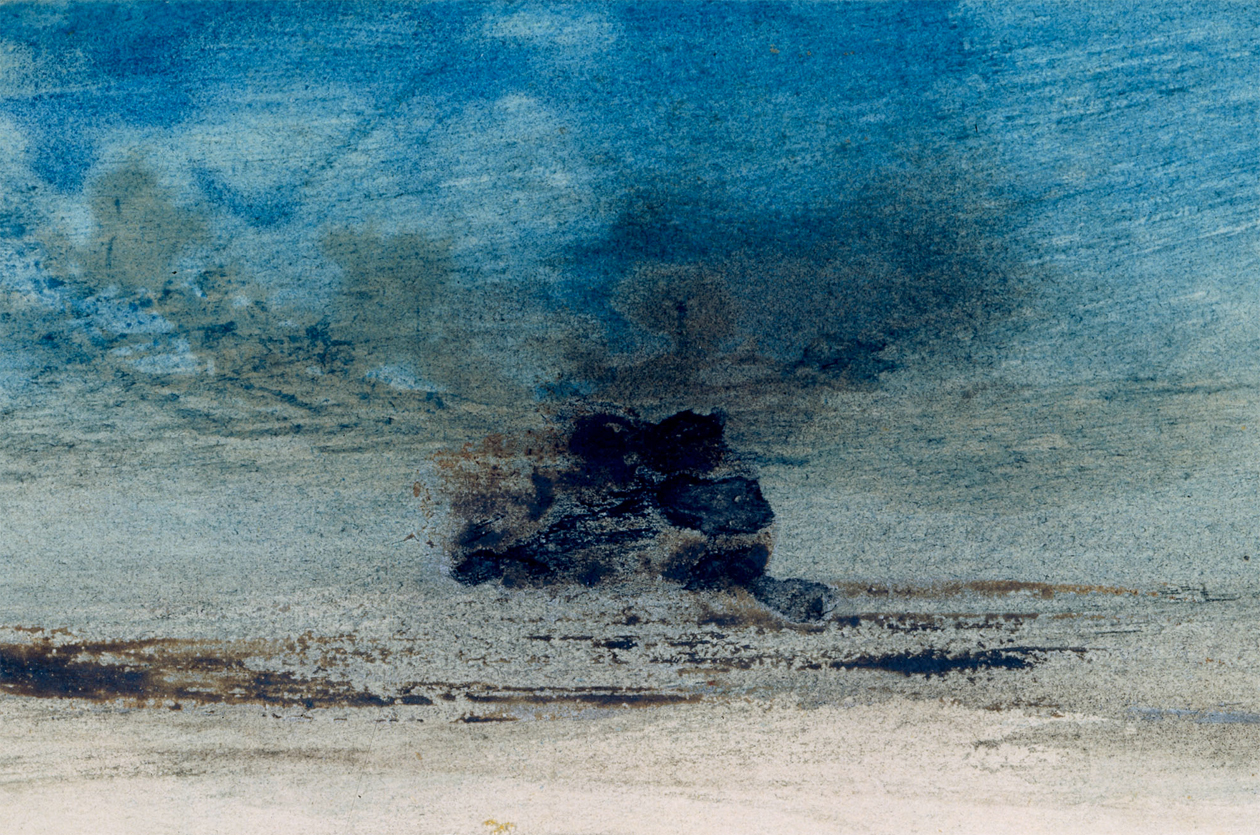
Le Rocher Ortach (1864)
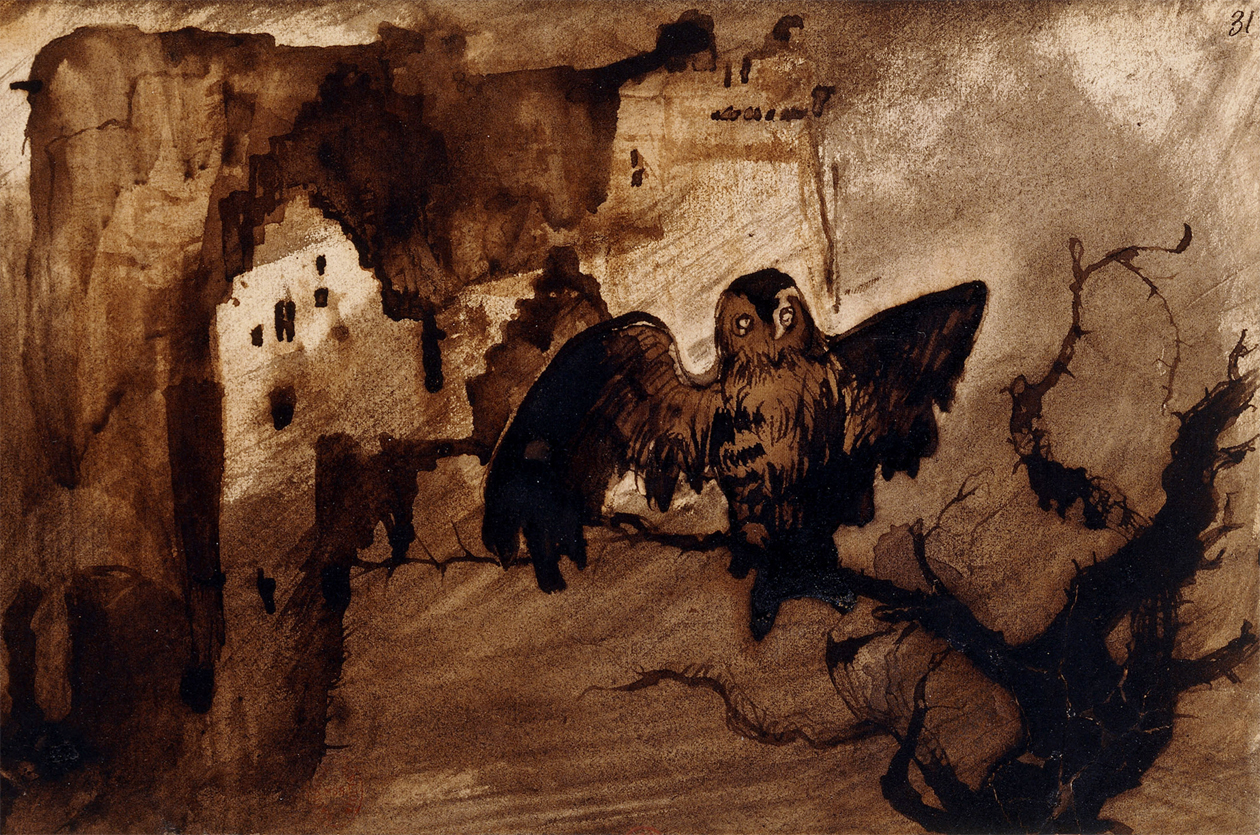
Chat-huant dans les ruines de Vianden (1865)
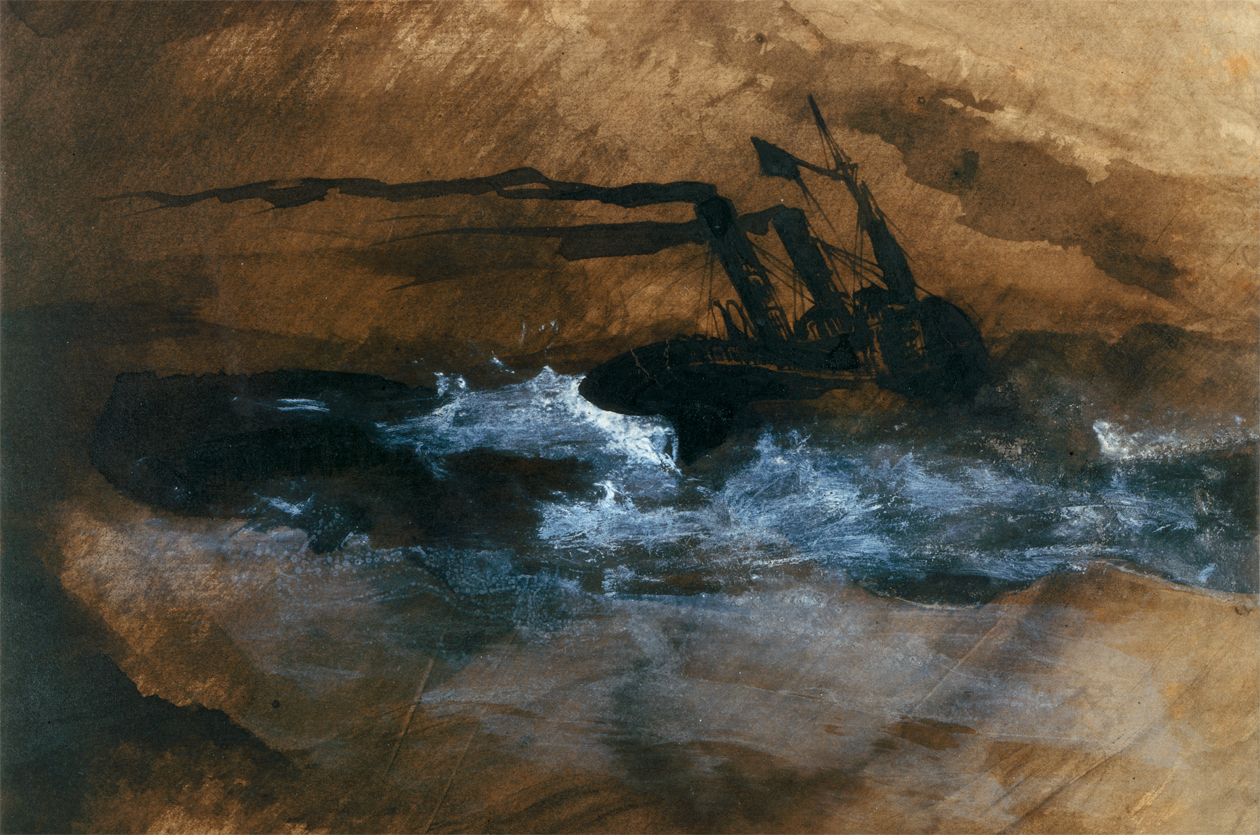
La Durande (1866)
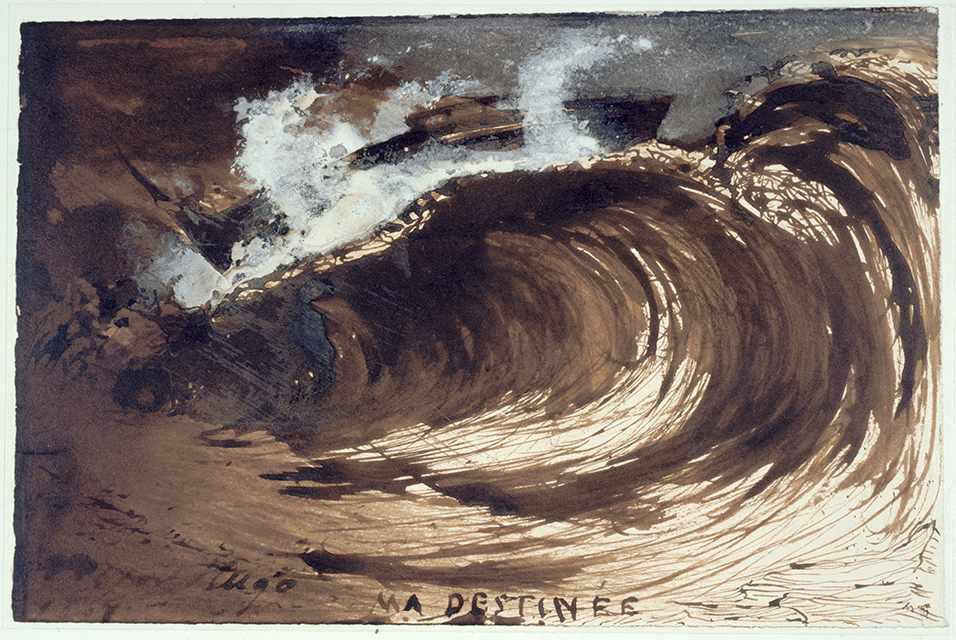
Ma destinée (1867)
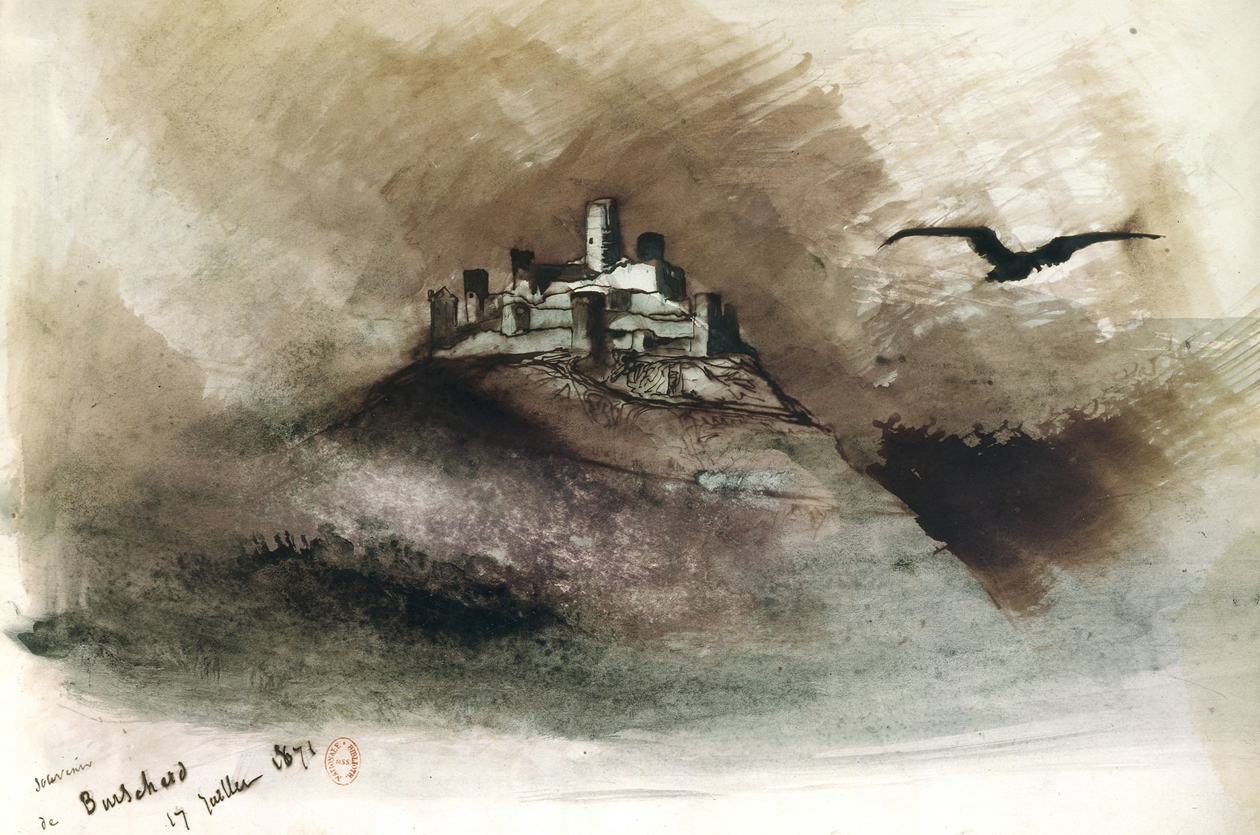
Souvenir de Burscheid (1871)

Bien que l'œuvre picturale de Victor Hugo fut largement restée intime de son vivant, certains de ses dessins ont été destinés à illustrer ses œuvres littéraires (dessins réalisés pour Les Travailleurs de la mer, Le Rhin, Les Orientales et La Légende des siècles) et d'autres ont fait l'objet d'un ouvrage publié en 1862 sous le titre Dessins de Victor Hugo. Après sa mort, certains dessins ont été exposés dans le cadre d'une levée de fonds en 1888 en vue de l'érection d'un monument au poète. Ce n'est que bien plus tard que l'œuvre picturale de Victor Hugo fit l'objet de nombreuses et prestigieuses expositions, telles que « Soleil d'Encre » au Petit Palais lors du centenaire de sa mort en 1985, ou encore l'exposition « Victor Hugo, dessins » à la maison de Victor Hugo en 2021. Plusieurs expositions ont aussi eu lieu à l'étranger, ainsi à Bologne, Bruxelles,, Madrid, Zürich, Lausanne, New York, Los Angeles et dans plusieurs villes au Japon.
Les surréalistes ont contribué à la redécouverte du génie pictural de Hugo chez qui ils admiraient l'usage novateur de techniques telles que les empreintes, les tâches, le grattage, le pochoir ou la réserve. Dès 1936, lors de l’exposition Fantastic Art, Dada, Surrealism au MoMA, l’œuvre picturale de Victor Hugo est associée au surréalisme : Tête de diable y est exposée. André Masson écrira bien plus tard à ce sujet : « L’écriture et le dessin « automatiques » étant pour les surréalistes la clé permettant l’ouverture sur le monde invisible et les courants secrets qui traversent notre esprit, il était donc fatal que [cette] « tâche d’encre prolongée » nous apparaisse comme le joyau de la salle consacrée aux précurseurs du Mouvement ». En bon autodidacte, Victor Hugo n'hésitait pas à utiliser les méthodes les plus rustiques ou expérimentales, mélangeant à l'encre le café noir, le charbon, la suie de cheminée, le jus de mûre, l'oignon brûlé, la cendre de cigare, du dentifrice, peignant du bout de l'allumette ou au moyen des barbes d'une plume, techniques similaires à celles qu'utiliseront plus tard les artistes surréalistes.

### Décors
L'activité de décorateur de Victor Hugo, concentrée pendant les années d'exil à Guernesey, peut légitimement être considérée comme son « troisième art ». Il commence à se livrer à cette passion lors de l'achat de la maison de Hauteville House en 1856, sa résidence pendant près de quinze ans jusqu'à la fin de l'exil et où il fera quelques séjours après son retour en France. Durant trois ans, il se consacre presque entièrement à son aménagement intérieur, par l'achat de mobilier et la conception de décors, composés à partir de meubles et objets collectés sur l'île. Pendant cette période, il aménage en même temps « La Fallue », la première maison où réside Juliette Drouet à Guernesey, à proximité de Hauteville House.

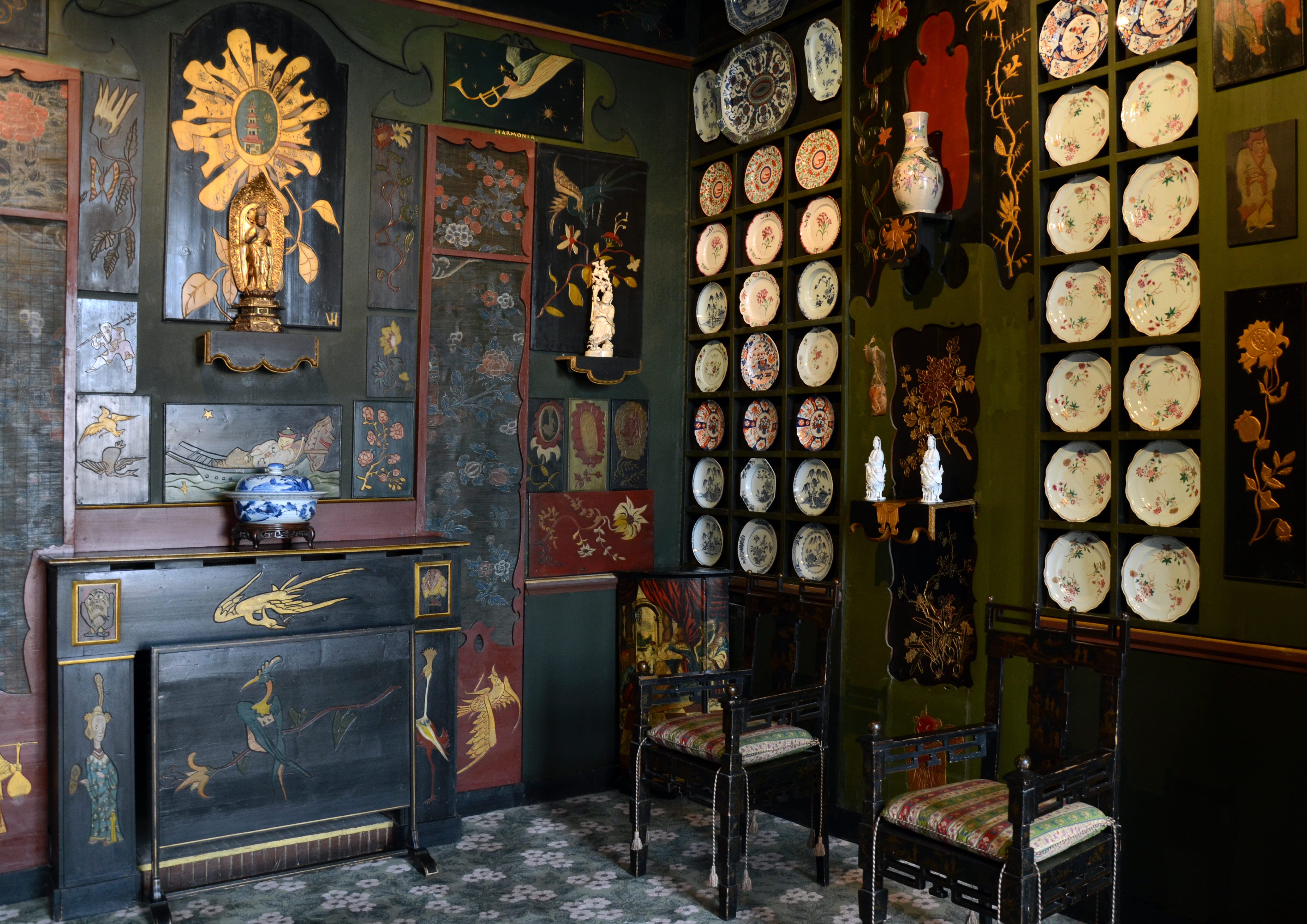
Le « salon chinois » de Hauteville Fairy, dont le décor a été entièrement conçu par Victor Hugo.

En 1864, Victor Hugo achète avec Juliette Drouet la maison située 20 rue Hauteville à Guernesey, aujourd'hui connue sous le nom de « Hauteville Fairy » ou « Hauteville II », où elle vécut de 1864 à 1870. Comme pour Hauteville House, Victor Hugo réalise les décors de la maison à partir de mobilier, panneaux et objets récupérés à Guernesey ou lors des nombreux voyages qu'il effectue avec Juliette en Europe continentale à partir de 1861. Les décors chinois de la salle à manger ont été entièrement conçus et imaginés par Victor Hugo et réalisés par des ouvriers sous sa direction.
Beaucoup des décors de Hauteville Fairy, comme ceux de Hauteville House, se caractérisent par l'association de multiples éléments, comme des fragments de coffres, de meubles, de carreaux ou de faïence, parfois issus d'univers très différents, tels que des éléments décoratifs chinois et gothiques,.
Les décors de Hauteville Fairy ont été démontés et installés dans la pièce connue comme le « salon chinois », dans la Maison de Victor Hugo à Paris, à l'initiative de Paul Meurice, qui les a rachetés à l'héritier de Juliette Drouet, tandis que les décors de Hauteville House, restés en l'état, sont accessibles au public à Guernesey.

### Photographie

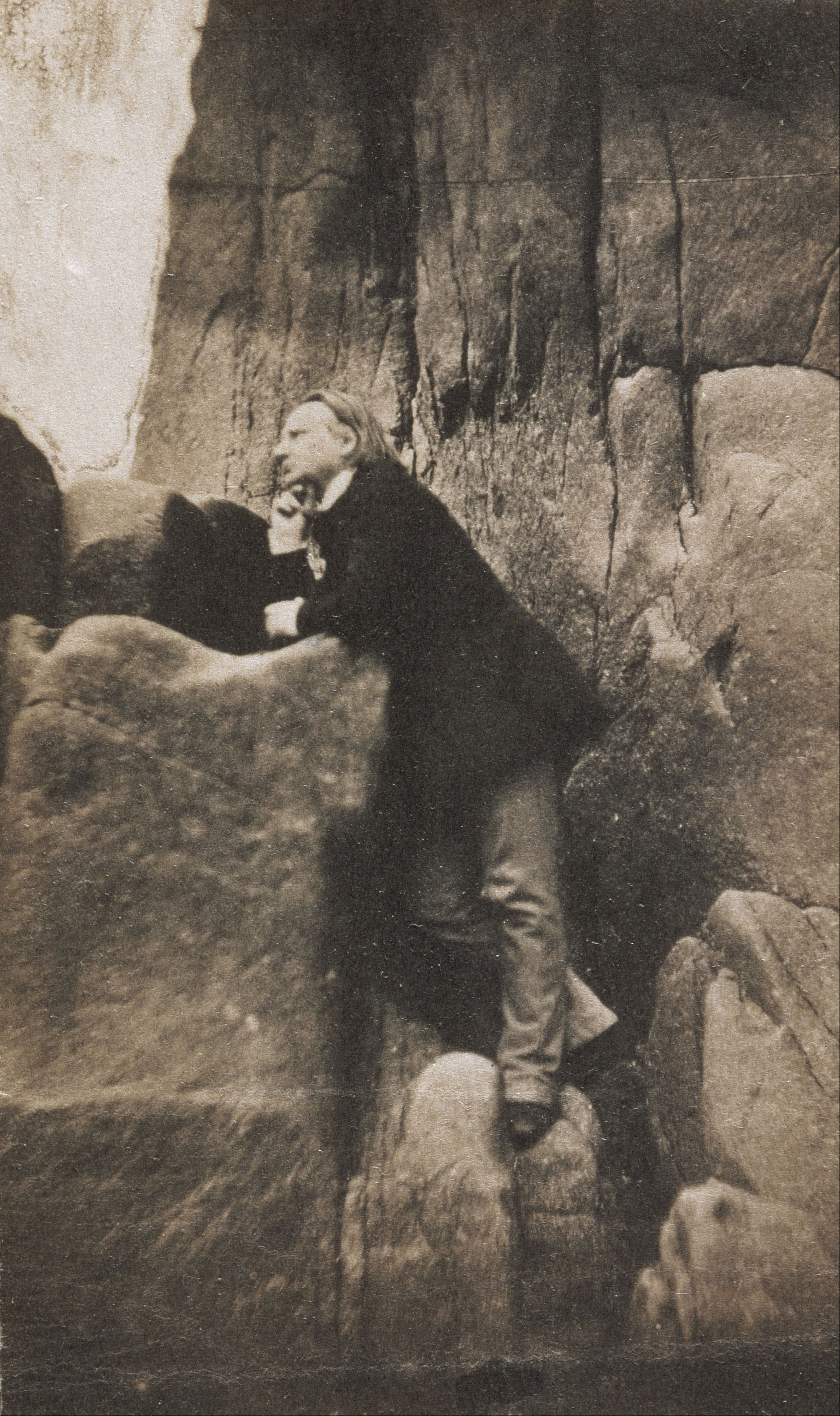
Victor Hugo sur le rocher des Proscrits, photographie de Charles Hugo, musée d'Orsay, vers 1853.

L'invention du daguerréotype en 1839 suscita un engouement pour la photographie auquel Victor Hugo prit part de manière active pendant son exil. En novembre 1852, deux mois après l'arrivée de Victor Hugo à Jersey, un atelier photographique est installé dans une pièce de Marine Terrace, maison où il réside avec sa famille. Son fils, Charles Hugo, apprend la technique du daguerréotype auprès d'un proscrit nommé Jean-Jacques Sabatier, puis se rend à Caen en mars 1853 dans l'atelier du photographe Edmond Bacot, pour se former à d'autres techniques photographiques permettant la reproduction.
Pendant les trois années d'exil à Jersey, entre trois cent cinquante et quatre cents photographies sont prises par Charles Hugo et Auguste Vacquerie, ami proche de la famille qui habite aussi à Marine Terrace, ainsi que certaines par François-Victor Hugo. S'il ne réalise pas lui-même les photographies, Victor Hugo participe activement à leur mise en scène, dirigeant les séances de prises de vue,, choisissant les cadrages et les poses.
Plusieurs photographies des membres de la famille Hugo et d'autres exilés sont réunies dans des albums, connus comme les « Albums des proscrits », remis à des proches de la famille en souvenir de ces années d'exil, témoignages précieux sur la vie des proscrits à Jersey. Certains de ces albums, agrémentés de collages et décorations, sont de véritables œuvres d'art, comme l'« Album Allix » qui fixe l'amitié des Hugo pour Augustine Allix.

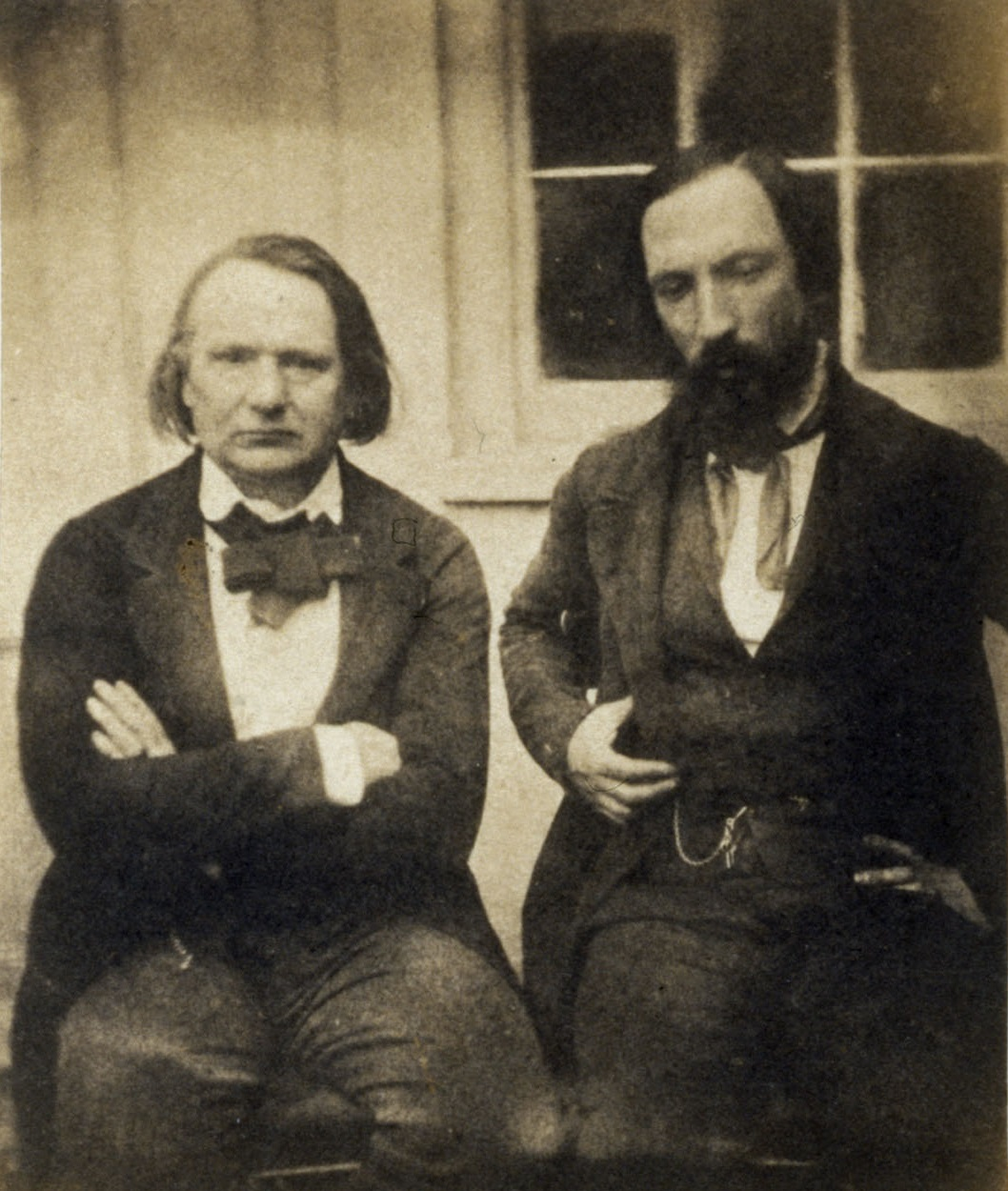
Victor Hugo et Auguste Vacquerie, qui prit de nombreuses photographies pendant les années d'exil.

Victor Hugo envisage aussi de composer un ouvrage constitué de clichés des paysages des îles anglo-normandes et d'utiliser des portraits photographiques pour illustrer ses œuvres littéraires. Ces projets ne se concrétisèrent pas, principalement en raison de la réticence des éditeurs, et la plupart de ces photographies resteront dans l'intimité de la famille Hugo et de son entourage pendant plusieurs décennies.
Cette activité se poursuit à Guernesey à partir de 1855, un atelier photographique étant aménagé à Hauteville House. En 1860, les photographes Leballeur et Auzou sont invités à réaliser des vues stéréotypiques de la maison. Edmond Bacot, qui avait aidé Charles Hugo à se former à la photographie, se rend à Hauteville House du 28 juin au 15 juillet 1862 et réalise cinquante-sept clichés de la maison et des occupants. D'autres, comme Arsène Garnier et Henry Mulling prennent aussi des portraits du poète. En 1862, à Bruxelles, Hugo fait la connaissance de Nadar, qui laissa de nombreux portraits de Victor Hugo dans ses dernières années. Il sera également photographié par Étienne Carjat et Bertall, autres grands photographes de l'époque.
Victor Hugo avait conscience que la photographie pouvait jouer un rôle considérable pour établir son image de banni courageux fidèle à son pays et contribuer, dans le même temps, à la promotion de son œuvre en offrant à ses lecteurs le visage de son auteur.

## Convictions personnelles

### Carrière politique

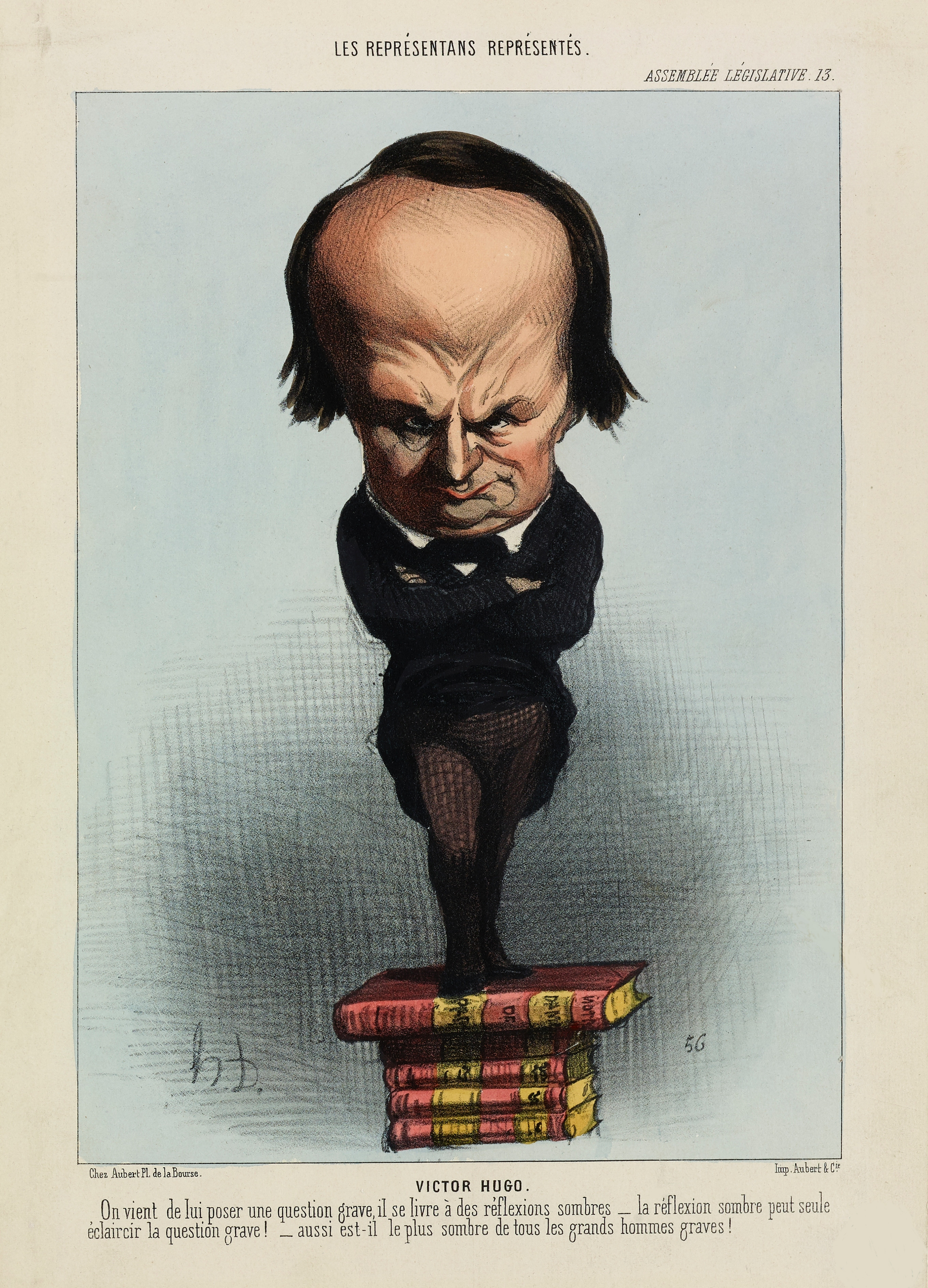
Les représentants représentés, caricature de Victor Hugo par Daumier, 1849, après l'élection de l'écrivain à l'Assemblée constituante.

Homme de lettres engagé, Victor Hugo s'est impliqué pendant toute sa vie dans le débat politique. D'abord de conviction royaliste puis bonapartiste, il fut dans la deuxième partie de sa vie un républicain convaincu. Il s'est vu reprocher son opportunisme politique, ayant changé à plusieurs reprises de bord politique au cours de sa carrière, comme il l'écrivait lui-même en 1850 (texte publié dans Actes et paroles) :

« Voici les phases successives [sic] que ma conscience a traversées en avançant sans cesse et sans reculer un jour — je me rends cette justice — vers la lumière : 1818, royaliste ; 1824, royaliste libéral ; 1827, libéral ; 1828, libéral socialiste ; 1830, libéral, socialiste et démocrate ; 1849, libéral, socialiste, démocrate et républicain. »

Au départ de tendance ultraroyaliste, autant par conviction que par fidélité à sa mère, Victor Hugo soutient la Seconde Restauration, publiant des odes favorables à Louis XVIII puis à Charles X, ce qui lui vaut d'être récompensé par des gratifications financières. Vers 1827, il prend ses distances avec la monarchie et adhère au bonapartisme, probablement sous l'influence de son père, ancien général d'Empire, avec qui il renoue pendant ces années-là. Vers la fin des années 1830, il soutient la monarchie de juillet, sans toutefois renoncer complètement à ses opinions bonapartistes. En 1845, il est nommé pair de France par Louis-Philippe.
En 1848, lors de la révolution de Février et de l'avènement de la Deuxième République, il finit par se rallier à celle-ci après quelques hésitations et est élu à l'Assemblée constituante le 4 juin 1848. Pendant les journées de juin, il est chargé de contenir l'insurrection populaire causée par la fermeture des Ateliers nationaux. Il soutient la candidature de Louis-Napoléon Bonaparte à l'élection présidentielle de décembre 1848,. Après la promulgation de la Constitution, il est élu représentant à l'Assemblée législative unique le 13 mai 1849. S'opposant aux mesures conservatrices prises par le nouveau régime républicain, il intervient à l'Assemblée pour dénoncer la misère sociale, défendre l'instruction obligatoire, le suffrage universel et la liberté de la presse, et devient un des principaux opposants au régime et au président Louis-Napoléon Bonaparte, résumant leur action par l'expression « Police partout, justice nulle part ».
Lors du coup d'État du 2 décembre 1851, il tente d'organiser une résistance puis doit quitter le territoire, début d'un exil de près de dix-neuf ans pendant lequel il lutta inlassablement contre le régime du Second Empire, aussi bien par ses écrits et ses interventions que par son refus de rentrer en France, malgré l'amnistie dont il bénéficie en 1859,.
Revenu en France en 1870, après la défaite de la France et la proclamation de la Troisième République, il est élu en 1871 à l'Assemblée nationale, siégeant alors à Bordeaux, et n'y reste que quelques semaines, démissionnant de ses fonctions à la suite du refus de l'Assemblée de laisser siéger Garibaldi dans ses rangs. En 1876, il est élu au Sénat, puis réélu six ans plus tard.

### Vision d'une Europe unifiée
Victor Hugo, qui a écrit qu’« une guerre entre Européens est une guerre civile », a fréquemment défendu l'idée de la création des « États-Unis d'Europe ». Ainsi, dès 1849, au congrès de la paix, il lance :

« Un jour viendra où vous France, vous Russie, vous Italie, vous Angleterre, vous Allemagne, vous toutes, nations du continent, sans perdre vos qualités distinctes et votre glorieuse individualité, vous vous fondrez étroitement dans une unité supérieure, et vous constituerez la fraternité européenne, absolument comme la Normandie, la Bretagne, la Bourgogne, la Lorraine, l'Alsace, toutes nos provinces, se sont fondues dans la France. Un jour viendra où il n'y aura plus d'autres champs de bataille que les marchés s'ouvrant au commerce et les esprits s'ouvrant aux idées. - Un jour viendra où les boulets et les bombes seront remplacés par les votes, par le suffrage universel des peuples, par le vénérable arbitrage d'un grand Sénat souverain qui sera à l'Europe ce que le parlement est à l'Angleterre, ce que la diète est à l'Allemagne, ce que l'Assemblée législative est à la France ! »

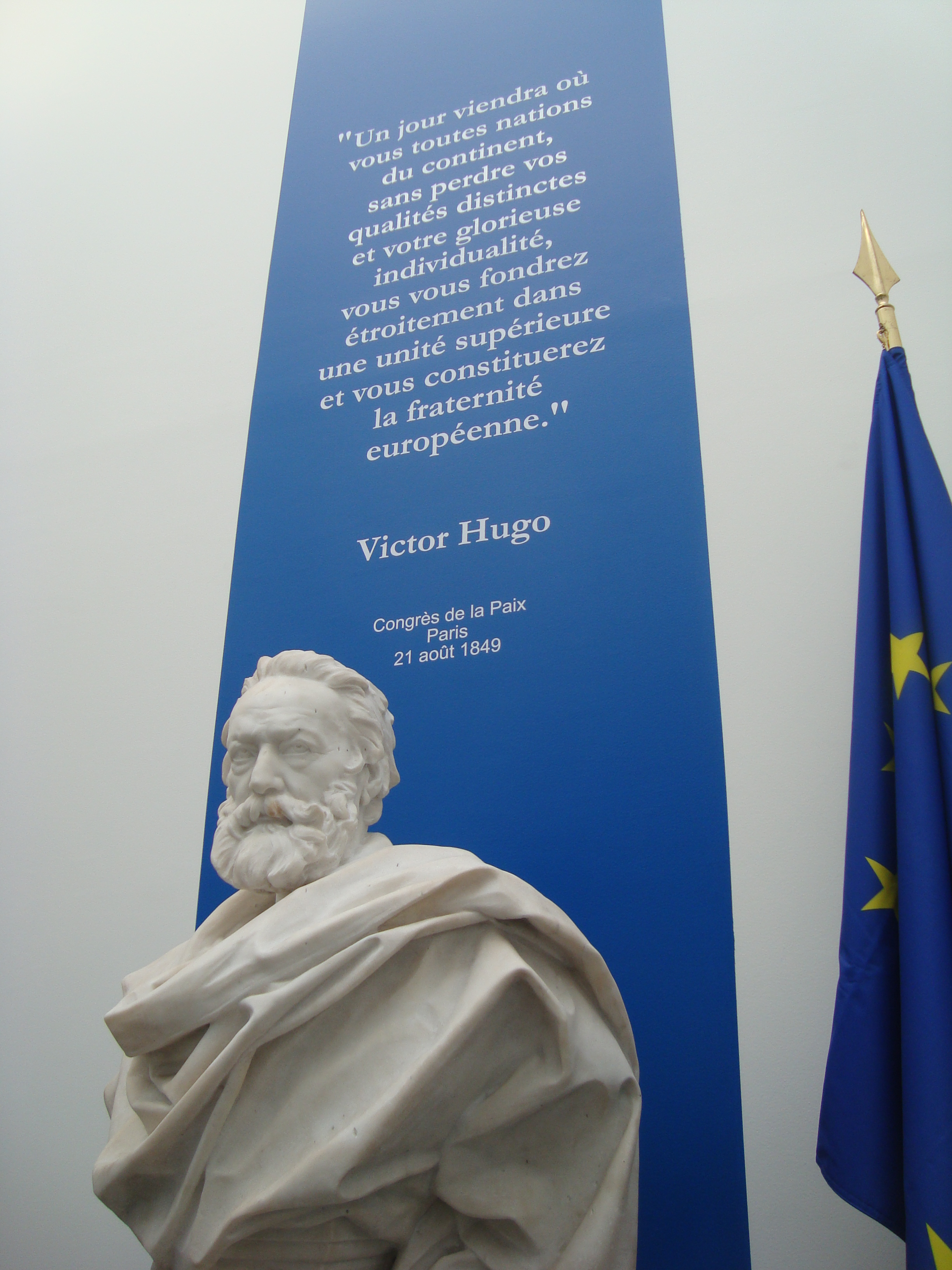
Buste de Hugo à l'Assemblée nationale avec extrait de son discours de 1849.

Victor Hugo imagine une Europe axée sur le Rhin, lieu d'échanges culturels et commerciaux entre la France et Allemagne qui serait le noyau central de ces États-Unis d'Europe. Il se désole de constater que l’antipathie entre les deux pays n’est que la conséquence de manœuvres diplomatiques menées par l’Angleterre et la Russie pour affaiblir la France ; de l’inquiétude que suscite une France modèle de liberté, de justice et de droit des peuples ; de l’opposition de la Prusse. Il présente une Europe des peuples par opposition à l'Europe des rois, sous forme d'une confédération d'États avec des peuples unis par le suffrage universel et l'abolition de la peine de mort.
L'idée n'est pas neuve, ayant été défendue avant lui par Saint-Simon, Guizot et Auguste Comte,, mais Victor Hugo en fut un de ses plus ardents défenseurs à une époque où le contexte historique s'y prêtait peu. Considéré comme visionnaire ou fou, Victor Hugo reconnaît les obstacles qui entravent cette grande idée et précise même qu'il faudra peut-être une guerre ou une révolution pour y accéder.
Il croyait si fermement à cette idée d’une fédération européenne qu'il tint à lui donner corps, en plantant symboliquement le « chêne des États-Unis d'Europe » dans le jardin de Hauteville-House, le 14 juillet 1870, arbre encore visible aujourd'hui.
Il souhaite pour l'Europe à venir la création d’une monnaie unique : « Une monnaie continentale, à double base métallique et fiduciaire, ayant pour point d’appui le capital Europe tout entier et pour moteur l’activité libre de deux cents millions d’hommes, cette monnaie, une, remplacerait et résorberait toutes les absurdes variétés monétaires d’aujourd’hui [...]. »

### Lutte contre la peine de mort

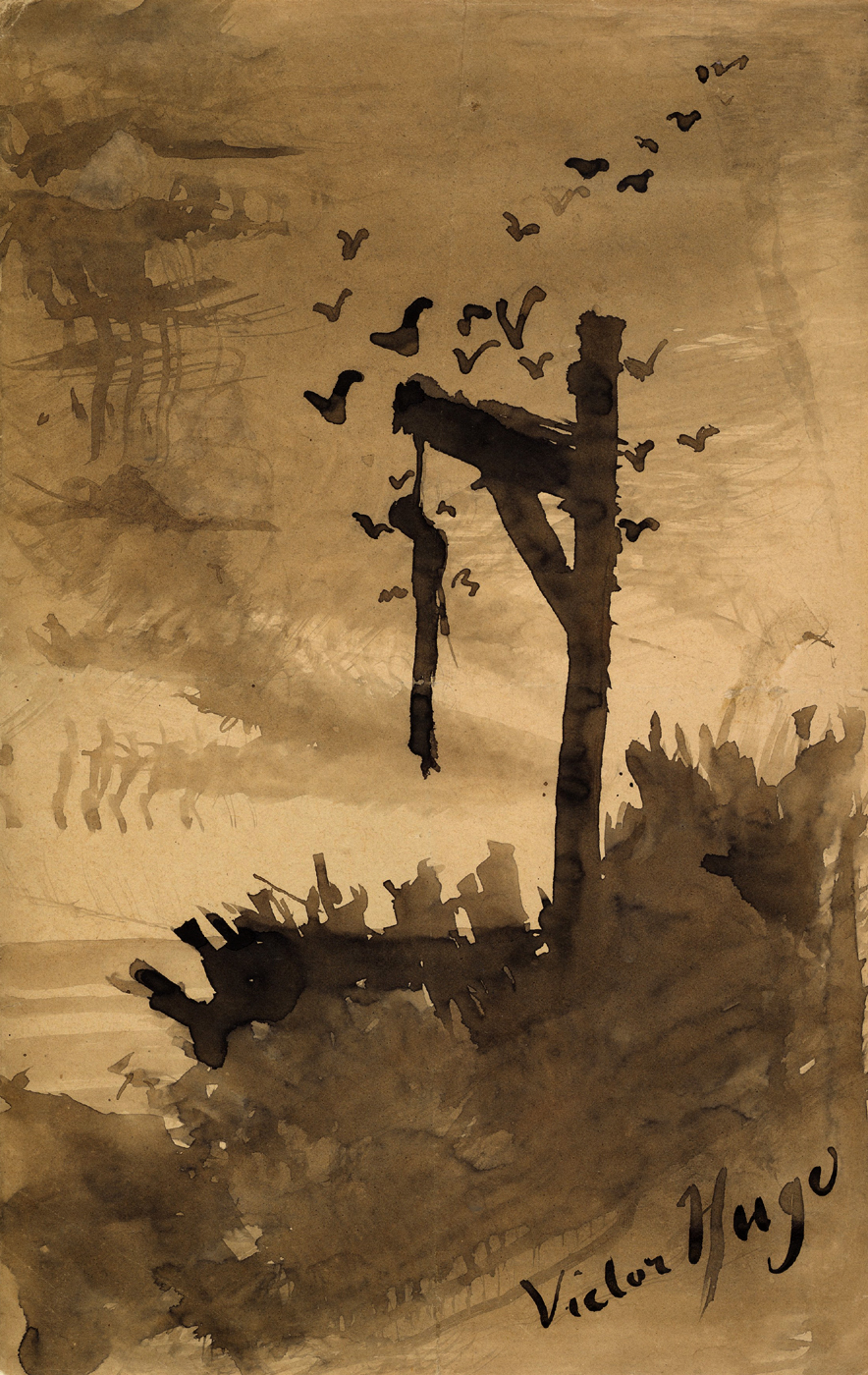
Le Pendu, dessin de Victor Hugo réalisé en 1854, Metropolitan Museum of Art.

Grand opposant à la peine capitale, Victor Hugo a mené sans relâche un combat pour abolir ce châtiment. Dans Le Dernier Jour d'un condamné, publié en 1829, et Claude Gueux, publié en 1834, il montre à la fois la cruauté, l'injustice et l'inefficacité du châtiment suprême. Dans la préface de la deuxième édition du Dernier Jour d'un condamné en 1832, il expose en détail tous ses arguments contre la peine de mort.
Dans ses fonctions d'élu, il profite de la tribune que lui donne sa présence à la Chambre des Pairs puis à l'Assemblée constituante et l'Assemblée nationale législative pour poursuivre son combat abolitionniste. En tant que pair de France, il s'élève sans succès contre l'exécution de Pierre Lecomte, qui a tenté d'assassiner Louis-Philippe. En tant que député à l'Assemblée nationale, il y prononce le 15 septembre 1848 son discours le plus célèbre pour l'abolition de la peine de mort, déclarant que « la peine de mort est le signe spécial et éternel de la barbarie »,.
En 1851, son fils Charles Hugo est condamné pour avoir publié un article contre la peine de mort dans le journal L'Événement. Victor Hugo défend son fils lors du procès et prononce un discours contre la peine de mort devant la cour d'assises de la Seine, le 11 juin 1851,.
Alors en exil à Jersey, il proteste contre l'exécution de John Tapner, condamné à mort à Guernesey pour assassinat. Malgré ses efforts, Tapner est finalement exécuté le 10 février 1854. Le lendemain de l'exécution, il écrit une lettre à Lord Palmerston, ministre de l'intérieur anglais, pour exprimer son indignation. Marqué par cet évènement, il réalise une série de quatre dessins représentant le cadavre d'un condamné pendu à une potence, emblématiques de sa lutte contre la peine capitale. Ces dessins semblent avoir eu une importance particulière pour Victor Hugo, puisqu'il a affiché l'un d'entre eux dans sa chambre de Marine Terrace puis à Hauteville House.
À Guernesey, Victor Hugo lance un appel en décembre 1859 pour protester contre l'exécution de John Brown, militant antiesclavagiste, condamné à mort aux États-Unis, dans une affaire ayant un grand retentissement.

### Combat contre la misère
Sensible à la misère bien avant d'écrire Les Misérables, Victor Hugo se préoccupe, dès les années 1830, de mettre fin à la pauvreté des classes populaires. Dans son « discours sur la misère », prononcé à l'Assemblée nationale le 9 juillet 1849, il affirme être « de ceux qui pensent et qui affirment qu'on peut détruire la misère » et déclare, :

« Détruire la misère ! oui, cela est possible. Les législateurs et les gouvernants doivent y songer sans cesse ; car, en pareille matière, tant que le possible n’est pas fait, le devoir n’est pas rempli. »

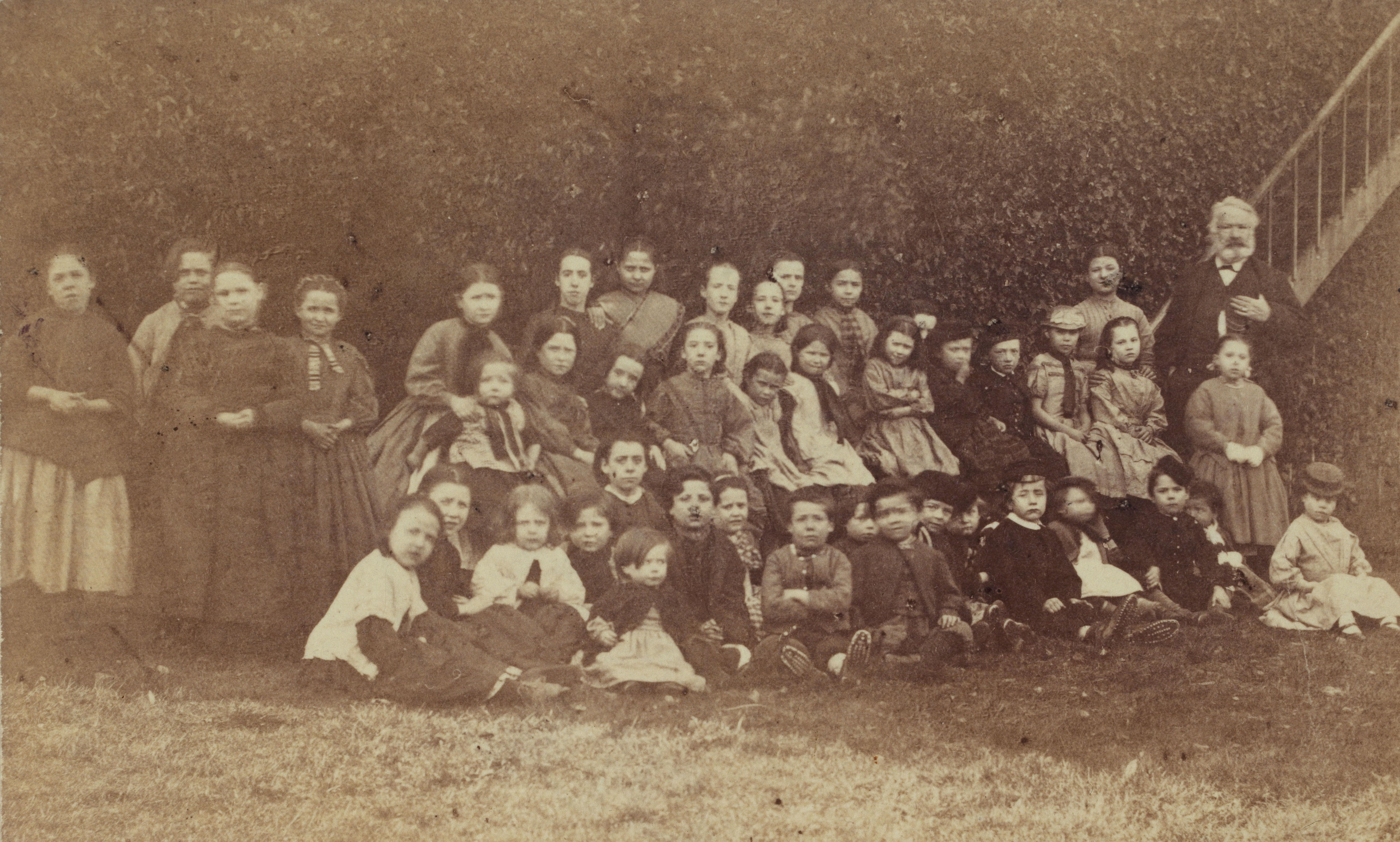
Repas des enfants pauvres à Hauteville House en 1868.

Tout au long de sa vie, il pratique la charité et aide matériellement ceux qui sont dans le besoin. En exil à Guernesey, il organise à partir de 1862, chez lui à Hauteville House, des repas destinés aux enfants pauvres,, écrivant à ce sujet : « Tous les mardis, je donne à dîner à quinze petits enfants pauvres, choisis parmi les plus indigents de l’île, et ma famille et moi, nous les servons ; je tâche, par là, de faire comprendre l’égalité et la fraternité ».
Victor Hugo est convaincu qu'un des moyens d'éradiquer la misère et la criminalité est l'instruction gratuite et obligatoire pour tous. Le 15 juillet 1850, dans un discours contre la loi Falloux, il réclame une instruction « obligatoire au premier degré seulement, gratuite à tous les degrés »,. Même s'il croit profondément en Dieu, il s'oppose radicalement à l'influence de l'Église dans l'enseignement et se prononce en faveur de l'instruction publique et laïque, contrôlée par l'État.

### Droit des femmes
De nombreuses prises de position témoignent de l'engagement de Victor Hugo en faveur de la cause des femmes. En 1873, il prend sous son aile l'enfant prodige Clotilde Cerdà i Bosch, fille répudiée par l'architecte de Barcelone Ildefons Cerdà, et la présente sur la scène artistique européenne en lui inspirant le nom d'Esmeralda Cervantes.
En 1882, il accepte d'être président d'honneur de la Ligue française pour le droit des femmes, héritière de l'Association pour le droit des femmes, association féministe fondée par Léon Richer. Dans une lettre adressée à ce dernier le 8 juin 1872, il écrivait : « Une moitié de l'espèce humaine est hors de l'égalité, il faut l'y faire rentrer : donner pour contre-poids au droit de l'homme le droit de la femme ».
Victor Hugo a été proche de deux femmes illustres et engagées, Louise Michel, avec qui il entretient une correspondance lorsqu'elle est déportée en Nouvelle-Calédonie, et George Sand, aux obsèques de laquelle il prononce un discours lui rendant hommage, déclarant : « George Sand meurt, mais elle nous lègue le droit de la femme puisant son évidence dans le génie de la femme ».

### Croyance religieuse
Victor Hugo, élevé par un père franc-maçon et une mère non pratiquante, se construit une foi profonde, mais personnelle. Croyant fermement dans l'existence de Dieu, il rejette aussi bien le rationalisme que le dogmatisme religieux.
Victor Hugo reproche à l'Église le carcan dans lequel celle-ci enferme la foi. Son anticléricalisme transparaît dans ses écrits comme Religions et religion, La Fin de Satan, Dieu, Le Pape, Torquemada, ainsi que dans son adhésion à des mouvements anticléricaux. Il est l'auteur de l'expression « L'Église chez elle et l'État chez lui » prononcée le 14 janvier 1850 à l'Assemblée nationale afin de marquer son profond attachement à la laïcité.
Victor Hugo reste cependant profondément croyant en un Dieu souffrant et compatissant, en un Dieu force infinie créatrice de l'univers, en l'immortalité de l'âme et en la réincarnation.
Son testament, représentatif de sa conception de la religion, fait figure de profession de foi :

« Je donne cinquante mille francs aux pauvres.

Je désire être porté au cimetière dans leur corbillard.

Je refuse l'oraison de toutes les églises ; je demande une prière à toutes les âmes.

Je crois en Dieu. »

#### Spiritisme
Alors en exil à Marine Terrace sur l'île de Jersey, Victor Hugo y reçoit en 1853 son amie Delphine de Girardin qui l'initie aux « tables parlantes », une pratique issue du spiritualisme anglo-saxon permettant de communiquer avec les morts en « écriture automatique » au moyen d'un crayon fixé à l'un des pieds d'un guéridon. En témoigne l'Album spirite conservé aux Manuscrits de la Bibliothèque nationale de France. Victor Hugo participe à de nombreuses séances de « tables parlantes » de 1853 à 1855, dont les échanges avec les esprits des personnes disparues sont consignés dans Le livre des tables. Ces séances enregistrent des communications avec des esprits très divers, ainsi la première avec sa fille Léopoldine, d'autres avec des personnages historiques, dont Jésus, et des écrivains comme Dante et Shakespeare, ainsi que des entités abstraites telles la Mort, Le Drame ou la Critique, la Bouche d'Ombre ; ces textes lui serviront dans ses Contemplations et remodèleront sa vision du monde :

« Tout parle. Et maintenant, homme, sais-tu pourquoi

Tout parle ? Écoute bien. C'est que vents, ondes, flammes,

Arbres, roseaux, rochers, tout vit !

Tout est plein d'âmes. »

## Vie privée

### Épouse

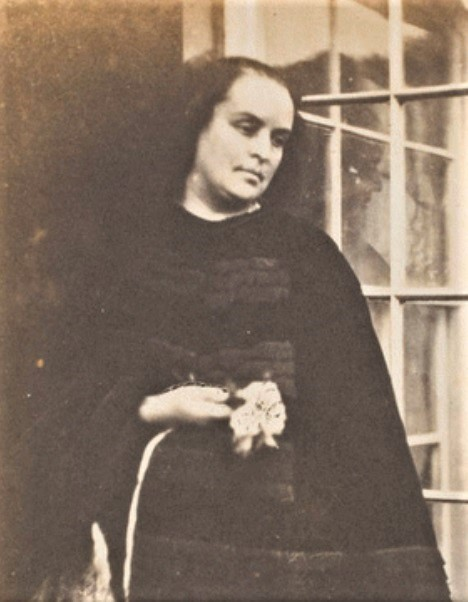
Adèle Foucher, l'épouse de Victor Hugo, photographiée à Marine Terrace par Auguste Vacquerie vers 1853.

Victor Hugo et Adèle Foucher, amis d'enfance depuis dix ans et dont les parents sont proches, commencent une relation amoureuse en 1819. Leur romance, d'abord secrète en raison de l'opposition de la famille Foucher et de la mère de Victor Hugo, devient officielle après la mort de celle-ci en 1821. Ils se marient le 12 octobre 1822 à Paris, civilement à la mairie du 11earrondissement de Paris et religieusement à l'église Saint Sulpice. Leur vie commune durera près de quarante-six ans, jusqu'au décès d'Adèle en 1868.
Plusieurs poèmes publiés par Victor Hugo entre 1822 et 1835 sont consacrés à son épouse. Elle donne naissance à cinq enfants, dont quatre survivent. Se sentant délaissée par son mari, très absorbé par son intense activité littéraire, Adèle entretient à partir de 1830 une relation amoureuse de plusieurs années avec Sainte-Beuve, ami intime du couple,. Les deux amants prennent leurs distances à partir de 1836, tandis que Victor Hugo commence une relation amoureuse avec Juliette Drouet à partir de 1833, qui durera jusqu'à la mort de celle-ci en 1883,. D'abord hostile à la liaison de son mari avec Juliette Drouet, Adèle finit par accepter cette situation et la recevra à Hauteville House en 1866.
En 1863, Adèle Foucher publie Victor Hugo raconté par un témoin de sa vie, recueil de souvenirs personnels sur son mari et témoignage précieux sur la vie de l'écrivain, auquel contribuent également Charles Hugo, Auguste Vacquerie et Victor Hugo lui-même. Pendant les dernières années d'exil, Adèle Foucher fait de longs séjours en Belgique et en France, souvent accompagnée de sa fille Adèle Hugo, et meurt à Bruxelles le 27 août 1868. Ayant pris la décision de rester en exil, Victor Hugo accompagne le cercueil de sa femme jusqu'à la frontière franco-belge, sans la franchir. Elle est enterrée à Villequier auprès de sa fille Léopoldine,.

### Enfants

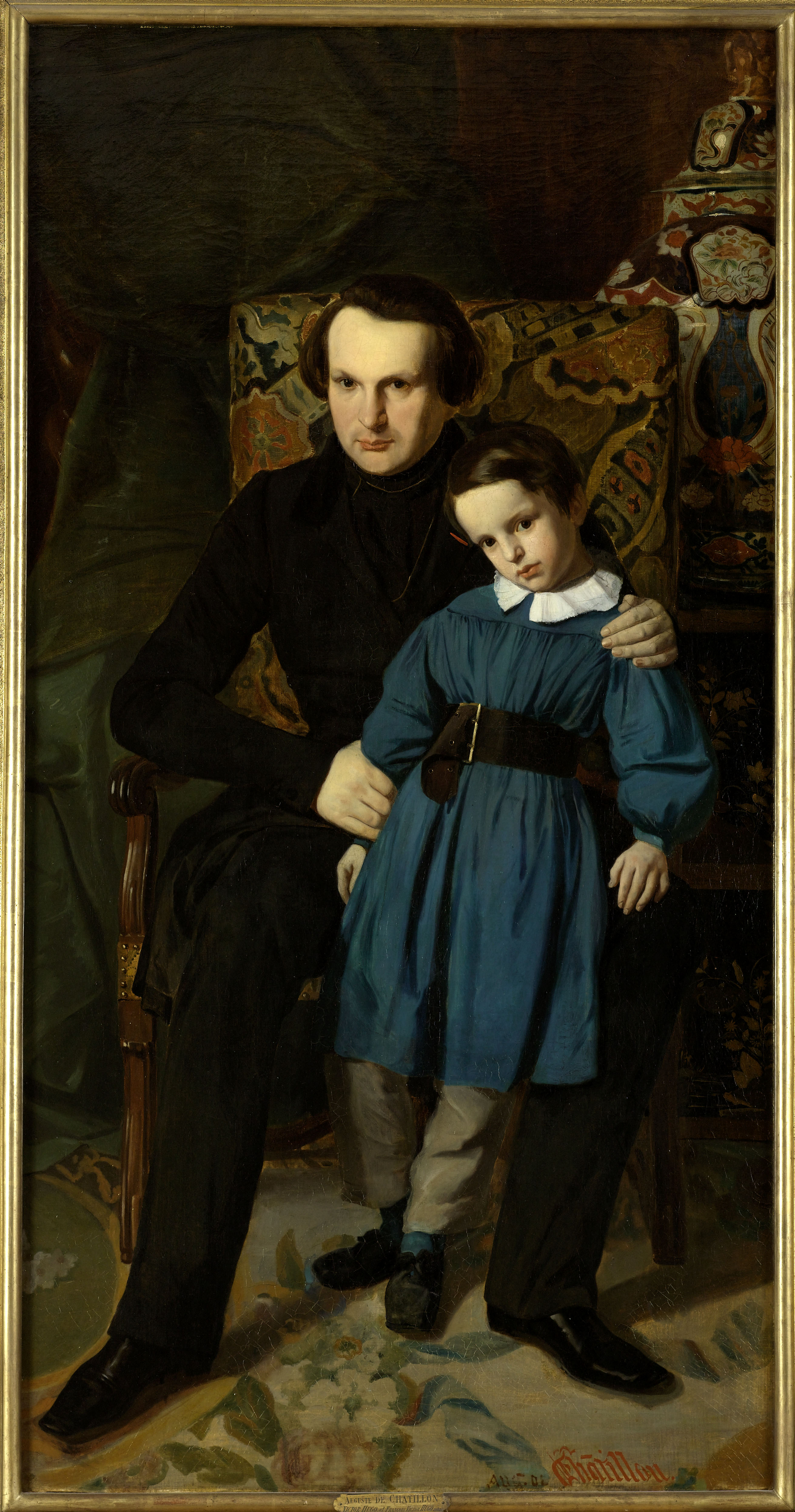
Portrait de Victor Hugo avec son fils François-Victor Hugo, 1836, Auguste de Châtillon.

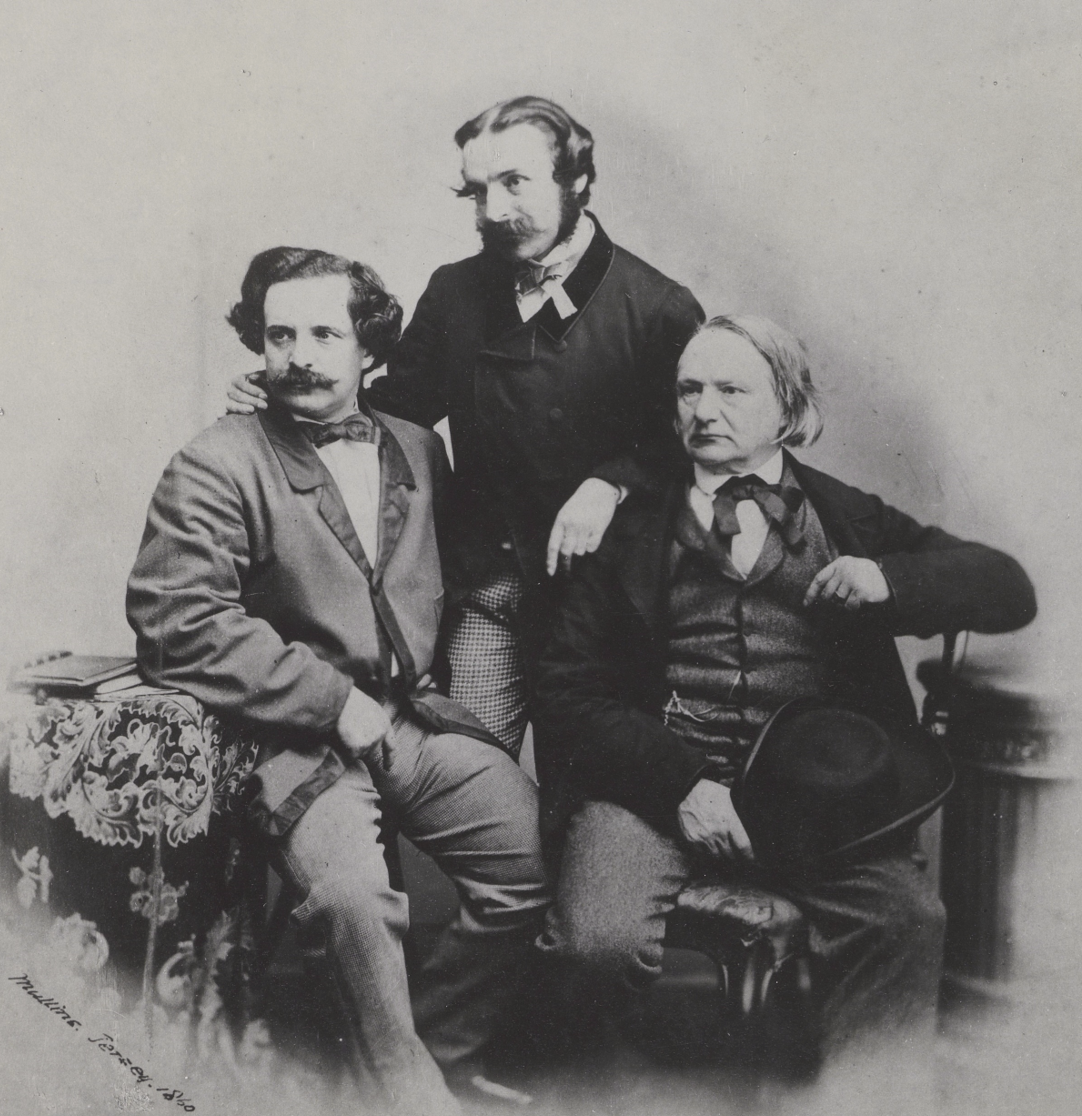
Victor Hugo avec ses fils Charles et François-Victor en 1860. Henry Mulling, Maison de Victor Hugo.

Victor Hugo et Adèle Foucher ont eu cinq enfants :
- Léopold (16 juillet 1823 - 10 octobre 1823) ;
- Léopoldine (28 août 1824 - 4 septembre 1843) ;
- Charles (3 novembre 1826 - 13 mars 1871) ;
- François-Victor (28 octobre 1828 - 26 décembre 1873) ;
- Adèle (24 août 1830 - 21 avril 1915).

Victor Hugo fut profondément marqué par la disparition de sa fille Léopoldine, morte noyée avec son mari Charles Vacquerie dans les eaux de la Seine, le 4 septembre 1843 à Villequier, à l'âge de dix-neuf ans, quelques mois après leur mariage. Le décès de Léopoldine, celle des enfants dont il était le plus proche, eut une grande influence sur son œuvre et sa vie. Ayant appris la disparition de sa fille alors qu'il était en voyage, Victor Hugo interrompt alors ses habitudes de voyages annuels, qu'il ne reprendra qu'en 1861. Le recueil poétique Les Contemplations lui rend hommage, en particulier par le poème Demain, dès l'aube…. Le recueil est divisé en deux parties, Autrefois (1830-1843) et Aujourd'hui (1843-1855), l'année qui les sépare étant celle de la mort de Léopoldine.
Victor Hugo fut proche de ses deux fils Charles et François-Victor, qui partageaient ses opinions politiques. En 1848, ils fondent avec leur père le journal d'opinion L'Événement. En 1852, après leur sortie de prison où ils étaient enfermés pour délit de presse, ils rejoignent leur père en exil et restent à ses côtés à Jersey, puis pendant les dix premières années à Guernesey. Pendant l'exil, Charles se consacre à la photographie, tandis que François-Victor traduit en français l'œuvre complète de William Shakespeare, qui inspirera l'écriture par son père de William Shakespeare. Les deux frères s'installent à Bruxelles en 1865, puis fondent en 1869 le journal politique Le Rappel, auquel leur père contribue. Charles meurt brusquement en 1871, puis François-Victor en 1873. Victor Hugo leur rend hommage dans Mes fils, texte publié en 1874.
Adèle Hugo, dernière née des enfants d'Adèle Foucher et Victor Hugo, fut profondément bouleversée par la mort de sa grande sœur et ne se remit jamais complètement de cette disparition tragique. Accompagnant son père à Jersey puis à Guernesey, elle tient un Journal de l'exil, témoignage de la vie des proscrits et de sa famille pendant cette période. Elle s'enfuit au Canada en 1863 pour suivre un officier britannique qu'elle avait connu à Jersey et qu'elle espérait épouser. Elle dut être placée à partir de 1872 dans une maison de santé, à l'initiative de son père et d'Émile Allix, médecin de la famille.
Après la mort soudaine de son fils Charles en 1871, Victor Hugo s'occupe des deux enfants de ce dernier, Georges et Jeanne. Le plaisir d'élever ses petits-enfants lui inspire l'écriture de L'Art d'être grand-père, publié en 1877.

### Maîtresses
En 1833, Victor Hugo et Juliette Drouet commencent une liaison amoureuse qui durera jusqu'au décès de celle-ci en 1883. Le suivant pendant son exil, tout en vivant dans un logement séparé, elle l'accompagne dans ses nombreux voyages en France et en Europe. En décembre 1851, elle lui fait connaître un certain Lanvin, ouvrier typographe, qui lui offre son passeport. Elle le fait ensuite héberger en cachette par des amis. En 1860, Hugo lui dédicace les épreuves de La Légende des siècles et lui rend un hommage appuyé : « Si je n’ai pas été pris et, par conséquent, fusillé, si je suis vivant à cette heure, je le dois à Mme Juliette Drouet qui, au péril de sa propre liberté et de sa propre vie, m’a préservé de tous les pièges, a veillé sur moi sans relâche, m’a trouvé des asiles sûrs et m’a sauvé, avec quelle admirable intelligence, avec quel zèle, avec quelle héroïque bravoure, Dieu le sait et l’en récompensera ! ».
Elle le suit dans son exil à Guernesey où Victor Hugo lui loue une maison, La Fallue, à proximité de la demeure familiale. Le 16 juin 1864, elle emménage à Hauteville Fairy, que Hugo a fait décorer. Le 22 décembre de la même année, elle reçoit d'Adèle Hugo une invitation au Noël que la famille organise au profit des enfants pauvres, ce qui est une façon d’officialiser cette liaison. Le 25 septembre 1870, pendant le siège de Paris, Victor Hugo laisse des instructions à ses enfants, dont celles-ci, à propos de Juliette Drouet : « Elle m’a sauvé la vie en décembre 1851. Elle a subi pour moi l’exil. jamais son âme n’a quitté la mienne. que ceux qui m’ont aimé l’aiment. que ceux qui m’ont aimé la respectent. Elle est ma veuve. » Elle lui a écrit quelque vingt mille lettres exprimant son amour immense et sa jalousie. Dans Les Misérables, Victor Hugo glisse une allusion très intime de leur vie amoureuse. La date du 16 février 1833, nuit de noces de Cosette et Marius (Cinquième partie, livre VI, chapitre I), est aussi celle où Juliette se donna à Victor pour la première fois. L’entourage de Hugo dissuade celui-ci d’assister aux obsèques de sa maîtresse.
Juliette Drouet n'a cependant pas été la seule maîtresse de Victor Hugo et ses relations en dehors du mariage auraient même été assez nombreuses. En mars 1843, il fait la connaissance de Léonie d'Aunet, épouse du peintre François-Auguste Biard, et devient son amant le 1er avril 1844. Leur liaison se poursuivra pendant plus de sept ans. Les deux amants sont surpris en flagrant délit d'adultère le 5 juillet 1845. Son statut de pair de France permet à Hugo d’échapper aux poursuites tandis que Léonie d'Aunet passe deux mois en prison et six au couvent. Bien des années après la fin de leur liaison, Victor Hugo continue d'aider financièrement son ancienne maîtresse.

### Surnoms
Victor Hugo acquiert plusieurs surnoms. Le premier est issu de sa propre description de Shakespeare : dans l'introduction de William Shakespeare, il s'attarde sur ce qui fait le génie de certains artistes et décrit Shakespeare comme un « Homme Océan »,, :
Il y a des hommes océans en effet.
[. . .] tout cela peut être dans un esprit, et alors cet esprit s’appelle génie, et vous avez Eschyle, vous avez Isaïe, vous avez Juvénal, vous avez Dante, vous avez Michel-Ange, vous avez Shakespeare, et c’est la même chose de regarder ces âmes ou de regarder l’Océan.
Dès son vivant et les années 1870, l'expression pour le désigner passe dans la culture populaire,. Elle est ensuite reprise par des auteurs et des critiques littéraires, parmi lesquels Joseph Serre, pour l'identifier à cette expression qu'il a lui-même forgé,. Ce surnom se généralise au cours du XXe siècle, et est utilisé par la Bibliothèque nationale de France pour le désigner, lorsqu'elle organise une exposition à son sujet. Depuis, elle est fréquemment utilisée dans la recherche et la critique littéraire,,,. En parallèle avec « Homme Océan », le surnom « Homme Horizon » est parfois utilisé aussi du vivant de Hugo. Enfin, des chercheurs et critiques littéraires, comme Henri Meschonnic, ont proposé le surnom « Homme siècle » pour désigner Victor Hugo.

### Revendication d'ascendance nobiliaire
Victor Hugo revendiquera à plusieurs reprises une ascendance nobiliaire en la famille Hugo de Rouvrois-sur-Meuse, qui sont devenus barons de Spitzemberg. Dans Les misérables (1re partie, livre I, ch. 5), Victor Hugo écrit : « Dans une autre dissertation, l'évêque de Digne examine les œuvres théologiques de Hugo, évêque de Ptolémaïs, arrière-grand-oncle de celui qui écrit ce livre…». Il s'attribuera également les armes de cette famille, dans un document manuscrit. Dans l'ouvrage d'Adèle Foucher consacré à son mari, Victor Hugo raconté par un témoin de sa vie, elle invoque l'ancêtre Pierre Antoine Hugo, né en 1532, "conseiller privé du grand-duc de Lorraine" et ses descendants  : elle cite notamment, « au dix-septième siècle, Charles Louis, abbé d'Étival, auteur d'un recueil estimé Sacrae antiquitatis monumenta ».
Cette revendication est extravagante puisqu'il est clairement établi que sa famille est originaire des Vosges, paroisses de Baudricourt et Domvallier. Cela a été clarifié du vivant du poète par Edmond Biré dans son Victor Hugo avant 1830.Des documents subsistent à la maison de Victor Hugo, place des Vosges à Paris.

## Liste des œuvres
Note : l'année indiquée est la date de la première parution

### Théâtre
- 1816 : Irtamène
- 1818 : Inez de Castro
- 1827 : Cromwell
- 1828 : Amy Robsart
- 1830 : Hernani
- 1831 : Marion de Lorme
- 1832 : Le roi s'amuse
- 1833 : Lucrèce Borgia
- 1833 : Marie Tudor
- 1835 : Angelo, tyran de Padoue
- 1838 : Ruy Blas
- 1843 : Les Burgraves
- 1882 : Torquemada
- 1886 : Théâtre en liberté (à titre posthume)
- 1934 : Mille francs de récompense (pièce écrite en 1866 et publiée à titre posthume)
- 1939 : Le Château du diable (pièce inachevée écrite en 1812 et publiée à titre posthume)
- 1951 : L'Intervention (pièce écrite en 1866 et publiée à titre posthume, incluse aujourd'hui dans Théâtre en liberté dont elle ne faisait pas partie lors de la première édition

### Romans
- 1820 : Bug-Jargal
- 1820 :  Han d'Islande
- 1829 : Le Dernier Jour d'un condamné
- 1831 : Notre-Dame de Paris
- 1834 : Claude Gueux
- 1862 : Les Misérables
- 1866 : Les Travailleurs de la mer
- 1869 : L'Homme qui rit
- 1874 : Quatrevingt-treize

### Poésies
- 1822 : Odes et poésies diverses
- 1824 : Nouvelles Odes
- 1828 : Odes et Ballades (incluant les deux recueils précédents)
- 1829 : Les Orientales
- 1831 : Les Feuilles d'automne
- 1835 : Les Chants du crépuscule
- 1837 : Les Voix intérieures
- 1840 : Les Rayons et les Ombres
- 1853 : Les Châtiments
- 1856 : Les Contemplations
- 1859 : Première série de La Légende des siècles
- 1865 : Les Chansons des rues et des bois
- 1872 : L'Année terrible
- 1877 : L'Art d'être grand-père
- 1877 : Nouvelle série de La Légende des siècles
- 1878 : Le Pape
- 1879 : La Pitié suprême
- 1880 : Religions et religion
- 1880 : L'Âne
- 1881 : Les Quatre Vents de l'esprit
- 1883 : Série complémentaire de La Légende des siècles

Recueils posthumes :
- 1886 : La Fin de Satan
- 1891 : Dieu

Choix de poèmes parmi les manuscrits de Victor Hugo, effectué par Paul Meurice :
- 1888 : Toute la Lyre
- 1893 : Nouvelle série de Toute la Lyre
- 1898 : Les Années funestes
- 1902 : Dernière Gerbe (le titre n'est pas de Victor Hugo)
- 1942 : Océan. Tas de pierres

### Autres textes
- 1818 : A.Q.C.H.E.B. (A quelque chose hasard est bon) (texte qualifié d'opéra-comique par son auteur)
- 1831 : Victor Hugo, « Guerre aux démolisseurs », La Revue des deux mondes, vol. Période Initiale, tome 5,‎ 1832, p. 607-622 (lire en ligne) (pamphlet)
- 1834 : Étude sur Mirabeau
- 1834 : Littérature et philosophie mêlées
- 1836 : La Esmeralda (livret d'opéra)
- 1842 : Le Rhin
  - Contient ce conte : Légende du beau Pécopin et de la belle Bauldour
- 1852 : Napoléon le Petit (pamphlet)
- 1855 : Lettres à Louis Bonaparte
- 1864 : William Shakespeare
- 1867 : Paris-Guide
- 1874 : Mes fils
- 1875 : Actes et paroles - Avant l'exil
- 1875 : Actes et paroles - Pendant l'exil
- 1876 : Actes et paroles - Depuis l'exil
- 1877 : Histoire d'un crime - 1re partie
- 1878 : Histoire d'un crime - 2e partie
- 1883 : L'Archipel de la Manche

### Œuvres posthumes
- 1887 : Choses vues - 1re série (mémoires et commentaires pris sur le vif, le titre n'est pas de Victor Hugo)
- 1900 : Choses vues - 2e série
- 1890 : Alpes et Pyrénées (carnets de voyage)
- 1892 : France et Belgique (carnets de voyage)
- 1896 : Correspondances - t. I
- 1898 : Correspondances - t. II
- 1901 : Proses philosophiques, dont Post-scriptum de ma vie, et Le Promontoire du songe (recueil de textes philosophiques des années 1860-1865)
- 1934 : Mille Francs de récompense (théâtre)
- 1951 : Pierres (fragments manuscrits)
- 1964 : Lettres à Juliette Drouet suivi de Le livre de l'anniversaire

## Influence et postérité

### Notoriété et critiques

#### Relations avec les autres écrivains
Admirateur de Chateaubriand à qui il dédie plusieurs odes, Le génie, Quiberon (1820), Ode à Monsieur de Chateaubriand, il se détache peu à peu de son ancien maître qui lui reproche une littérature subversive. Il entretient des relations d'estime et d'admiration mutuelles avec Balzac, Nerval et Vigny, et des relations d'amitié avec Dumas, son compagnon de romantisme, qui dureront, avec beaucoup de hauts et quelques bas, toute sa vie. La rivalité est plus exacerbée avec Lamartine, auquel Hugo ne cesse de proclamer son admiration, mais ne lui concède plus, le succès venant, de réelle prééminence artistique et avec Musset qui lui reproche ses artifices et son engagement politique.
Il détient en Barbey d'Aurevilly, Gustave Planche, et Sainte-Beuve à partir de 1835, des adversaires tenaces et constants, dans les frères Goncourt des lecteurs très critiques et en George Sand une commentatrice très perspicace. Mais il possède en Théophile Gautier un admirateur inconditionnel.
Les relations sont plus conflictuelles avec les admirateurs de la première heure, que Victor Hugo déçoit parfois par la suite et qui alternent éloges et critiques : Baudelaire, Flaubert. D'autres revendiquent leur filiation avec Victor Hugo tout en empruntant des voies qui leur sont propres, se détachant même du romantisme : Théodore de Banville, Leconte de Lisle, Mallarmé, Verlaine.
L'étiquette d'auteur engagé que lui vaut son exil participe à sa notoriété, mais lui aliène l'estime de poètes comme Baudelaire et provoque sa rupture avec Vigny, fidèle à l'empereur.

#### Popularité auprès des contemporains
Estimé par certains et critiqué par d'autres, Victor Hugo reste une figure de référence de son siècle.
Quand il retourne en France après l'exil, il est considéré comme le grand auteur qui a traversé le siècle et comme un défenseur de la république. Les monarchistes ne pardonnent pas facilement à celui qui a trahi son milieu et si les républicains les plus à gauche doutent de sa conversion, il devient cependant un enjeu politique, adulé par la gauche républicaine qui organise pour l'anniversaire de ses 79 ans, une grande fête populaire.
Ce culte hugolien exaspère ses pairs. Paul Lafargue écrit en 1885 son pamphlet La Légende de Victor Hugo et Zola s'exclame :

« Victor Hugo est devenu une religion en littérature, une sorte de police pour le maintien du bon ordre […]. Être passé à l'état de religion nécessaire, quelle terrible fin pour le poète révolutionnaire de 1830. »

#### Renommée et critiques ultérieures
Au début du XXe siècle, Victor Hugo reste une gloire nationale et l'anniversaire de sa naissance donne lieu à de nombreuses manifestations officielles.
Le milieu artistique a cependant pris un peu ses distances. Le mouvement parnassien et le mouvement symboliste, en remettant en cause l'éloquence dans la poésie, se sont posés en adversaires de l'école de Hugo et la mode en ce début de siècle est à une poésie moins passionnée. André Gide assume la paternité du mot « Hugo, hélas ! » donné en réponse à la question « Quel est votre poète ? » posée par L'Ermitage en février 1902 et que certains attribuaient à Verlaine. Il se souvient de l'émotion que suscitait la poésie de Hugo chez l'adolescent qu’il était, mais pour l’écrivain, le défaut essentiel de Victor Hugo est qu’il « a trop de confiance en son génie. » Son admiration pour lui « s’en tient à la forme » et à son incomparable don d’observation, mais tous ses « défauts énormes [tels que] antithèses constantes, procédés » l’agacent profondément. Cela montre la double attitude des poètes du XXe siècle, reconnaissant à Victor Hugo une place prééminente, mais exaspérés parfois aussi par ses excès. Charles Péguy, dans Notre patrie publié en 1905, n'est pas tendre envers le grand homme, l'accusant d'être un « hypocrite pacifiste », disant de lui que « Faire des mauvais vers lui est complètement égal », mais plus loin s'exclamant « quels réveils imprévus, quel beau vers soudain » et parlant d'« entraînement formidable de l'image et du rythme ». Saint-John Perse lui reproche d'avoir perverti le romantisme par son engagement politique. On retrouve de son influence aussi bien chez des admirateurs comme Dostoïevski que chez de violents détracteurs comme Jean Cocteau. Aux yeux de Paul Valéry, « Hugo est un milliardaire. — Ce n’est pas un prince », exprimant ainsi l’idée que la richesse de ses dons ne fait pas de Victor Hugo un des grands maîtres de la littérature. Vers 1930, Eugène Ionesco écrit le pamphlet Hugoliade et reproche à Hugo une éloquence masquant la poésie ainsi que sa mégalomanie.
Entre les deux guerres, c'est en sa qualité de révolutionnaire qu'il est apprécié par les gens de gauche (Romain Rolland, Alain) et exécré des réactionnaires (Charles Maurras), c'est en sa qualité de visionnaire qu'il est apprécié des surréalistes. Il est admiré par Aragon, par Desnos,.
Durant la guerre, son image sert de porte-drapeau à la résistance,.
Au retour de la guerre, les passions s'assagissent, on découvre l'homme. François Mauriac déclare, en 1952 : « Il commence à peine à être connu. Le voilà au seuil de sa vraie gloire. Son purgatoire est fini ». Henri Guillemin publie une biographie très nuancée de l'écrivain. Jean Vilar popularise son théâtre. Victor Hugo est désormais adapté au cinéma, au théâtre et pour la jeunesse. Le centenaire de sa mort est fêté en grande pompe.

### Hommages

#### Musées et lieux de mémoire

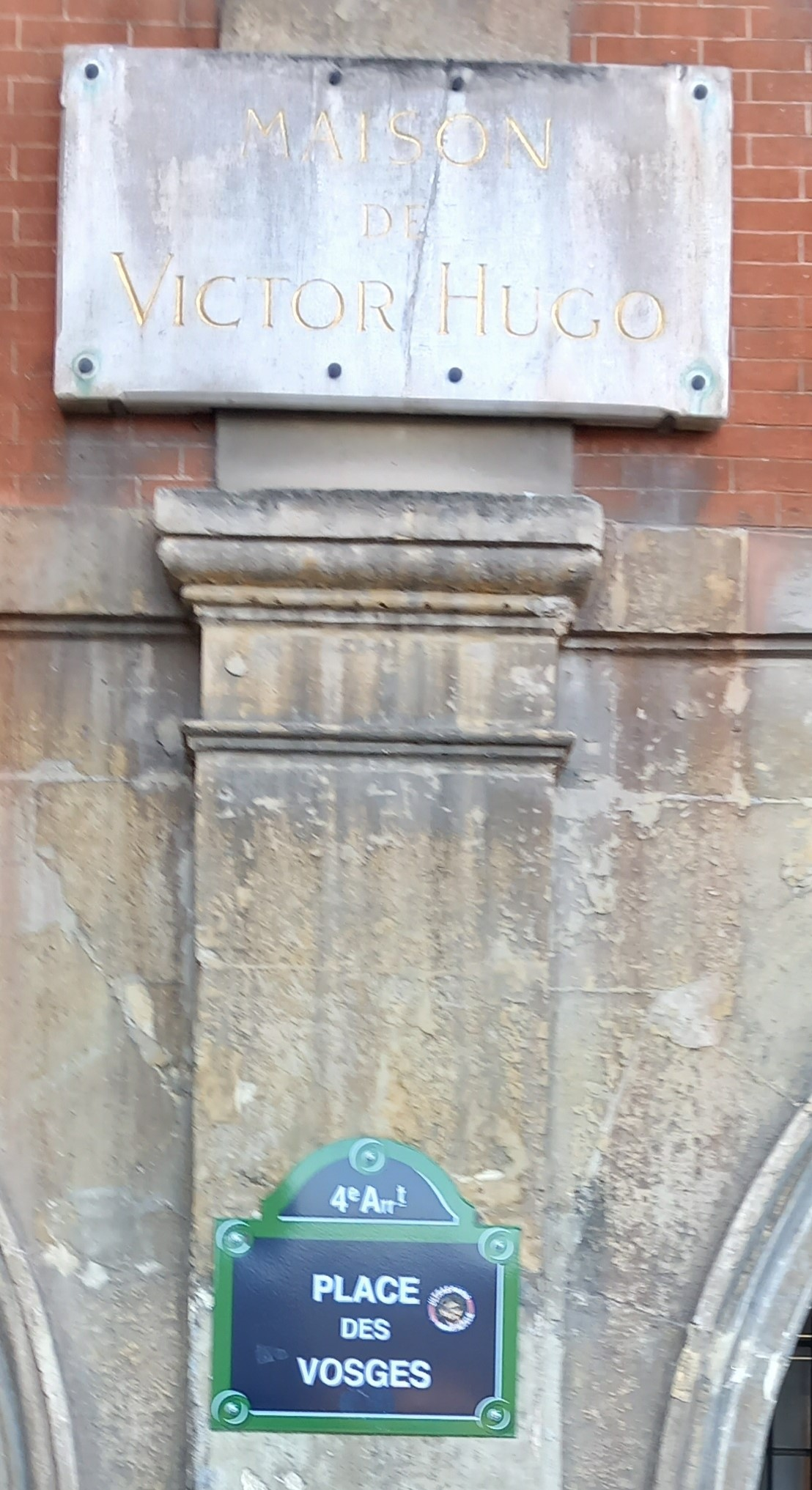
La maison place des Vosges

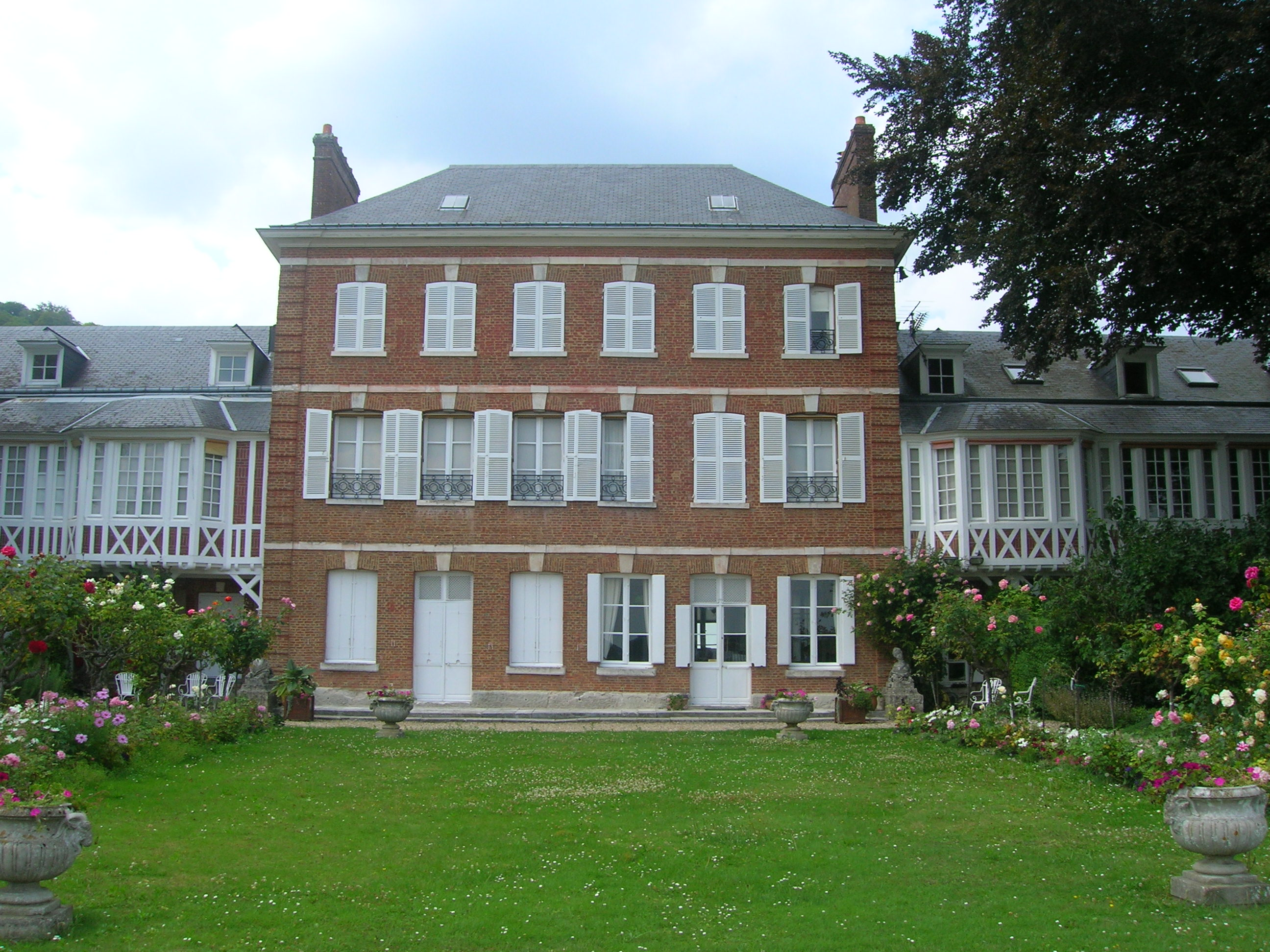
Le musée Victor-Hugo à Villequier, maison de la famille de Charles et Auguste Vacquerie, où séjourna plusieurs fois Victor Hugo.

Plusieurs lieux où a vécu ou séjourné Victor Hugo font aujourd'hui l'objet d'une commémoration ou d'un hommage particulier, certaines de ces habitations ayant été transformées en musées consacrés à sa vie et à la conservation de son œuvre.
Les principaux lieux consacrés à Victor Hugo sont :
- la maison de Victor Hugo, place des Vosges à Paris, qui a été sa demeure de 1832 à 1848 et qui a été transformée en musée à l'initiative de son ami Paul Meurice, inauguré en 1903 et aujourd'hui géré par la Mairie de Paris ;
- Hauteville House à Guernesey, qui a été sa résidence de 1856 à 1870, également propriété de la mairie de Paris depuis 1927, à la suite d'une donation par ses descendants, et ouverte au public ;
- le musée Victor-Hugo à Villequier, ancienne demeure de la famille Vacquerie où séjourna souvent Victor Hugo, devenu un musée inauguré en 1959, propriété du département de Seine-Maritime. Sa fille Léopoldine, qui y mourut noyée avec son mari Charles Vacquerie, repose à Villequier avec sa mère Adèle Foucher et sa sœur Adèle Hugo.

D'autres lieux ouverts au public font également mémoire de la présence de Victor Hugo, tels que la Maison natale de Victor Hugo à Besançon, propriété de la municipalité transformée en musée en 2013, le Château des Roches à Bièvres, où il séjourna à plusieurs reprises et baptisé « Maison littéraire de Victor Hugo », la « Maison Victor Hugo » à Vianden au Luxembourg où il séjourna et devenu en 1935 un musée documentant ses séjours dans la ville et le pays, ou encore la « Casa de Victor Hugo » à Pasaia en Espagne, commémorant son séjour dans cette maison et dans la région.
La grande majorité des manuscrits et dessins de Victor Hugo sont conservés à la Bibliothèque nationale de France, à laquelle Victor Hugo légua tous ceux qui étaient restés en sa possession. Le reste des manuscrits, lettres, dessins et photographies se trouvent à la Maison de Victor Hugo à Paris et dans d'autres musées, dont certains à l'étranger, ainsi que dans des collections privées.

#### Monuments et statues

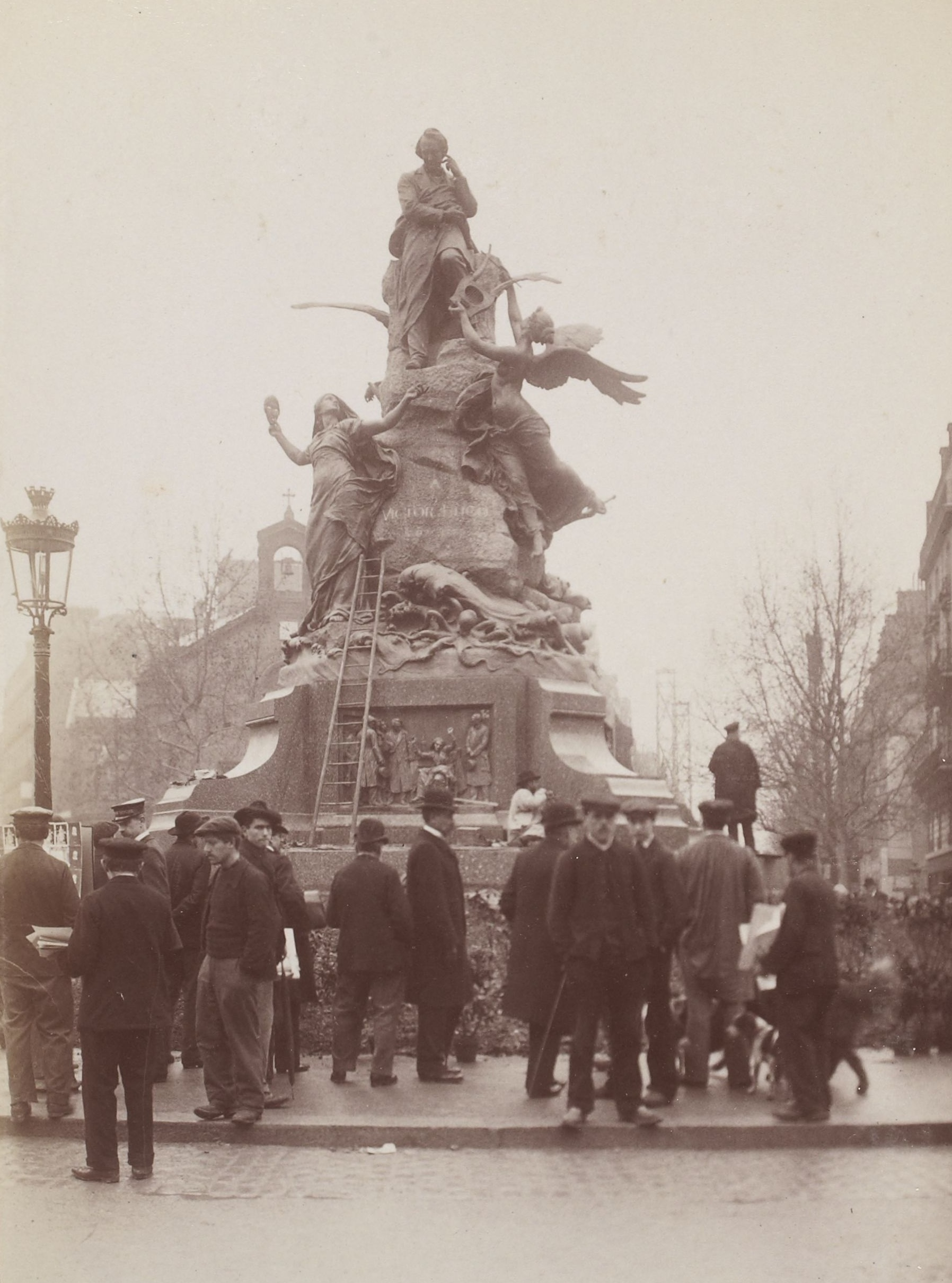
Monument à la gloire de Victor Hugo réalisé par Ernest Barrias sur la place Victor-Hugo en 1902 pour le centenaire de sa naissance, aujourd'hui disparu.

Plusieurs monuments et statues ont été élevés pour honorer Victor Hugo. Un monument à sa gloire, réalisé par Ernest Barrias sur la place Victor-Hugo à Paris, a été inauguré le 26 février 1902 à l'occasion du centenaire de sa naissance et fut détruit en 1941, remplacé par la « fontaine Victor-Hugo ». La « Colonne Victor Hugo » à Waterloo, en Belgique, édifiée en 1912, célèbre le séjour de l'écrivain dans la ville.
Les plaques commémoratives signalant les lieux où il vécut ou qu'il a visités sont nombreuses, par exemple à la Maison du Pigeon à Bruxelles, à Vianden et à Clervaux au Luxembourg, à Hauteville Fairy à Guernesey et au lieu où se trouvait l'hôtel de la Pomme d'or à Jersey.

#### Commémorations
En 1902, le centenaire de la naissance de Victor Hugo a été célébré de manière officielle, à la fois par l'État et par la Ville de Paris. De nombreuses cérémonies sont organisées à cette occasion, dans sa ville natale à Besançon, au Panthéon à Paris et au Sénat, ou Victor Hugo siégea,. Des hommages et célébrations semblables ont lieu en 1985 pour le centenaire de son décès, puis en 2002 pour le bicentenaire de sa naissance, à l'occasion duquel l'Assemblée nationale, le Sénat, l'Académie française et le ministère de la Culture organisèrent plusieurs manifestations pour honorer sa mémoire,,.
La Bibliothèque nationale de France a aussi participé à ces commémorations par deux expositions de grande ampleur, « Soleil d'encre : manuscrits et dessins de Victor Hugo » en 1985, en partenariat avec le Petit Palais, et « Victor Hugo l'homme océan » en 2002,.
Un rosier thé est baptisé en octobre 1885 du nom de 'Souvenir de Victor Hugo' en sa mémoire.

#### Noms de lieux
De nombreuses voies publiques en France portent le nom de Victor Hugo. Certaines sont directement liées à la vie de l'écrivain. L'avenue Victor-Hugo à Paris, où se trouve le logement qu'il occupait dans ses dernières années, fut nommée ainsi de son vivant, en 1881. La place Victor-Hugo à Paris, située à proximité de cette avenue, fut renommée en son honneur le jour de son décès. La place Victor-Hugo à Besançon, où il est né, fut également renommée au moment de son décès.

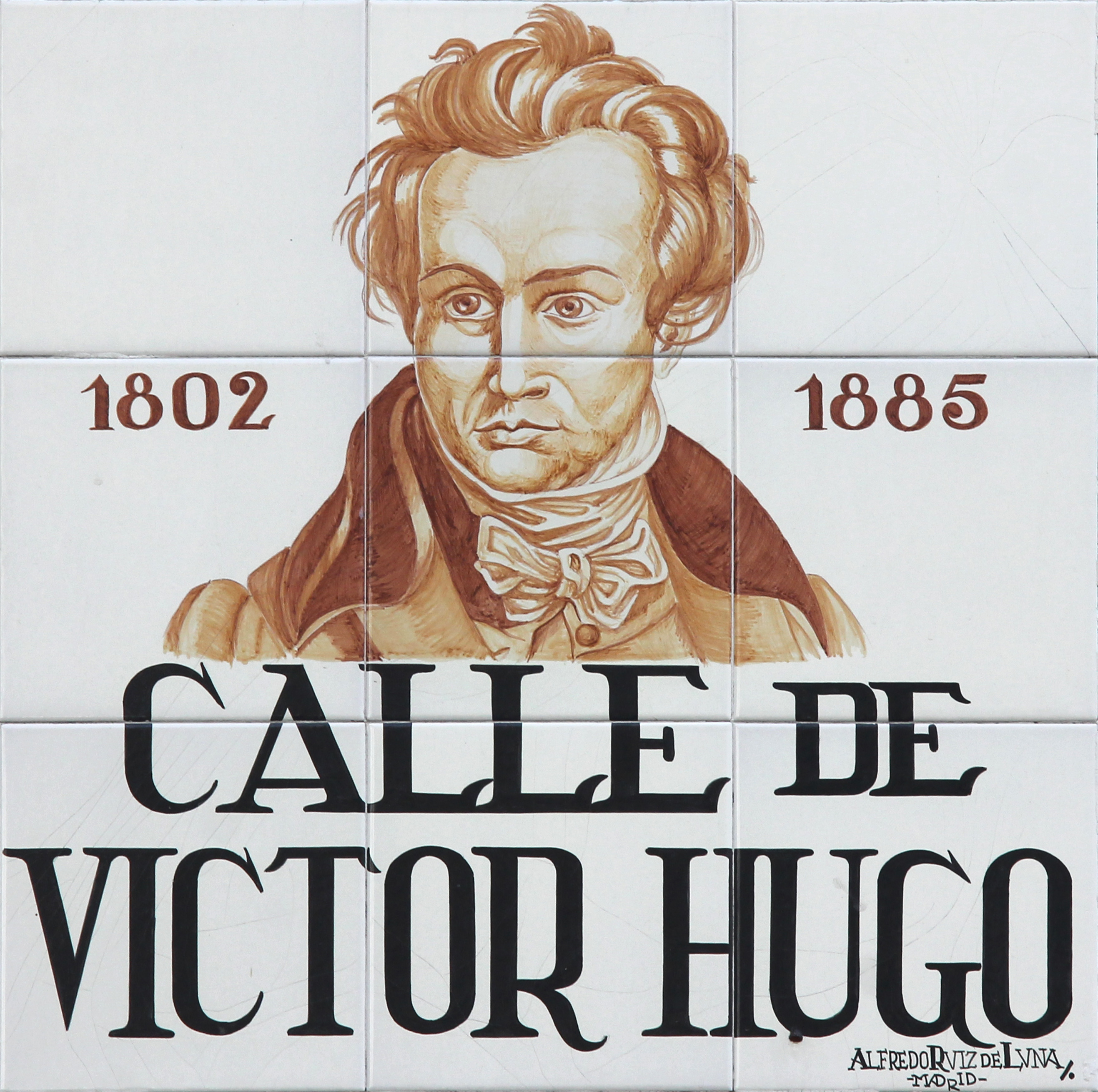
Plaque de la « rue Victor Hugo » à Madrid en Espagne.

Bien d'autres voies publiques célèbrent Victor Hugo, telles que le cours Victor-Hugo à Bordeaux, la rue Victor-Hugo à Lyon et la place Victor-Hugo à Toulouse, parmi beaucoup d'autres. Selon une étude réalisée en 2016 sur les noms des voies publiques françaises, Victor Hugo serait la troisième personnalité la plus mentionnée dans les noms de voies en France, avec 2 555 voies portant son nom, derrière Charles de Gaulle et Louis Pasteur. À l'étranger, certaines voies publiques portent également son nom, notamment dans les villes ou les pays où il a vécu ou qu'il a visités, ainsi la rue Victor Hugo à Bruxelles et l'avenue Victor Hugo à Luxembourg.
Plusieurs écoles, collèges et lycées honorent également Victor Hugo en portant son nom, comme le lycée Victor-Hugo de Besançon, ville natale de l'écrivain, baptisé ainsi en 1885, l'année de son décès. C'est aussi le cas de certains lycées français à l'étranger, comme le lycée Victor-Hugo de Florence. Selon une étude réalisée en 2017, « Victor Hugo » serait le dixième nom de personnalité le plus porté parmi les 66 557 établissements scolaires français, publics et privés confondus, avec 365 établissements portant ce nom.

#### Timbres
Trois timbres à l'effigie de Victor Hugo ont été mis en circulation par la Poste française : un timbre émis le 11 décembre 1933, un autre émis le 30 mai 1935 pour le cinquantenaire de sa mort et un autre émis le 23 février 1985 pour le centenaire de sa mort. Ont également été émis le timbre « Hernani de Victor Hugo » le 8 juin 1953 et les timbres « Esmaralda », « Vidocq» et « Gavroche » le 30 août 2003.
Plusieurs timbres ont célébré Victor Hugo à l'étranger, par exemple un timbre en URSS et un timbre en République démocratique allemande, émis en 1952 pour le cent-cinquantenaire de sa naissance, un timbre émis en Albanie en 1987 et un timbre émis en Roumanie en 2002 pour le centenaire de sa naissance, parmi beaucoup d'autres.

#### Monnaie
La Banque de France a mis en circulation le « billet de 500 francs Victor Hugo » à l'effigie de Victor Hugo à partir de 1954, remplacé à partir de 1960 par le « billet de 5 nouveaux francs Victor Hugo » lors du passage au nouveau franc, définitivement retiré en 1968. Une pièce commémorative de dix francs « pièce de 10 francs Victor Hugo » a été émise en 1985 à l'occasion du centenaire du décès de l'écrivain.

#### Astronomie
En astronomie ont été nommés, en l'honneur de Victor Hugo, l'astéroïde « (2106) Hugo » découvert en 1936 dans la ceinture principale et le cratère « Hugo » sur la planète Mercure, nommé ainsi en 1979.

#### Iconographie

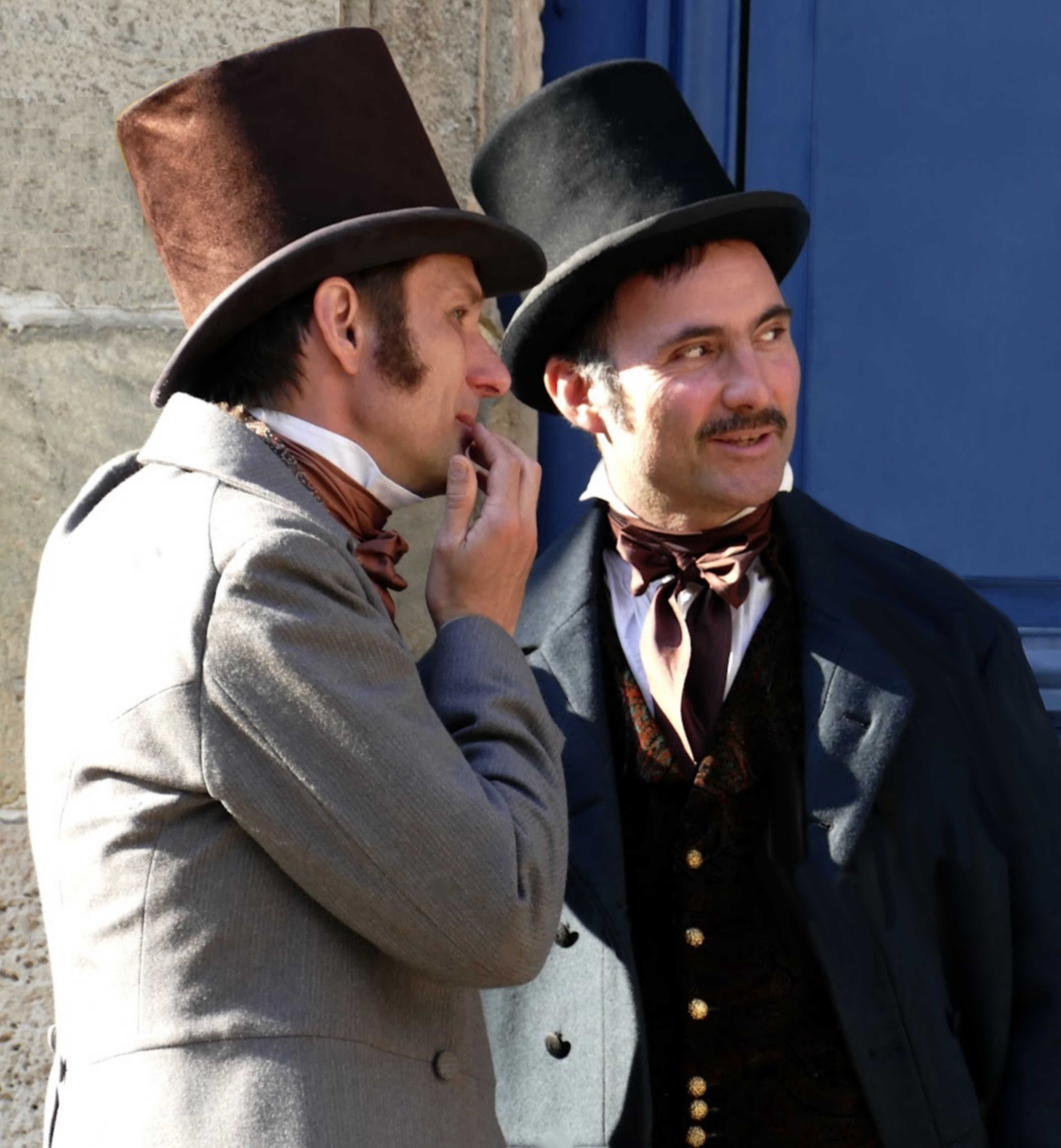
Victor Hugo, ennemi d'État : reconstitution historique pour ce tournage de mai 2018 dans le vieux Senlis.

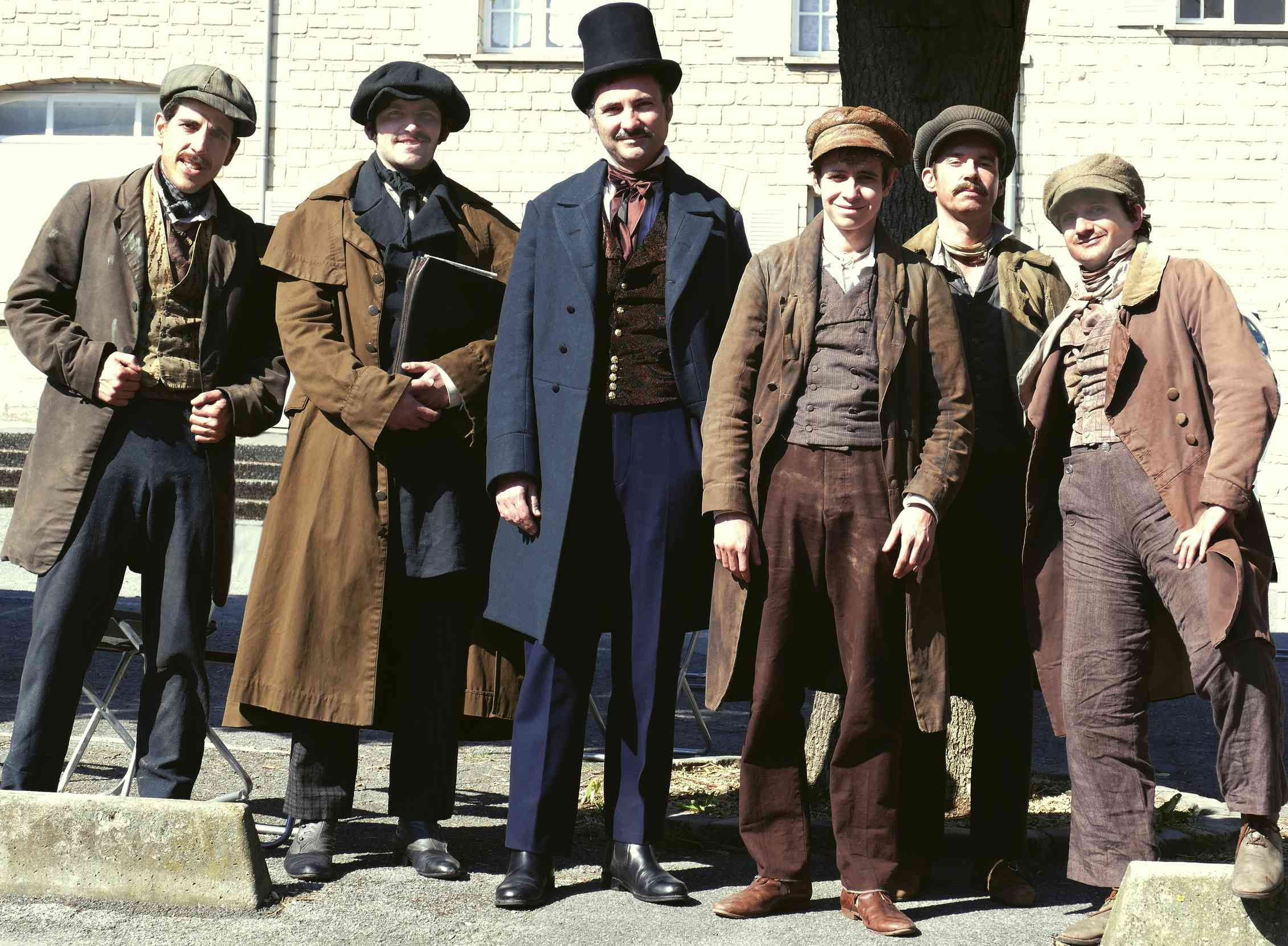
Hors tournage, quelques figurants posent dans une rue de Senlis, comme habités par l'humanisme et le romantisme hugoliens.

Deux portraits en buste de Hugo, gravés par Auguste Rodin (pointes-sèches, 1884 et 1886), figuraient sous les numéros 219 et 220 du catalogue de dessins et d'estampes de la galerie Paul Prouté de 1985. Le sculpteur reçut deux commandes de l’État pour des statues de l'écrivain, une « assis sur un rocher » pour le jardin du Palais du Luxembourg à Paris et qui, finalement, fin 1906, soit vingt-sept ans après sa commande, fut placée dans celui du Palais-Royal, et en 1886 une autre destinée au Panthéon, où le corps de l'écrivain était entré l'année précédente.

#### Cinéma et télévision
En plus des nombreuses adaptations de ses œuvres à l'écran, la vie de Victor Hugo a aussi fait l'objet d'adaptations.
Un documentaire-fiction intitulé Victor Hugo, la face cachée du grand homme lui a été consacré en 2012 dans l'émission Secrets d'Histoire, présentée par Stéphane Bern. Le documentaire revient notamment sur son parcours politique, sa lutte contre l'injustice sociale, sa défense des idéaux de la république et son combat pour l'abolition de la peine de mort.
Toujours à la télévision, la mini-série française Victor Hugo, ennemi d'État (2018) couvre les principaux événements de la vie de Victor Hugo de 1848 à 1851. Le téléfilm La Bataille d'Hernani (2002) est consacré à sa pièce Hernani et à la controverse qu'elle a suscitée, connue comme la « bataille d'Hernani ». Au cinéma, Victor Hugo est un personnage secondaire des films Suez (1938), La Symphonie fantastique (1942), Si Paris nous était conté (1956) et Personal Shopper (2016). Il est aussi évoqué dans L'Histoire d'Adèle H. (1975) de François Truffaut, consacré à sa fille Adèle Hugo. Il apparaît en 2025 lors d'une scène d'hallucination à l'ayahuasca dans le film La Venue de l'avenir de Cédric Klapisch sous les traits de François Berléand.

### Adaptations
Les romans, pièces de théâtre et poèmes de Victor Hugo ont fait l'objet de plusieurs adaptations à l'écran, sur scène et en musique. Contrairement à ce qui a pu être affirmé, Victor Hugo n'était pas hostile à la mise en musique de ses poèmes, ni aux opéras inspirés par ses œuvres, du moment qu'il était mentionné comme auteur de l'œuvre adaptée,.

#### Cinéma et télévision
Les romans et pièces de théâtre de Victor Hugo ont donné lieu à de nombreuses adaptations au cinéma et à la télévision, avec quelque deux cents productions adaptées ou librement inspirées de ses œuvres, tous formats confondus (longs métrages, courts métrages, animation, séries télévisées).

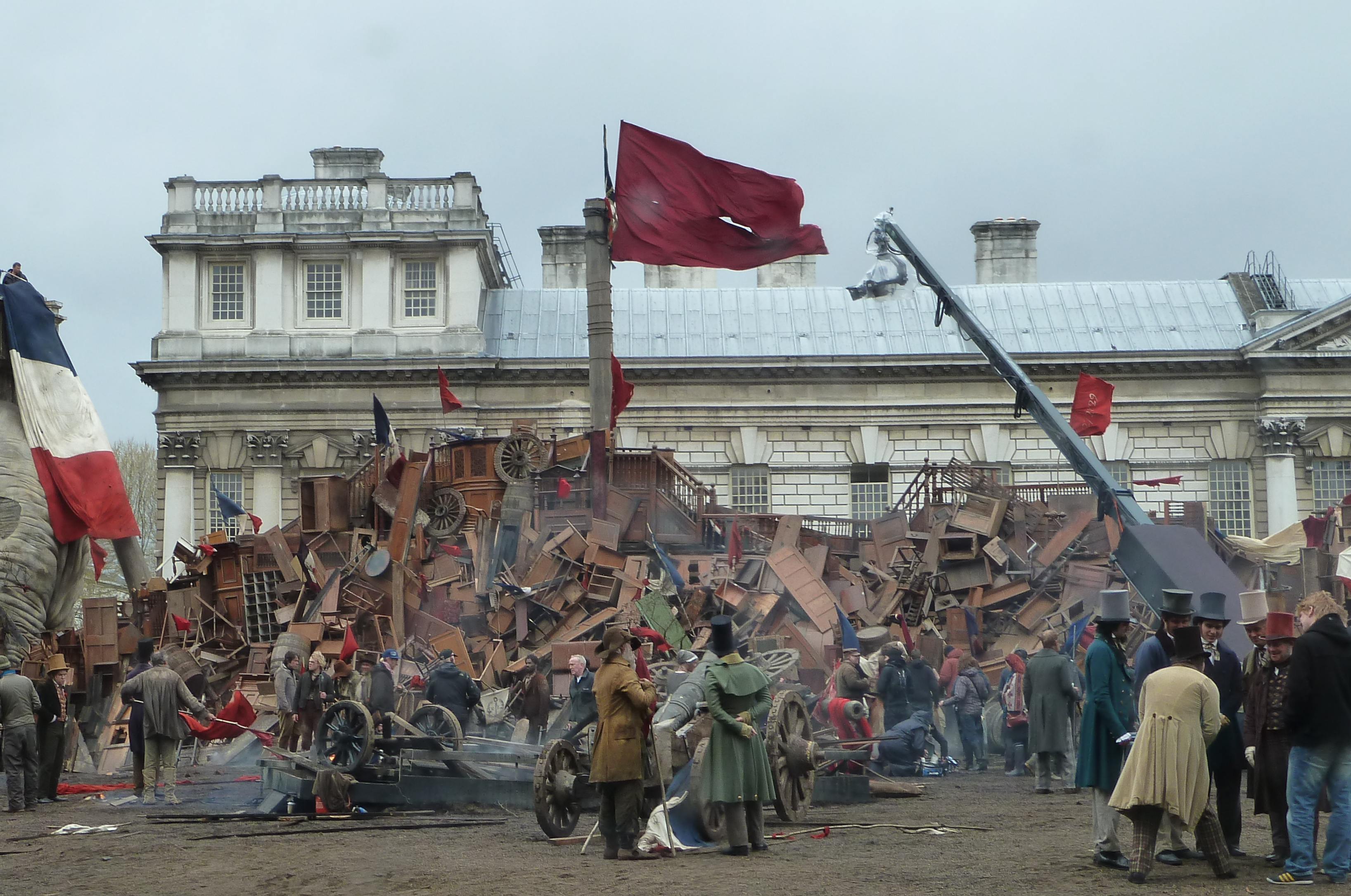
Scène de tournage du film Les Misérables (2012).

Son œuvre la plus souvent adaptée est le roman Les Misérables avec une cinquantaine d'adaptations pour le cinéma et la télévision. En 1897, les frères Lumière tournent un film très court nommé Victor Hugo et les principaux personnages des Misérables. Les adaptations les plus marquantes du roman sont : Le Chemineau d'Albert Capellani (1905), Les Misérables d'Henri Fescourt (1925), Les Misérables de Raymond Bernard (1934), Les Misérables de Richard Boleslawski (1935), Les Misérables de Riccardo Freda (1948), Les Misérables de Jean-Paul Le Chanois (1958), Les Misérables de Robert Hossein (1982), Les Misérables de Claude Lelouch (1995) et Les Misérables de Tom Hooper (2012),. Si la plupart des productions sont françaises, ainsi que britanniques, américaines et italiennes, des adaptations ont été faites dans d'autres pays, comme le film japonais La Légende du géant (1938), et plus récemment, dans d'autres genres, l'anime japonais Les Misérables: Shoujo Cosette (2007) et le telenovela mexicain Los miserables (2014).
Également très adapté à l'écran, Notre-Dame de Paris le fut pour la première fois en 1905 avec La Esmeralda, film muet réalisé par Alice Guy. Parmi les adaptations les plus notables figurent Notre-Dame de Paris de Wallace Worsley (1923), Quasimodo de William Dieterle (1939), Notre-Dame de Paris par Jean Delannoy (1956) et, plus récemment, le film d'animation Le Bossu de Notre-Dame de Walt Disney Pictures (1997),.
Les adaptations des autres romans de Victor Hugo incluent L'Homme qui rit de Paul Leni (1928) et L'Homme qui rit de Sergio Corbucci (1966), ainsi que Les Travailleurs de la mer d'André Antoine (1918) et La Belle Espionne de Raoul Walsh (1953), adaptés du roman Les Travailleurs de la mer.
Les pièces de théâtre de Victor Hugo ont aussi fait l'objet d'adaptations, comme Marion de Lorme (1918), Rigoletto (1946), Ruy Blas (1948) et, surtout, La Folie des grandeurs (1971), adaptation de Ruy Blas réalisée par Gérard Oury et ayant connu un grand succès sur les écrans français.
Certaines adaptations sont inspirés de l'œuvre poétique de Victor Hugo, comme le téléfilm français L'Année terrible (1985), inspiré du recueil de poèmes éponyme, et le film français Les Neiges du Kilimandjaro (2011), inspiré par un poème de La Légende des siècles.
En 2016, le film documentaire Ouragan, l'odyssée d'un vent a utilisé le texte de Hugo intitulé La Mer et le Vent pour l'essentiel de sa narration, accompagnant les images dédiées à l'ouragan.

#### Pièces de théâtre
Les romans de Victor Hugo ont fait l'objet d'adaptations au théâtre, comme la pièce Les Misérables écrite et jouée en 1863 à Bruxelles par Charles Hugo, fils de l'écrivain. Les pièces de théâtre de Victor Hugo elles-mêmes furent adaptées dans d'autres pièces, telles que Don César de Bazan, écrite en 1844.

#### Opéras
Plus d'une cinquantaine d'opéras ont été inspirés par les œuvres de Victor Hugo,. Victor Hugo lui-même écrit en 1836 les paroles de l'opéra La Esmeralda avec une musique de Louise Bertin, d'après son roman Notre-Dame de Paris, seul opéra dont il ait été le librettiste. Il fut retiré de la scène à la sixième représentation, n'obtenant pas tout le succès attendu.
Les adaptations qui ont eu le plus de succès et de notoriété sont les deux opéras que Verdi a composés : Ernani, adapté de la pièce Hernani en 1844, et surtout Rigoletto, d'après la pièce Le roi s'amuse en 1851. Avant lui, Gaetano Donizetti avait composé Elisabetta al castello di Kenilworth en 1829, d'après Amy Robsart, et Lucrezia Borgia en 1833, d'après Lucrèce Borgia. Victor Hugo intenta sans succès un procès contre Donizetti pour s'être inspiré de ses pièces. Parmi les autres adaptations notables figurent Ruy Blas, composé en 1869 par Filippo Marchetti d'après Ruy Blas, et La Gioconda, composé en 1876 par Amilcare Ponchielli d'après Angelo, tyran de Padoue.

#### Ballets
La Esmeralda, ballet en 5 tableaux, chorégraphie de Jules Perrot, musique de Cesare Pugni (Londres, 1844)
Notre-Dame de Paris, ballet en 2 actes et 13 tableaux, chorégraphie de Roland Petit, musique de Maurice Jarre (Paris, 1965)

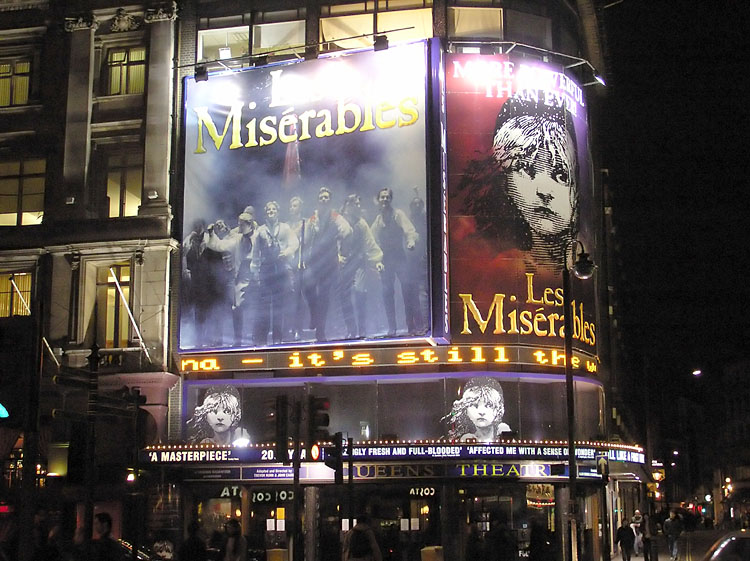
Affiches de la comédie musicale Les Misérables au Queen's Theatre à Londres.

#### Comédie musicales
Parmi les comédie musicales créées d'après des œuvres de Victor Hugo, Les Misérables, une adaptation réalisée en 1980 par Alain Boublil et Claude-Michel Schönberg pour Robert Hossein, est celle qui a connu le plus grand succès. Sa version anglophone, lancée au Royaume-Uni en 1985, a connu un grand succès international et détient le record mondial de longévité d'une comédie musicale. Le spectacle a ensuite été traduit dans une vingtaine de langues et représenté dans une quarantaine de pays.
On peut également citer la comédie musicale Notre Dame de Paris, adaptée du roman du même nom en 1998 par Luc Plamondon et Richard Cocciante. Cette comédie musicale fut un énorme succès francophone et fut traduite en plusieurs langues dont l'anglais, l'italien, le coréen et le polonais. On peut citer parmi ses chansons les plus connues le titre Belle, interprété par Garou, Daniel Lavoie et Patrick Fiori, qui resta plus de 60 semaines dans le Top 50, dont 18 en première position.

#### Musique
Victor Hugo est un des poètes dont les textes ont été les plus adaptés en musique au XIXe siècle. Ses poèmes les plus souvent mis en musique par les principaux compositeurs de son temps sont Guitare, L'Extase, L'Attente, Rêverie et L'Aurore. Des parties de ses pièces ont aussi été adaptées, en particulier des passages de Ruy Blas, Marie Tudor et Lucrèce Borgia.
Le premier grand compositeur à adapter ses œuvres fut Hector Berlioz avec ses mélodies La Captive (1832) et Sara la baigneuse (1834), adaptées de poèmes des Orientales. Le compositeur Franz Liszt, proche de Victor Hugo, composa plusieurs œuvres musicales tirées de ses poèmes, parmi lesquelles les poèmes symphoniques Ce qu'on entend sur la montagne (1850) et Mazeppa (1851), ainsi que huit lieders. En 1882, Léo Delibes écrit une musique de scène, Six airs de danses dans le style ancien, pour Le Roi s'amuse. Beaucoup d'autres compositeurs ont mis en musique des poèmes de Victor Hugo, notamment Camille Saint-Saëns, Georges Bizet, Gabriel Fauré, Charles Gounod, Édouard Lalo, Jules Massenet, Léo Delibes, César Franck, Reynaldo Hahn et Richard Wagner,.
Le chanteur Georges Brassens a repris des poèmes de Victor Hugo pour écrire ses chansons Gastibelza (1954) et La Légende de la nonne (1956).

#### Bande dessinée
Les romans de Victor Hugo influencèrent assez tôt les auteurs de comics américains, puisque la création du Joker, un personnage de l'éditeur DC Comics, a été directement inspiré par le film L'Homme qui rit (1928), adapté du roman éponyme de l'écrivain,. Dans les années 1940, quatre romans de Victor Hugo ont été adaptés en comic book dans la collection Classics Illustrated : Les Misérables, Notre-Dame de Paris, Les Travailleurs de la mer et L'Homme qui rit. En 1976, une adaptation du roman Notre-Dame de Paris a été publiée par Marvel Comics. En France, plus récemment, sont parus aux éditions Delcourt les albums Le Dernier Jour d'un condamné (2007) et L'Homme qui rit (2007-2008), et aux éditions Glénat les albums Les Misérables (2017) et Notre-Dame de Paris (2017), dans la collection Les Grands Classiques de la littérature en bande dessinée.